# Cerámica de figuras negras

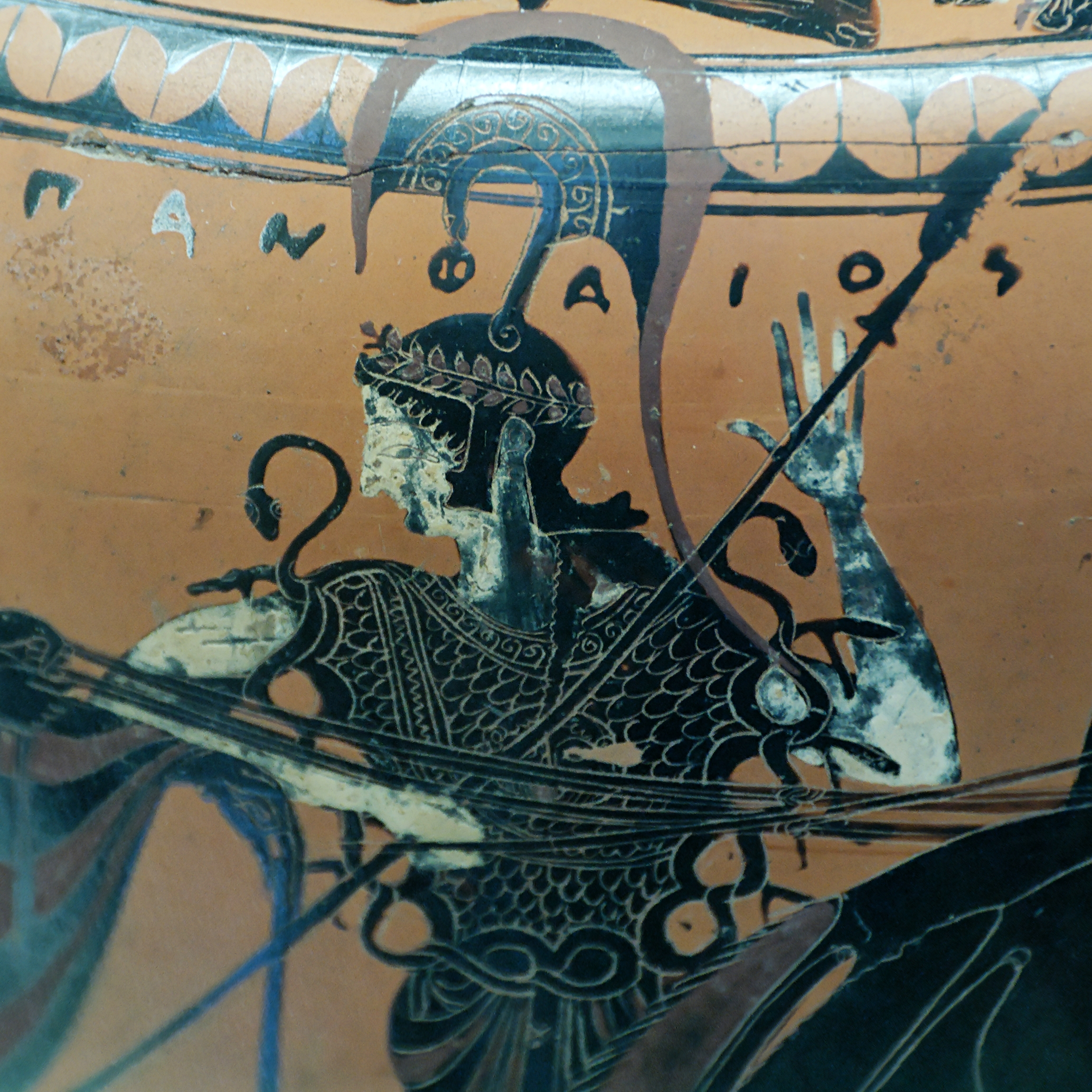
Atenea vistiendo la égida, hidria ática de figuras negras del alfarero Panfeo (firmado) y el pintor Eufileto, circa Cabinet des Médailles, BNF (París), De Ridder n°254.

La técnica de la cerámica de figuras negras (en griego: μελανόμορφα, romanizado: melanomorpha) es un estilo de pintura de la antigua cerámica griega en la que la decoración aparece silueteada en negro sobre fondo rojo.
La técnica decorativa que se designa con la expresión de figuras negras debe su nombre a que, con anterioridad a la cocción del vaso, el ceramógrafo pintaba en negro las siluetas de las figuras, indicando los detalles externos con un hábil y rico juego de finísimas incisiones –mediante una punta de metal o de hueso- que descubrían el color natural de la arcilla, y añadiendo en caso necesario algunos toques de blanco y rojo oscuro.
Este sistema de decoración para la pintura de vasos se introdujo en la cerámica corintia hacia el año 700 a. C., y allí fue objeto de sucesivos perfeccionamientos durante todo el siglo VII a. C.
Los artistas áticos adoptaron la nueva técnica en el período orientalizante, y obtuvieron con ella resultados de gran originalidad en la última fase de la producción de los vasos llamados por los estudiosos «protoáticos» (630–620 a. C.).
Con esta producción se inicia la gran serie de la cerámica de figuras negras, que tiene su principal centro en Atenas y que se prolonga hasta comienzos del siglo V a. C., comprendiendo la fase intermedia de los llamados vasos bilingües es decir, realizados con una técnica mixta de figuras negras y rojas, a partir del 530 a. C. Desde el punto de vista estilístico, se distingue de la cerámica orientalizante precedente y del posterior estilo de cerámica de figuras rojas. Otro centro principal de este estilo fue inicialmente Corinto. Se sabe que otros lugares importantes de producción fueron Laconia, Beocia, Grecia oriental e Italia. Sobre todo en Italia se desarrollaron estilos individuales destinados, al menos en parte, al mercado etrusco. Los vasos griegos con figuras negras eran muy populares entre los etruscos, como demuestran las frecuentes importaciones. Los artistas griegos crearon productos personalizados para el mercado etrusco que diferían en forma y decoración de sus productos normales. Los etruscos también desarrollaron su propia industria de cerámica negra orientada a los modelos griegos (véase, cerámica etrusca).
La cerámica de figuras negras fue el primer estilo artístico que dio lugar a un número significativo de artistas identificables. Algunos son conocidos por sus verdaderos nombres, otros solo por los nombres convenidos que se les dio en la literatura científica. La mayoría de artistas conocidos proviene del Ática. Algunos alfareros introdujeron diversas innovaciones que con frecuencia influyeron en el trabajo de los pintores; a veces, fueron los pintores quienes inspiraron la originalidad de los alfareros. Los vasos de figuras rojas y negras son una de las fuentes más importantes de la mitología y la iconografía, y a veces también para investigar la vida cotidiana de la Antigua Grecia. Desde el siglo XIX, estos vasos han sido objeto de una intensa investigación.

## Técnicas de elaboración

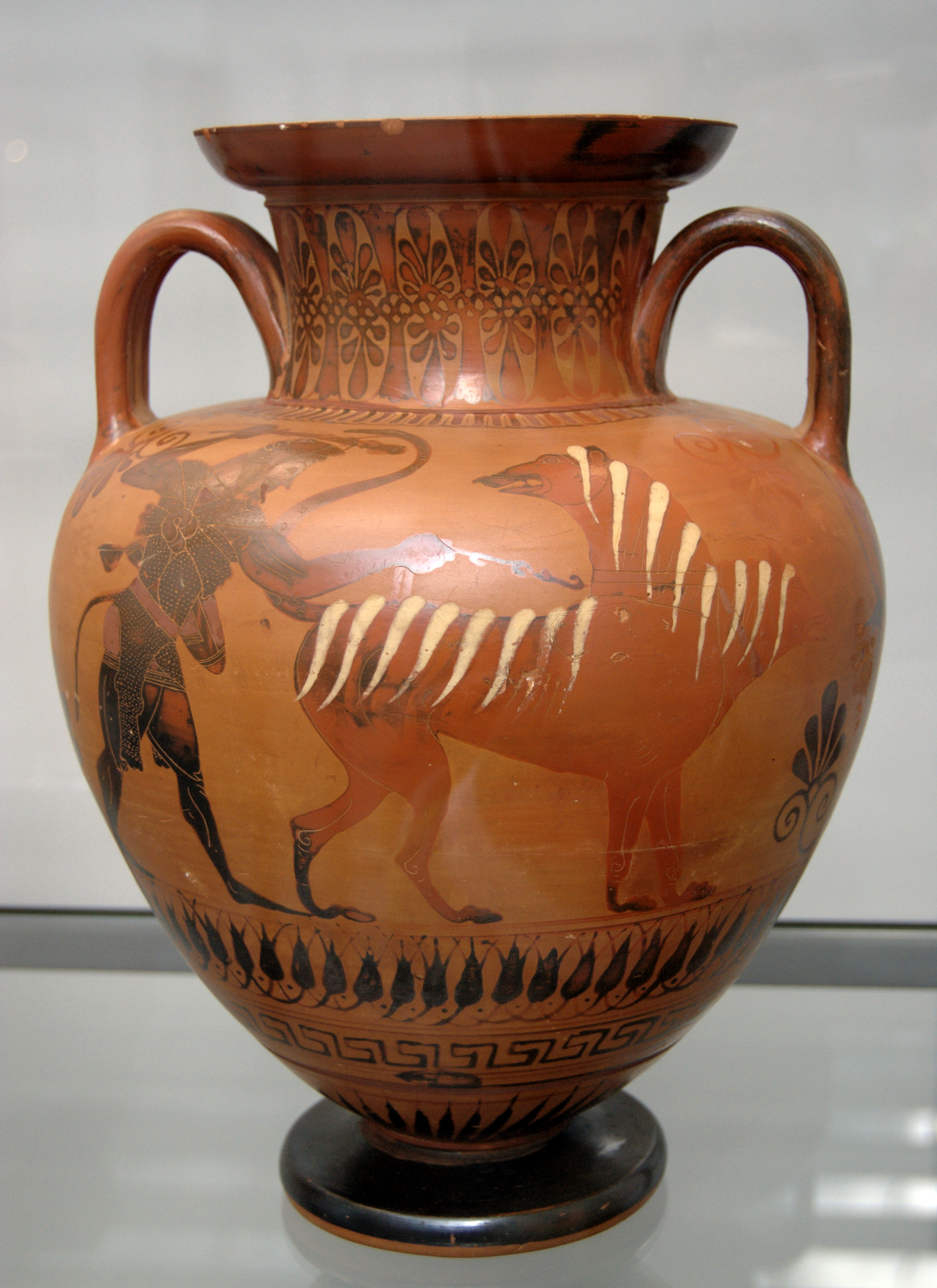
Heracles hace avanzar a Cerbero. La bestia gira una de sus cabezas hacia atrás de forma amenazante y levanta su cola de serpiente. Ánfora ática de cuello mal cocida del Pintor de Bucci, c., encontrada en Vulci y conservada en la Colección Estatal de Antigüedades de Múnich.

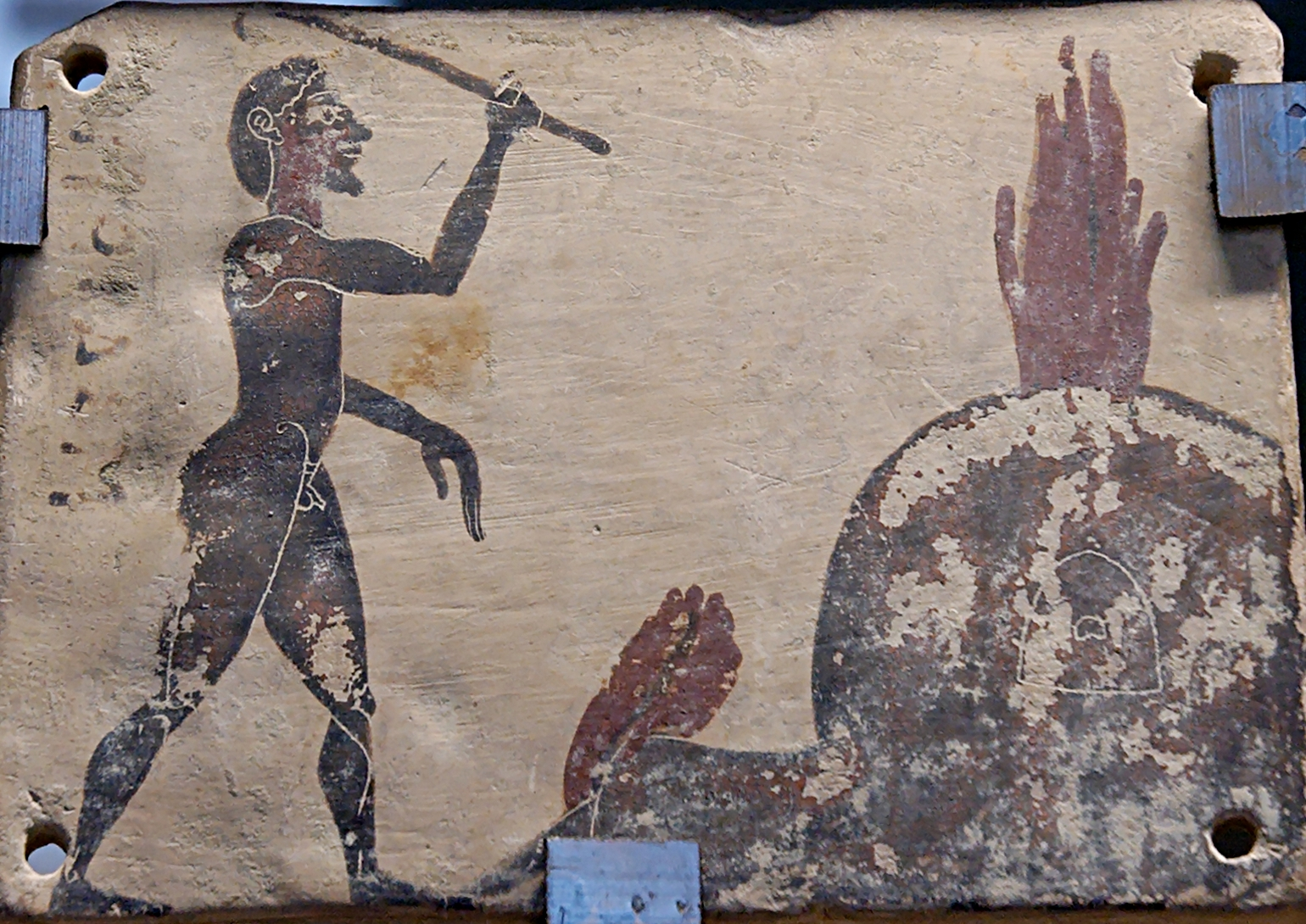
Representación de un horno de cerámica en un pínax corintio, c. 575-, encontrado en Penteskouphia; expuesto en el Museo del Louvre, París

Los vasos griegos estaban hechos de una clara arcilla burda rica en hierro que se volvía de un color naranja rojizo cuando era cocida. El diseño era bosquejado en líneas generales, luego rellenado usando arcilla refinada como pintura. Los detalles eran añadidos con una herramienta de grabado, rascando a través de la capa de pintura a la arcilla de abajo. Se pintaban en la superficie del vaso con una pasta de arcilla, en realidad un engobe superficial estaba hecho del mismo material arcilloso que el propia vaso, con la única diferencia del tamaño de las partículas que lo componían, conseguido durante el refinamiento de la arcilla antes de comenzar la cocción. Los contornos internos y los detalles estructurales se hacían mediante incisiones en la barbotina para que la arcilla subyacente pudiera verse a través de las incisiones. Otros dos pigmentos a base de tierra, el rojo y el blanco, se utilizaban para añadir detalles como adornos, ropa o partes de ella, pelo, crines de animales, partes de armas y otros equipos. El blanco también se utilizaba con frecuencia para representar la piel de las mujeres.
El vaso era cocido en un horno a una temperatura de unos 800º  C, con la oxidación consiguiente, volviendo a la cerámica de un color naranja rojizo. La temperatura era aumentada a unos 950 °C con las aberturas del horno cerradas y con madera verde añadida para eliminar el oxígeno. El vaso se volvía totalmente negro. La etapa final requería que las aberturas fueran reabiertas para dejar entrar oxígeno al horno para permitir enfriarlo. La pieza volvía a su color naranja debido a la renovada oxidación, mientras que la capa pintada sinterizada se quedaba del color negro satinado creado en la segunda etapa.
Los pintores, que eran esclavos o artesanos pagados como pintores de cerámica, trabajaban en vasos sin cocer y secos como el cuero. En el caso de la producción de figuras negras, el tema se pintaba en el vaso con una pasta de arcilla (un engobe, que en la literatura más antigua también se designaba como barniz) que se volvía negra y brillante después de la cocción. No se trataba de una “pintura” en el sentido habitual, ya que este engobe superficial estaba hecho del mismo material arcilloso que la propia vasija, con la única diferencia del tamaño de las partículas que lo componían, conseguido durante el refinamiento de la arcilla antes de comenzar la cocción. La zona de las figuras se pintó primero con un pincel.
Aparte del negro, los otros colores podían ser usados modificando las características de la arcilla usada para pintar el vaso. El más común era un blanco amarillento derivado de una purificada arcilla ferrosa, y un rojo violáceo derivado de la misma arcilla refinada usada para producir las áreas negras mezclada con ocre (óxido de hierro rojo) y agua.

## Estilos y temas

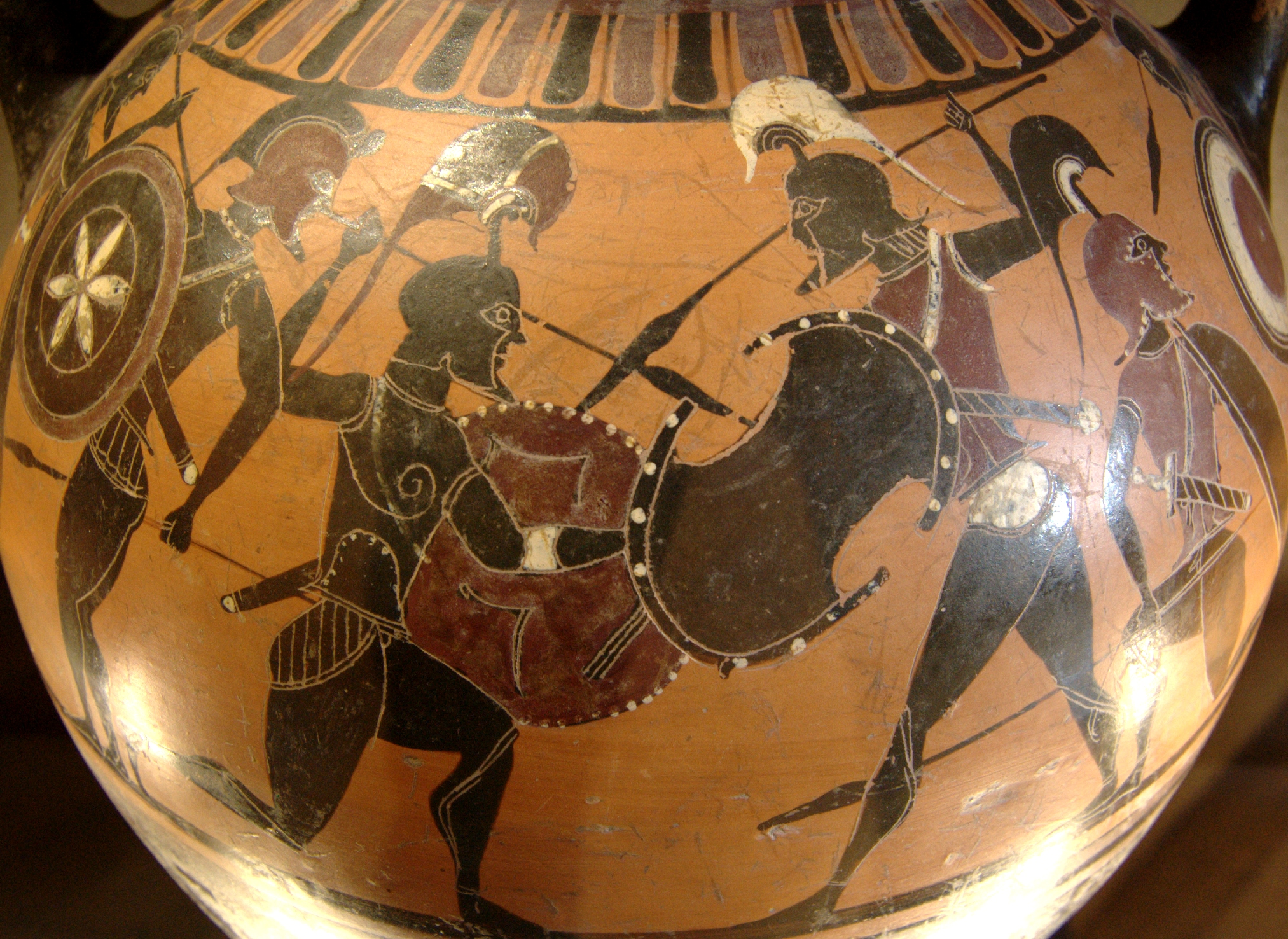
Escena de ánfora de figuras negras de Atenas (Museo del Louvre).

Aunque los punteados en la superficie de los vasos es uno de los principales indicadores estilísticos, algunas piezas prescindieron de ella. En ellas, la forma es técnicamente similar al estilo orientalizante, pero el repertorio de imágenes ya no refleja la práctica orientalizante.
La cerámica de figuras negras retrataba siluetas de figuras, pero era algo limitada en su alcance artístico debido a las limitaciones de las herramientas de grabado. Solo algunos pintores son conocidos por su nombre, aunque muchos vasos han sido agrupados en base al estilo pictórico y parecen ser el trabajo de personas o talleres.
Se desconoce hasta qué punto los alfareros y los pintores podía ser las mismas personas. Es probable que muchos maestros alfareros hicieran su principal contribución en el proceso de producción como pintores de vasos, al tiempo que empleaban a otros pintores. Sin embargo, no es fácil reconstruir los vínculos entre alfareros y pintores, ya que estas atribuciones solo pueden demostrar si se dispone de las firmas del alfarero y del pintor.
El pintor más famoso del que se sabe su nombre, es Exequias, un pintor de vasos del siglo VI a. C., que es sobre todo conocido por sus escenas de batallas.

## Desarrollos

### Corinto

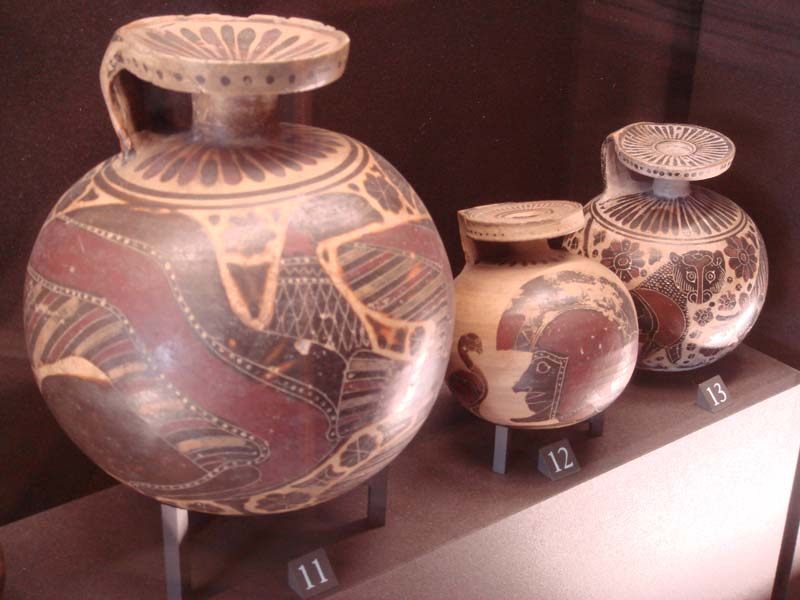
Tres aríbalos corintios en el Museo del Louvre

En Corinto la técnica de las figuras negras se desarrolló hacia el 700 a. C. Se utilizó por primera vez a principios del siglo VII a. C. por los pintores de cerámica protocorintia, que seguían pintando en el estilo orientalizante. La nueva técnica recordaba a las piezas de metal grabadas, y la vajilla de metal más costosa fue sustituida por vasos de cerámica con figuras pintadas. Antes de finalizar el siglo se desarrolló un estilo característico de figuras negras. Se había renunciado a la mayoría de los elementos orientalizantes y no había más adornos que los rosetones punteados (los rosetones estaban formados por una disposición de pequeños puntos individuales)
Los corintios usaron originalmente la cerámica de figuras negras para representar frisos de animales hasta mediados del siglo VI a. C., cuando los grandes pintores atenienses desarrollaron un estilo sofisticado de decoración narrativa que representaba temas como escenas de batallas, seres míticos y episodios mitológicos.

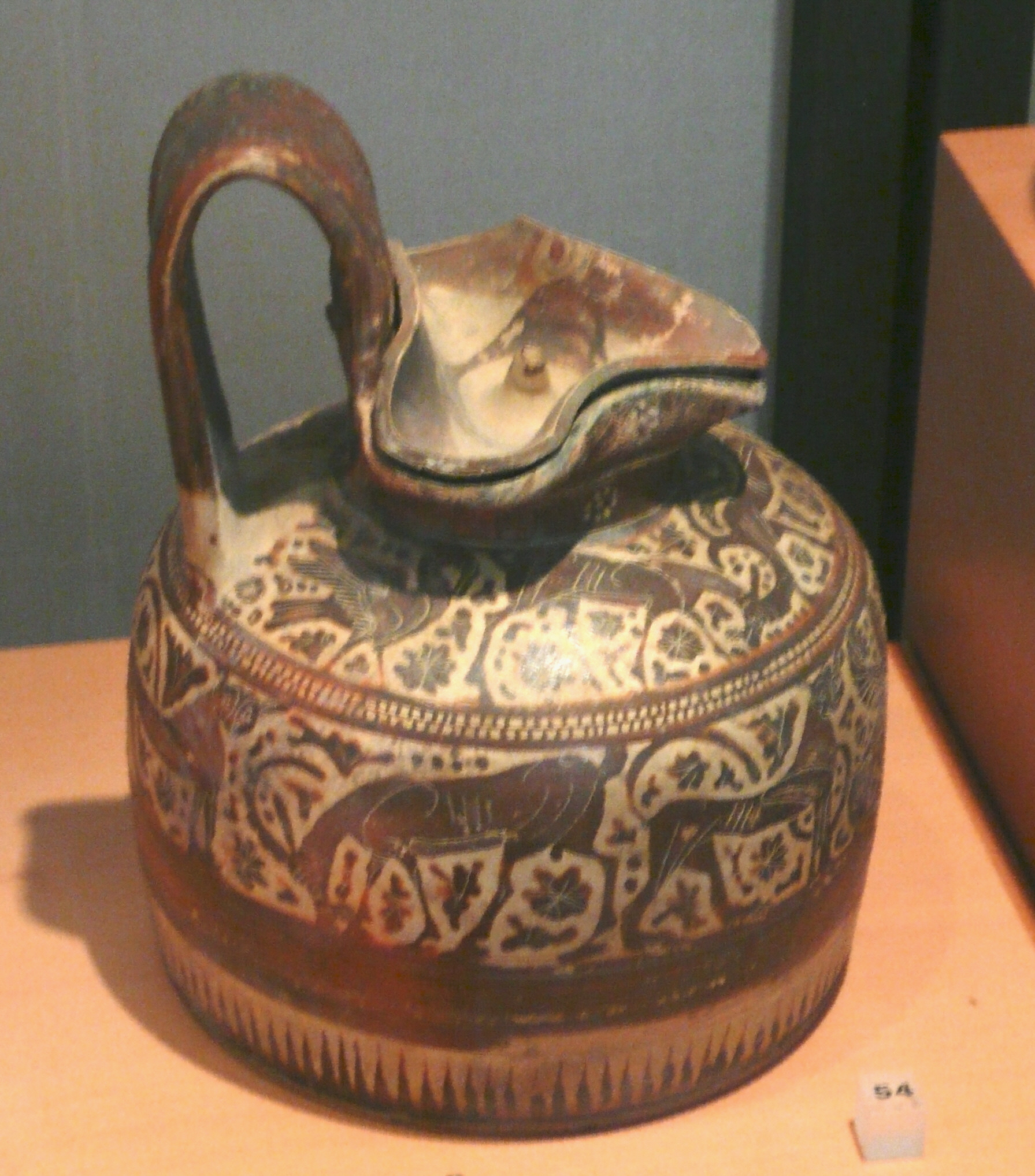
Enócoe con friso de animales, c. 625-, expuesto en el Musée d'archéologie méditerranéenne de Marsella.

La arcilla utilizada en Corinto era blanda, con un tinte amarillo, a veces verde. La cocción defectuosa era algo natural, que ocurría siempre que el complicado procedimiento de cocción no funcionaba como se deseaba. El resultado era a menudo una coloración no deseada de todo el vaso, o de partes de él. Después de la cocción, la barbotina brillante aplicada al vaso se volvía de color negro opaco. Los colores rojo y blanco complementarios aparecieron por primera vez en Corinto y luego se hicieron muy comunes. Las vasos pintados solían ser de pequeño formato, raramente superiores a 30 cm. Los frascos de aceite (alabastra, aríbalos), píxides, cráteras, enócoes y loss kílices eran los vasos pintados más comunes. Los vasos esculpidos también estaban muy extendidos. A diferencia de los vasos áticos, las inscripciones kalós son escasas, y las firmas de los pintores aún más. La mayoría de los vasos producidos en Corinto que se conservan se han encontrado en Etruria, la baja Italia y Sicilia. En el siglo VII y la primera mitad del VI a. C., la pintura de vasos corintios dominaba el mercado mediterráneo de la cerámica. Es difícil construir una secuencia estilística para la pintura de vasos corintios. A diferencia de la pintura ática, por ejemplo, las proporciones de la base cerámica no evolucionaron mucho. También suele ser difícil datar los vasos corintios; a menudo hay que recurrir a fechas secundarias, como la fundación de colonias griegas en Italia. A partir de esta información se puede establecer una cronología aproximada mediante comparaciones estilísticas, pero rara vez tiene la precisión de la datación de los vasos áticos.
Se representaronn con frecuencia escenas mitológicas, especialmente Heracles y figuras relacionadas con la guerra de Troya. Pero la imaginería de los vasos corintios no tiene un abanico temático tan amplio como las obras posteriores de los pintores áticos. Los dioses rara vez se representan, Dioniso nunca. Pero el ciclo tebano fue más popular en Corinto que posteriormente en Atenas. Principalmente las luchas, los jinetes y los simposios (banquetes) eran las escenas más comunes de la vida cotidiana, estos últimas aparecen por primera vez durante el período corintio temprano. Las escenas deportivas son poco frecuentes. Las escenas con bailarinas panzudas son únicas y su significado es discutido hasta la actualidad. Se trata de bebedores con el vientre y las nalgas acolchadas y pueden representar una forma temprana de comedia griega.

#### Estilo de transición
El estilo de transición (640-625 a. C.) unió el estilo orientalizante (protocorintio) con el estilo de figuras negras. El antiguo estilo de frisos de animales del periodo protocorintio se había agotado, al igual que el interés de los pintores de vasos por las escenas mitológicas. En este periodo dominan las criaturas animales e híbridas. La forma más utilizada de la época era el aríbalo esférico, que se producía en grandes cantidades y estaba decorado con frisos de animales o escenas de la vida cotidiana. La calidad de las imágenes es inferior a la del periodo orientalizante. Los artistas más distinguidos de la época fueron el Pintor del toro ambulante, cuya obra más famosa es un aríbalo con una escena de caza, el Pintor de Palermo 489, y su discípulo, el Pintor de Colón. El estilo personal de este último se reconoce más fácilmente en sus imágenes de poderosos leones. Junto al aríbalo, la cótila y el alabastrón son las formas de vasos más importantes. Los bordes de las cótilas estaban ornamentados, y las demás decoraciones consistían en animales y rayos. Las dos superficies verticales del vaso solían tener escenas mitológicas. Los alabastrones solían estar pintados con figuras individuales.

#### Corintio inicial y medio

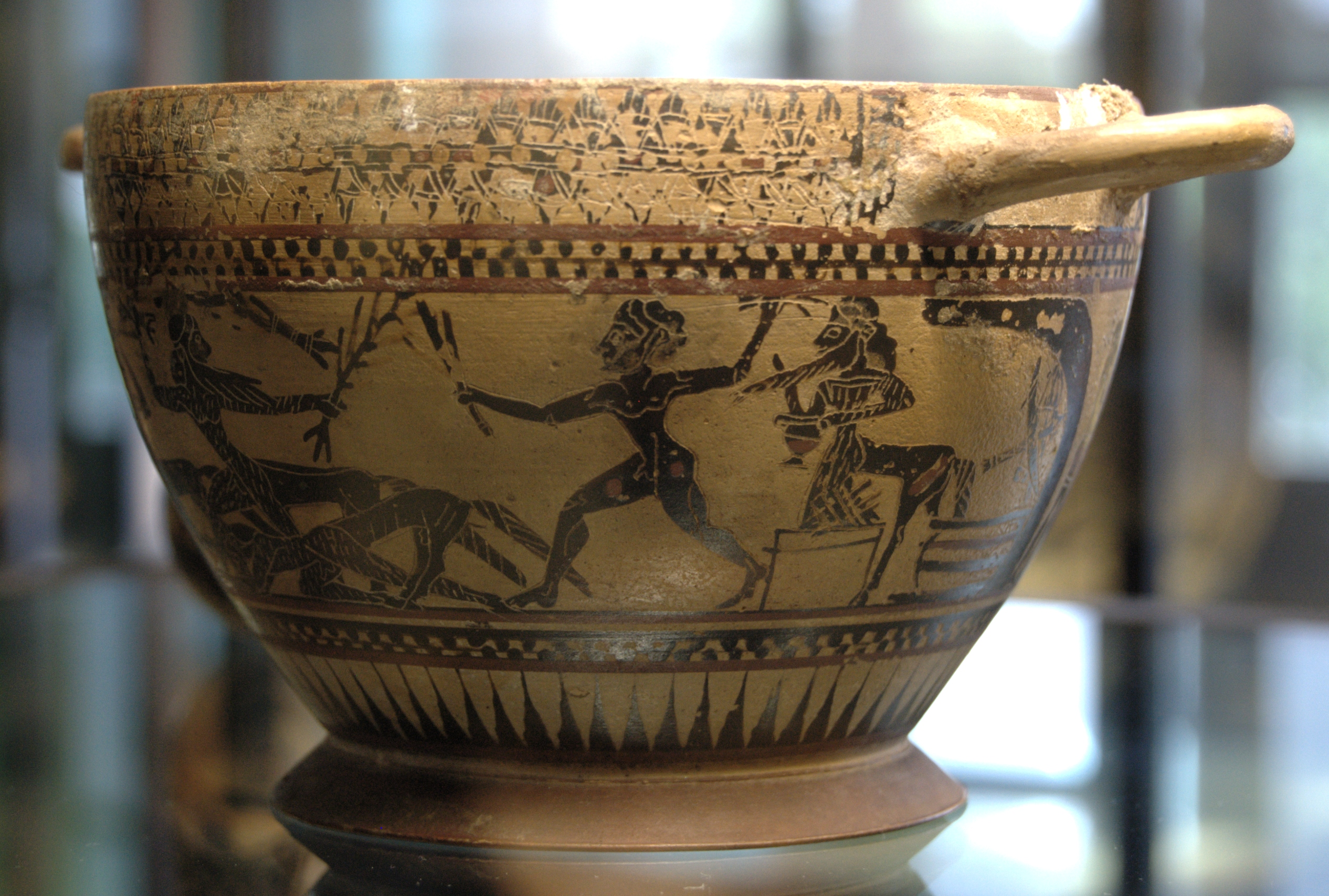
Heracles con Folo y otros centauros en un esquifo del Pintor de Folo, c., encontrado en Corinto, conservado en el Louvre.

El Pintor de la plañidera fue el pintor corintio más importante de los primeros tiempos (625-600 a. C.), el cual representaban escenas de lucha en aríbalos. A partir del periodo corintio medio (600-575 a. C.), los colores opacos se utilizaron cada vez con más frecuencia para resaltar los detalles. Además, las figuras se pintaban con una serie de puntos blancos. Los aríbalos se hicieron más grandes y se les dio una base plana.
Es muy conocido el Pintor de Folo, cuya obra más famosa es un esquifo con una imagen de Heracles. El Pintor de Dodwell siguió pintando frisos de animales, aunque otros pintores ya habían abandonado esta tradición. Su influencia no debe ser sobrestimada en la pintura de vasos de esa época. También fueron de excepcional reputación el maestro del gorgoneion y el Pintor de la cabalgata, al que se le dio esta denominación por su preferencia por representar jinetes en los interiores de las copas; estuvo activo alrededor del año 580 a. C. Una de sus dos obras maestras es una copa, que se halla en Basilea, y que muestra el suicidio de Áyax el Grande, y una crátera de columnas que muestra una pareja de novios en un carro. Todas las figuras que aparecen en la copa están etiquetadas. El primer artista conocido por su nombre es el pintor de vasos polícromos, Pintor de Timónidas quien firmó un frasco conservado en Atenas, y un pínax, actualmente conservado en el Altes Museum. Otro artista de nombre Milónidas también aparece en un pínax.
El olpe fue sustituido por una versión ática del enócoe con un labio en forma de trébol. En el período corintio mediao, las representaciones de personas volvieron a ser más comunes. La Crátera de Éurito, datada hacia el año 600 a. C., se considera de especial calidad; muestra en el friso principal que representa a Éurito agasajando a Heracles en un simposio y a otras figuras mitológicas.

#### Corintio final

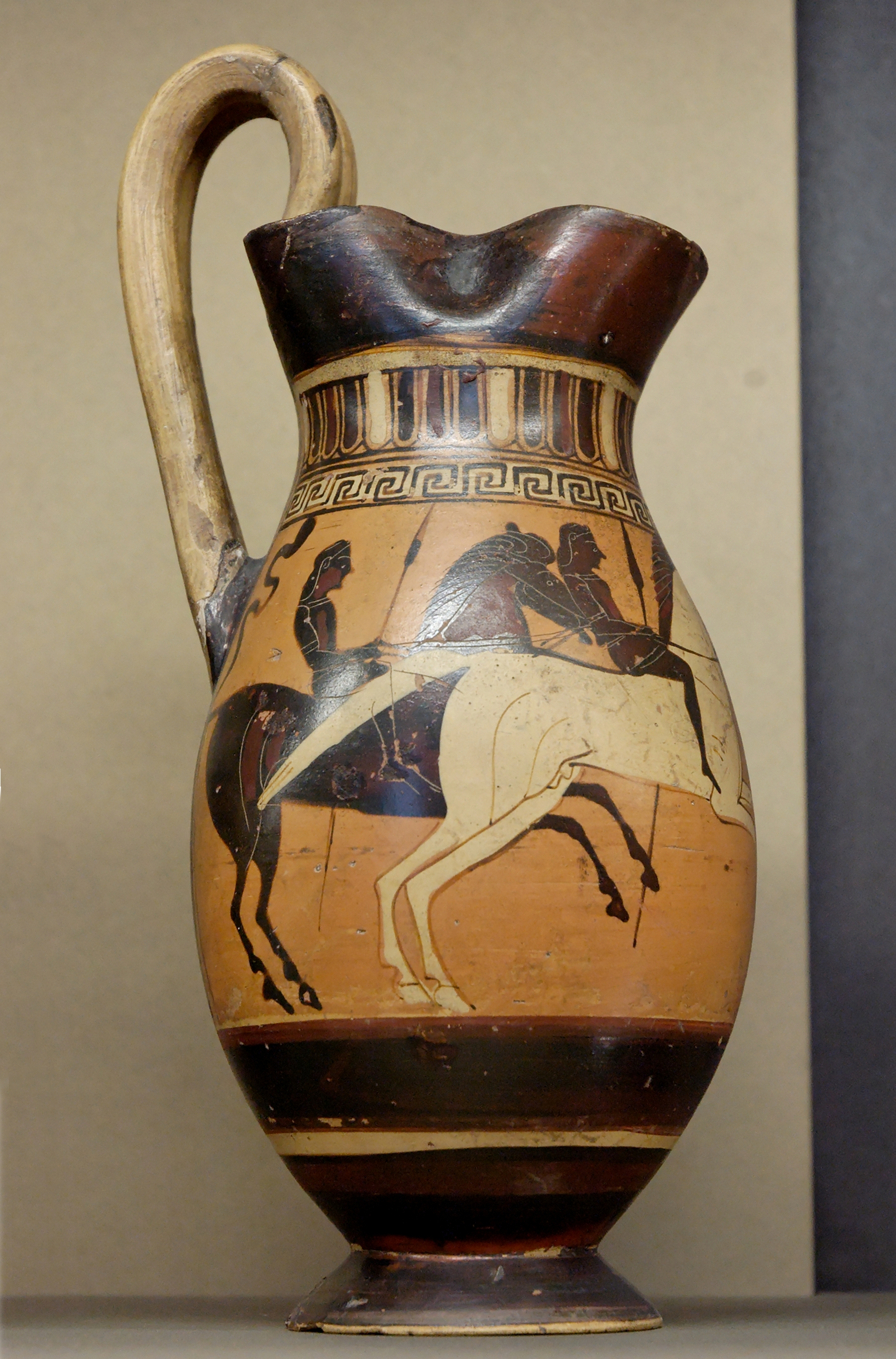
Jinete en un olpe del períodocorintio final, obra de un asociado del Pintor de Hipólito, hacia 575-, Museo del Louvre.

En este período (a veces designad como corintio tardío I, 575-550 a. C.) los vasos corintios tenían un revestimiento rojo para realzar el contraste entre las grandes áreas blancas y el color más bien pálido de la vasija de arcilla. Esto puso a los artesanos corintios en competencia con los pintores de cerámica áticos, que entretanto habían asumido un papel de liderazgo en el comercio de la cerámica. También se copiaron cada vez más las formas de los vasos áticos. Los enócoes, cuya forma había permanecido básicamente inalterada hasta entonces, empezaron a parecerse a las formas áticas; los lécitos también empezaron a producirse cada vez más. Se modificó la crátera de columnas, un invento corintio que por eso se llamaba korinthios en el resto de Grecia. El acortamiento de las volutas sobre las asas dio lugar a la crátera calcídica. El campo de la escena principal estaba decorado con diversas representaciones de la vida cotidiana o escenas mitológicas, el campo secundario contenía un friso de animales. El reverso solía mostrar dos grandes animales.

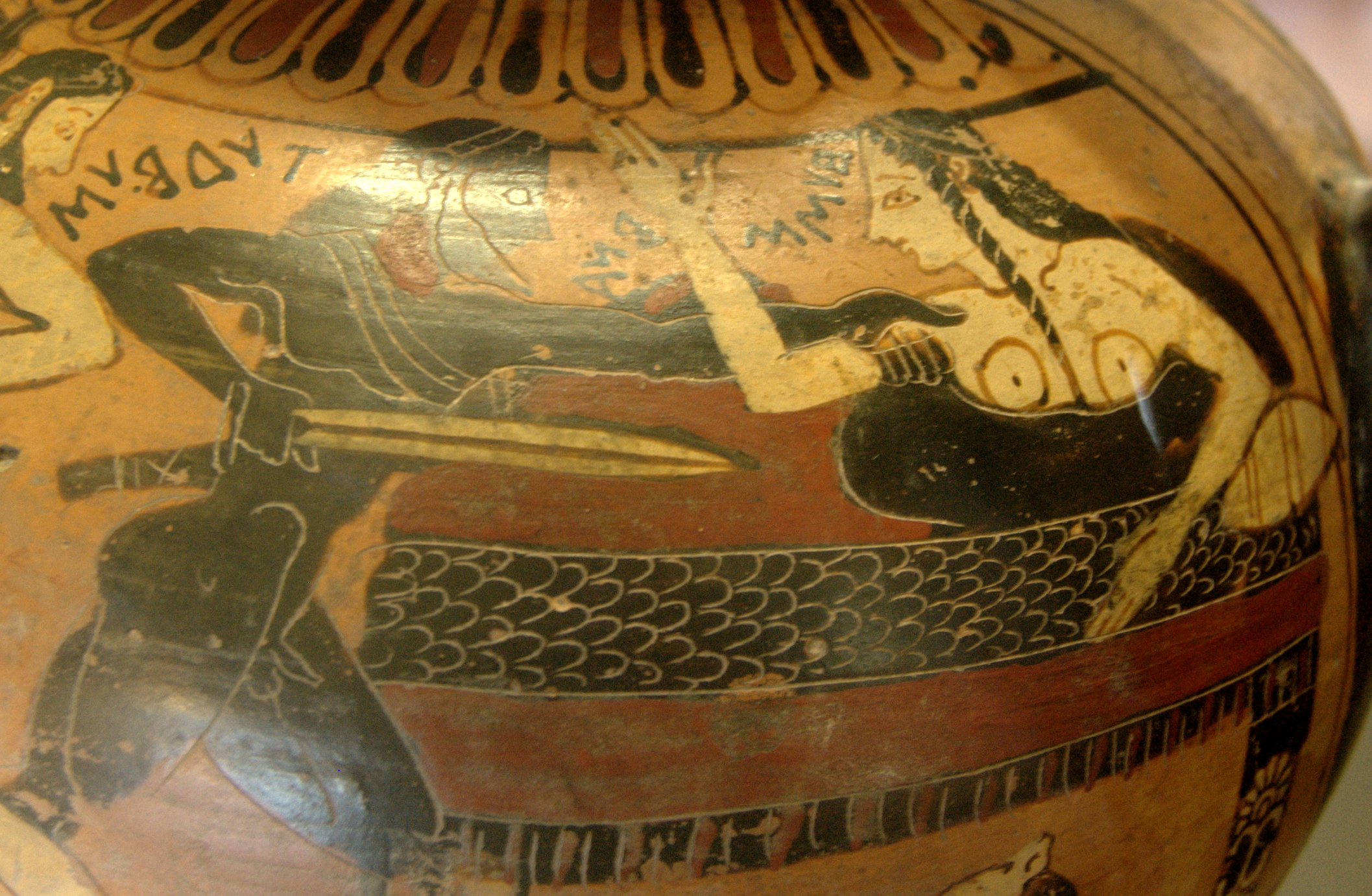
Tideo e Ismene en un ánfora del Pintor de Tideo, c. ; Louvre.

Las copas se habían vuelto más profundas ya en el período del corintio medioy esta tendencia continuó. Se hicieron tan populares como las cótilas. Muchas de ellas tienen escenas mitológicas en el exterior y una gorgona haciendo muecas en el interior. Este tipo de pintura también fue adoptado por los pintores áticos. Por su parte, los pintores corintios tomaron de Atenas los campos de composiciones enmarcadas. Los frisos de animales perdieron importancia. Durante esta época estuvo activo el tercer pintor corintio con nombre conocido, Cares. También hay que mencionar al Pintor de Tídeo, que hacia el año 560 a. C. prefería pintar ánforas de cuello con fondo rojo. Las rosetas incisas siguieron figurando en los vasos; solo faltan en algunas cráteras y copas. La obra más destacada de este periodo es la Crátera de Anfiarao, una crátera de columnas creada hacia el año 560 a. C. como obra principal del Pintor de Anfiarao. Muestra varios acontecimientos de la vida del héroe Anfiarao
Hacia el año 550 a. C., la producción de vasos con figuras llegó a su fin. El siguiente estilo corintio final II se caracterizó por vasos solo con adornos, generalmente pintados con una técnica de siluetas. Le sucedió el estilo de figuras rojas, que sin embargo no alcanzó una calidad especialmente alta en Corinto.

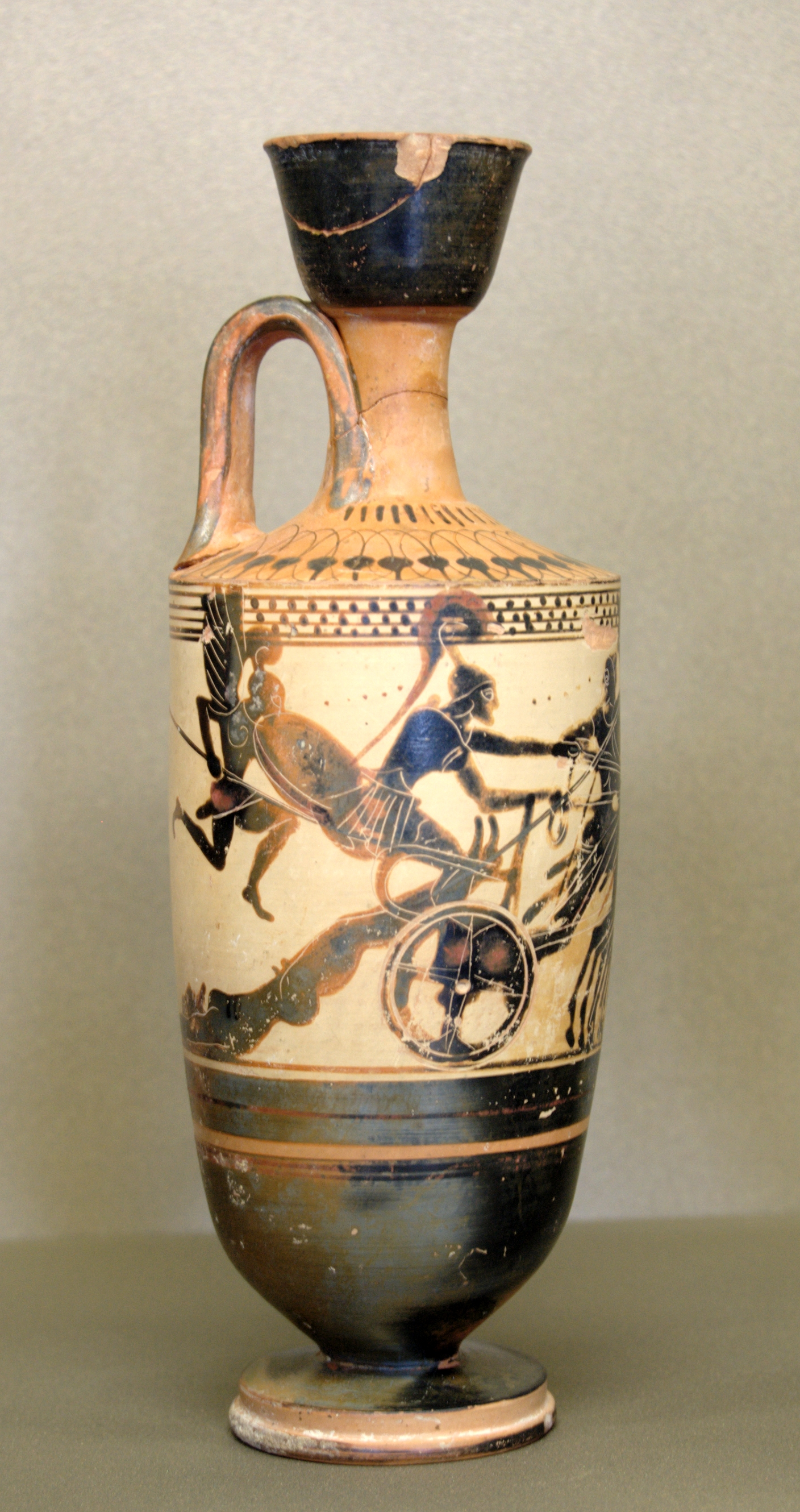
Lécito de figura negras, de fondo blanco del Pintor de Diosfo que muestra a Aquiles en un carro arrastrando el cadáver de Héctor detrás de él. C., encontrado en Eretria y expuesto en el Louvre.

### Ática
Con más de 20 000 piezas existentes, los vasos áticos de figuras negras constituyen la colección de vasos más grande y al mismo tiempo más significativa, solo superada por los vasos áticos de figuras rojas. Los alfareros áticos se beneficiaron de la excelente arcilla rica en hierro que se encontraba en el Ática. Los vasos áticos de alta calidad con figuras negras tienen un revestimiento uniforme, brillante y negro como el carbón, y la base de arcilla de terracota de color intenso ha sido meticulosamente alisada. La piel de las mujeres se indica siempre con un color blanco opaco, que también se utiliza con frecuencia para detalles como los caballos individuales, la ropa o los ornamentos. Los artistas áticos más destacados elevaron la pintura de vasos a un arte gráfico, pero también se produjo un gran número de productos de calidad media y de consumo masivo. La importancia de la cerámica ática radica en su repertorio casi infinito de escenas que abarcan una amplia gama de temas. Estas proporcionan ricos testimonios, especialmente en lo que respecta a la mitología, pero también a la vida cotidiana. En cambio, prácticamente no hay imágenes que se refieran a acontecimientos contemporáneos. Dichas referencias solo se manifiestan ocasionalmente en forma de anotaciones, por ejemplo cuando se pintan inscripciones kalós en un vaso. Los vasos se producían para el mercado doméstico, por un lado, y eran importantes para las celebraciones o en relación con los actos rituales. Por otro lado, también eran un importante producto de exportación que se vendía en toda la zona mediterránea. Por este motivo, la mayoría de los vasos que se conservan proceden de necrópolis etruscas.

#### Grupo pionero

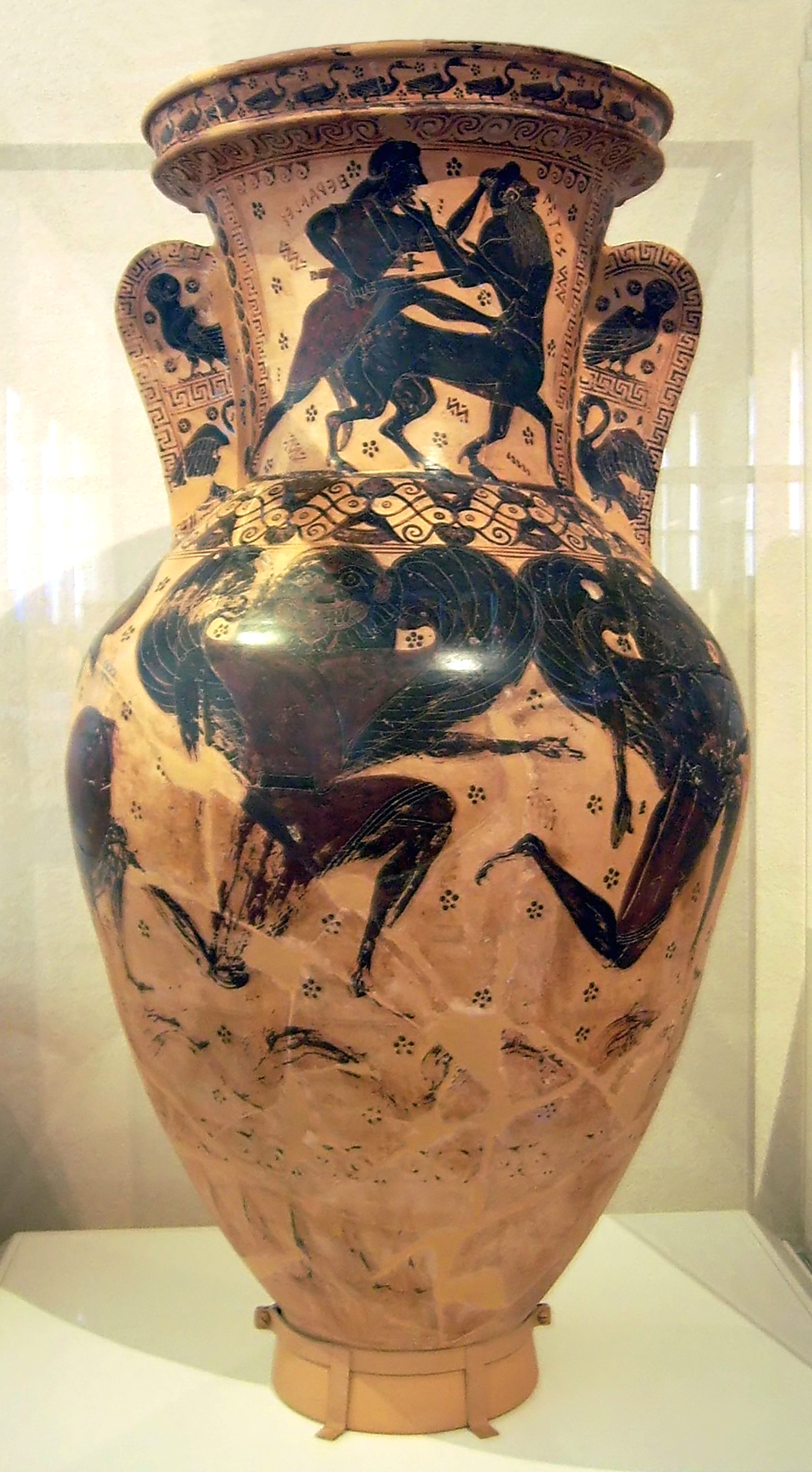
Vaso epónimo del Pintor de Neso. La escena del cuello muestra a Heracles apuñalando a Neso. La escena de la panza muestra acontecimientos relacionados con Perseo. C. 620- Museo Arqueológico Nacional de Atenas.

La técnica de las figura negras se aplicó por primera vez a mediados del siglo VII a. C.., durante el periodo de la 
cerámica protoática. Influenciados por la cerámica de Corinto, que ofrecía la mejor calidad de la época, los pintores de vasos áticos se pasaron a la nueva técnica entre el 635 a. C. y el final del siglo. Al principio siguieron de cerca los métodos y temas de los modelos corintios. El Pintor de Berlín A 34 de principios de este periodo es el primer pintor individual identificado. El primer artista con un estilo único fue el Pintor de Neso. Con su Ánfora de Neso creó la primera pieza destacada en el estilo de figuras negras áticas. Al mismo tiempo, fue uno de los primeros maestros del estilo átics de frisos de animales. Uno de sus vasos fue también el primer vaso ático conocido que se exportó a Etruria. También fue responsable de las primeras representaciones de arpías y sirenas en el arte ático. A diferencia de los pintores corintios, utilizó líneas incisas dobles e incluso triples para representar mejor la anatomía animal. La línea del hombro con doble rayado se convirtió en una característica de los vasos áticos. Las posibilidades inherentes a las grandes piezas de cerámica, como las ánforas panzudas, como portadoras de imágenes también fueron reconocidas en una fecha temprana. Otros pintores importantes de esta época pionera fueron el Pintor del Pireo, el Pintor de Belerofonte y el Pintor del león.

#### Vasos del ático inicial

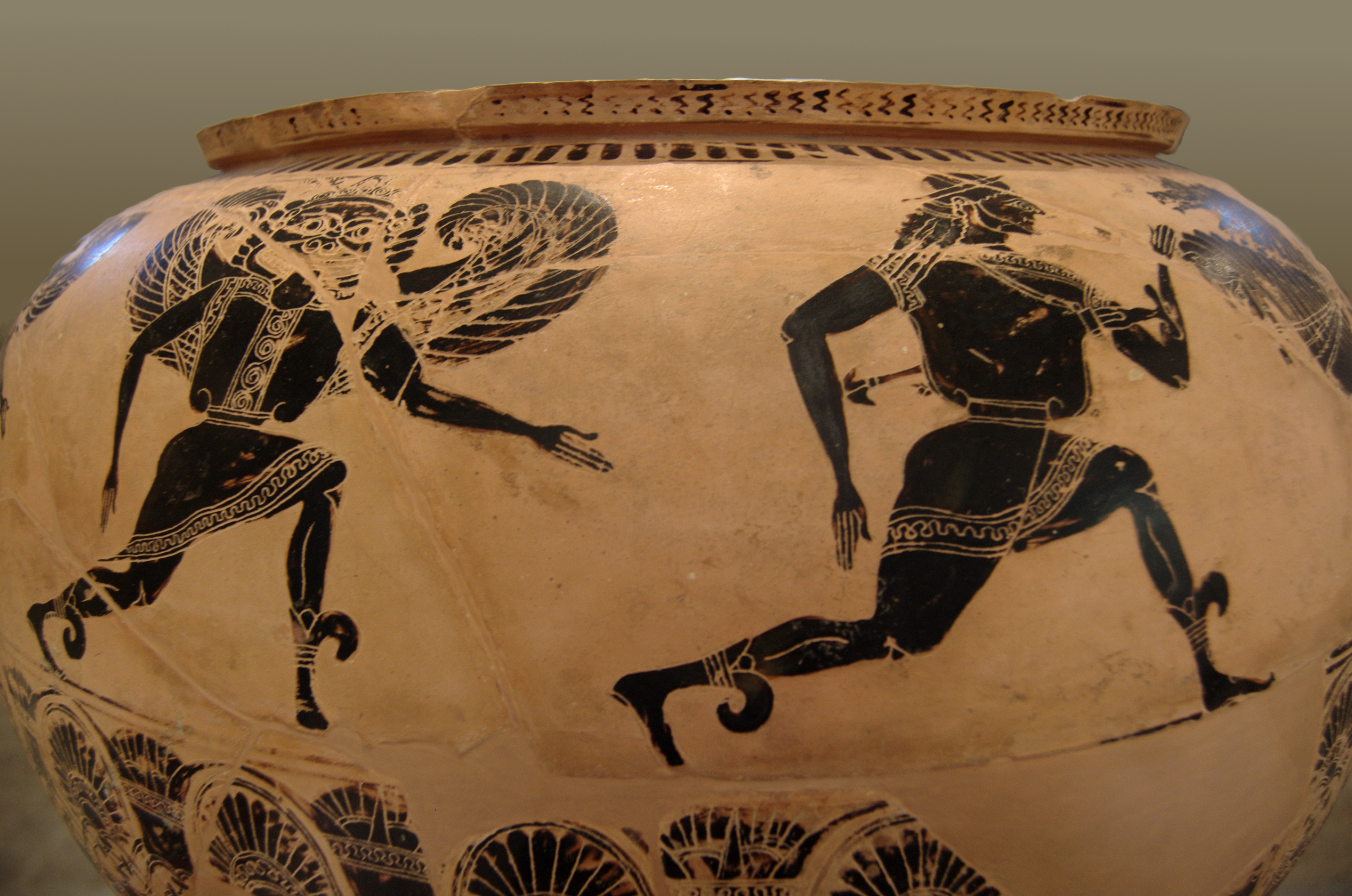
Vaso epónimo (un dino) del Pintor de la Gorgona. Perseo perseguido por gorgonas, c., Louvre.

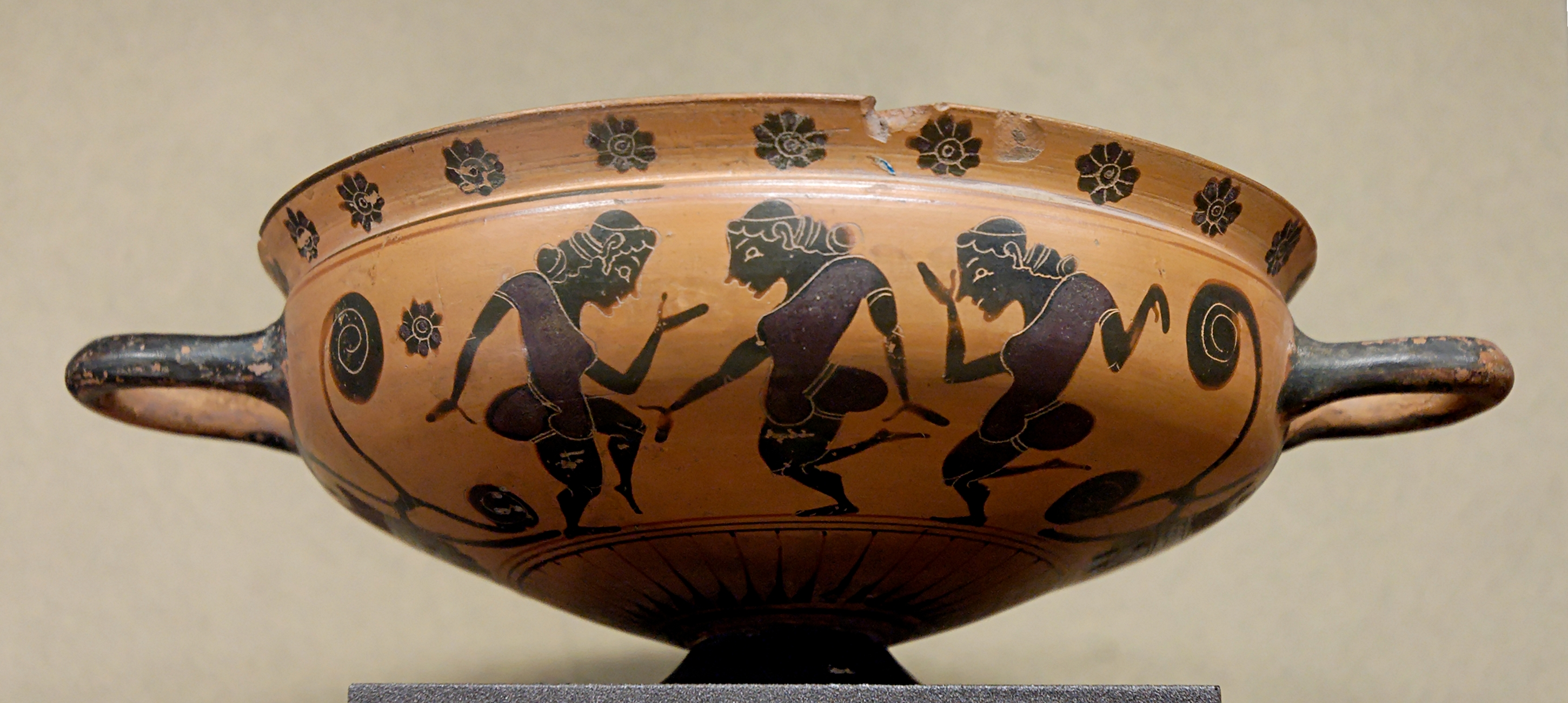
Escena de como en un vaso de comastas del Pintor KY, c., Louvre.

El estilo de figuras negras se impuso de forma generalizada en Atenas hacia el año 600 a. C. Uno de los primeros desarrollos atenienses fue el ánfora con cabeza de caballo, cuyo nombre proviene de la representación de cabezas de caballo en una ventana de imagen. Las ventanas de imagen se utilizaron con frecuencia en el periodo posterior y más tarde se adoptaron incluso en Corinto. El Pintor del Cerámico y el Pintor de la Gorgona están asociados a las ánforas con cabeza de caballo. La influencia corintia no solo se mantuvo, sino que incluso se intensificó. El friso de animales fue reconocido como obligatorio y de uso habitual. Esto tenía razones tanto económicas como estilísticas, ya que Atenas competía con Corinto por los mercados. Los vasos áticos se vendían en la zona del Ponto Euxino, Libia, Siria, la baja Italia y España, así como dentro de la Grecia continental.
Además de seguir los modelos corintios, los vasos atenienses también mostraron innovaciones locales. Así, a principios del siglo VI a. C., surgió un "tipo Deyanira" de lécito, con una forma alargada y ovalada.
El pintor más importante de esta primera época fue el Pintor de la Gorgona (600-580 a. C.). Fue un artista muy productivo que rara vez utilizó temas mitológicos o figuras humanas y, cuando lo hizo, siempre los acompañó con animales o frisos de animales. Algunos de sus otros vasos solo tenían representaciones de animales, como era el caso de muchos vasos corintios. Además de él, los pintores del Grupo Comasta (585-570 a. C.), decoraron tipos de vasos que eran nuevos en Atenas, a saber, lécanes, cótilas y cotones. Sin embargo, la innovación más importante fue la introducción de la copa comasta, que junto con las copas precomastas de la Clase de palmeta de Oxford se sitúa en el inicio del desarrollo de las copas áticas. Importantes pintores de este grupo fueron el anciano Pintor KX y el algo menos talentoso Pintor KY, que introdujo la crátera de columnas en Atenas. Estos vasos estaban diseñadas para su uso en simposios (banquetes) y, por lo tanto, estaban decoradas con escenas relevantes de comos.

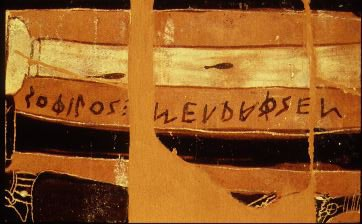
Firma de Sófilos: Sophilos megraphsen ("Sófilos me pintó").

Otros pintores significativos de la primera generación fueron el Pintor de la pantera, el Pintor de Anagirunte, el Pintor de las lécanes de Dresde y el Pintor de Polos. El último representante significativo de la primera generación de pintores fue Sófilos (580-570 a. C.), que es el primer pintor de vasos áticos conocido por su nombre. En total, firmó cuatro vasos que se conservan, tres como pintor y uno como alfarero, lo que revela que en esta fecha los alfareros también eran pintores de vasos en el estilo de figuras negras. La separación fundamental de ambos oficios parece haberse producido solo en el curso del desarrollo del estilo de figuras rojas, aunque no se puede descartar una especialización previa. Sófilos hacía un uso liberal de las anotaciones. Al parecer, se especializó en vasos de gran tamaño, ya que se sabe que fue él quien trabajó sobre todo en dinos y ánforas. Con mucha más frecuencia que sus predecesores, Sófilos muestra escenas mitológicas como los juegos fúnebres por Patroclo. Con él comienza el declive del friso de animales, y los ornamentos vegetales y de otro tipo son también de menor calidad, ya que se consideran menos importantes y, por tanto, reciben poca atención por parte del pintor. Pero en otros aspectos Sófilos demuestra que era un artista ambicioso. En dos dinos se representa el matrimonio de Peleo y Tetis. Estos vasos se produjeron más o menos al mismo tiempo que el Vaso François, que representa este tema a la perfección. Sin embargo, Sófilos prescinde de adornos en forma de frisos de animales en uno de sus dos dinos, y no combinó diferentes mitos en escenas distribuidas en varias superficies del vaso. Es el primer gran vaso griego que muestra un solo mito en varios segmentos interrelacionados. Una característica especial de los dinos es la aplicación por parte del pintor de la pintura blanca opaca que designa a las mujeres directamente sobre la base de arcilla, y no como es habitual sobre el negro brillante. Los detalles interiores y los contornos de la figura están pintados en un rojo apagado. Esta técnica particular es rara, solo se encuentra en vasos pintados en el taller de Sófilos y en paneles de madera pintados en estilo corintio en el siglo VI a. C. Sófilos también pintó uno de los raros kílices (una variedad de copa) y creó la primera serie de tablillas votivas que se conserva. Él mismo o uno de sus sucesores también decoró el primer vaso matrimonial (conocido como lebes gámico) que se ha encontrado.

#### Período arcaico preclásico

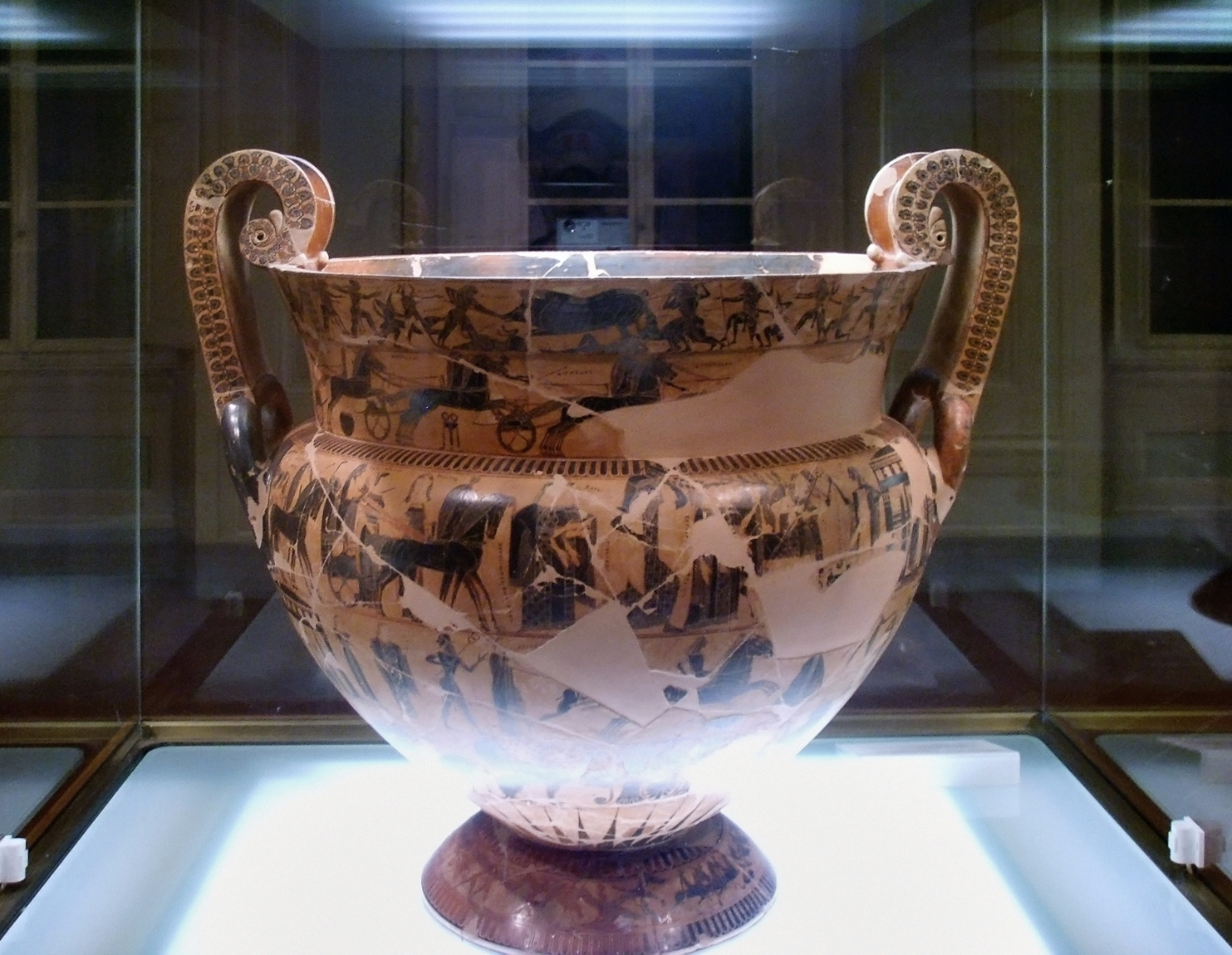
Vaso François, c., Museo Arqueológico de Florencia.

A partir del segundo tercio del siglo VI a. C., los artistas áticos se interesaron por las escenas mitológicas y otras representaciones de figuras. Los frisos de animales perdieron importancia. Solo unos pocos pintores se ocuparon de ellos y, por lo general, se trasladaron del centro de atención a zonas menos importantes de los vasos. Este nuevo estilo está especialmente representado por el Vaso François, firmado tanto por el alfarero Ergótimos como por el pintor Clitias (570-560 a. C.). Esta crátera está considerada como el vaso pintado griego más famoso. Es la primera crátera de volutas conocida hecha de arcilla. En varios frisos se representan acontecimientos mitológicos, y en lugares secundarios se muestran frisos de animales. Varios detalles iconográficos y técnicos aparecen por primera vez en este vaso. Muchos son únicos, como la representación de un mástil bajado de un barco de vela; otros pasaron a formar parte del repertorio estándar, como las personas sentadas con una pierna detrás de la otra, en lugar de con la tradicional posición paralela de las piernas. Otros cuatro vasoss más pequeños fueron firmados por Ergótimos y Clitias, y se les atribuyen otros vasos y fragmentos. Aportan pruebas de otras innovaciones de Clitias, como la primera representación del nacimiento de Atenea o de la danza en Creta.

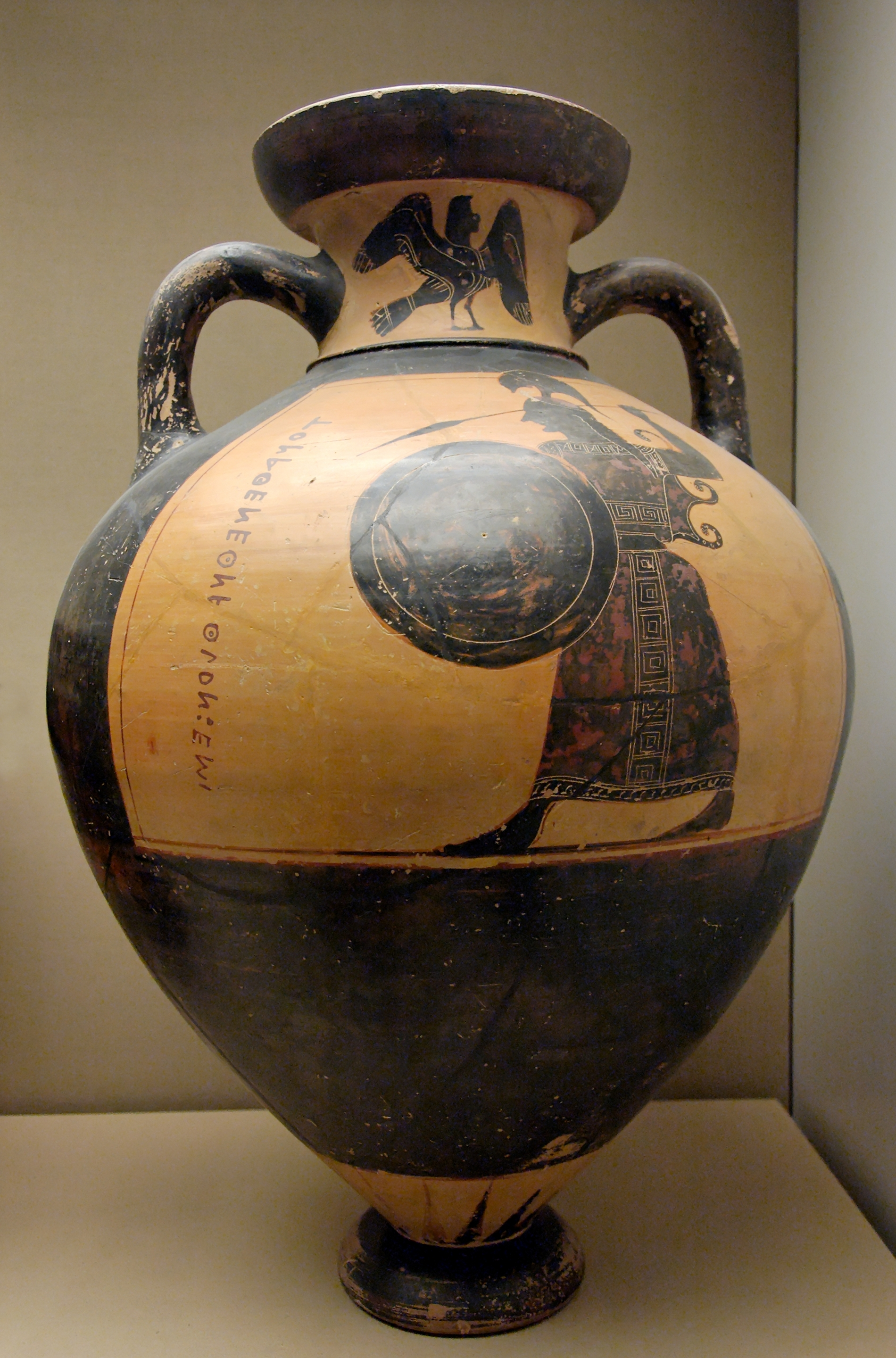
Ánfora panatenaica del Grupo Burgon, conocida como Vaso Burgon. Atenea en armas con una inscripción, 566-, Museo Británico.

Nearco (565-555 a. C.) firmó como alfarero y pintor. Se inclinó por las figuras de gran tamaño y fue el primero en crear escenas que mostraban el enganche de un carro. Otra innovación fue colocar un diseño de lengua sobre un fondo blanco bajo el labio del vaso. Otros pintores de talento fueron el Pintor de la Acrópolis 606 y el Pintor de Ptoon, cuya pieza más conocida es la Hidria de Hearst. También es significativo el Grupo Burgon, del que procede la primera ánfora panatenaica conservada entera.

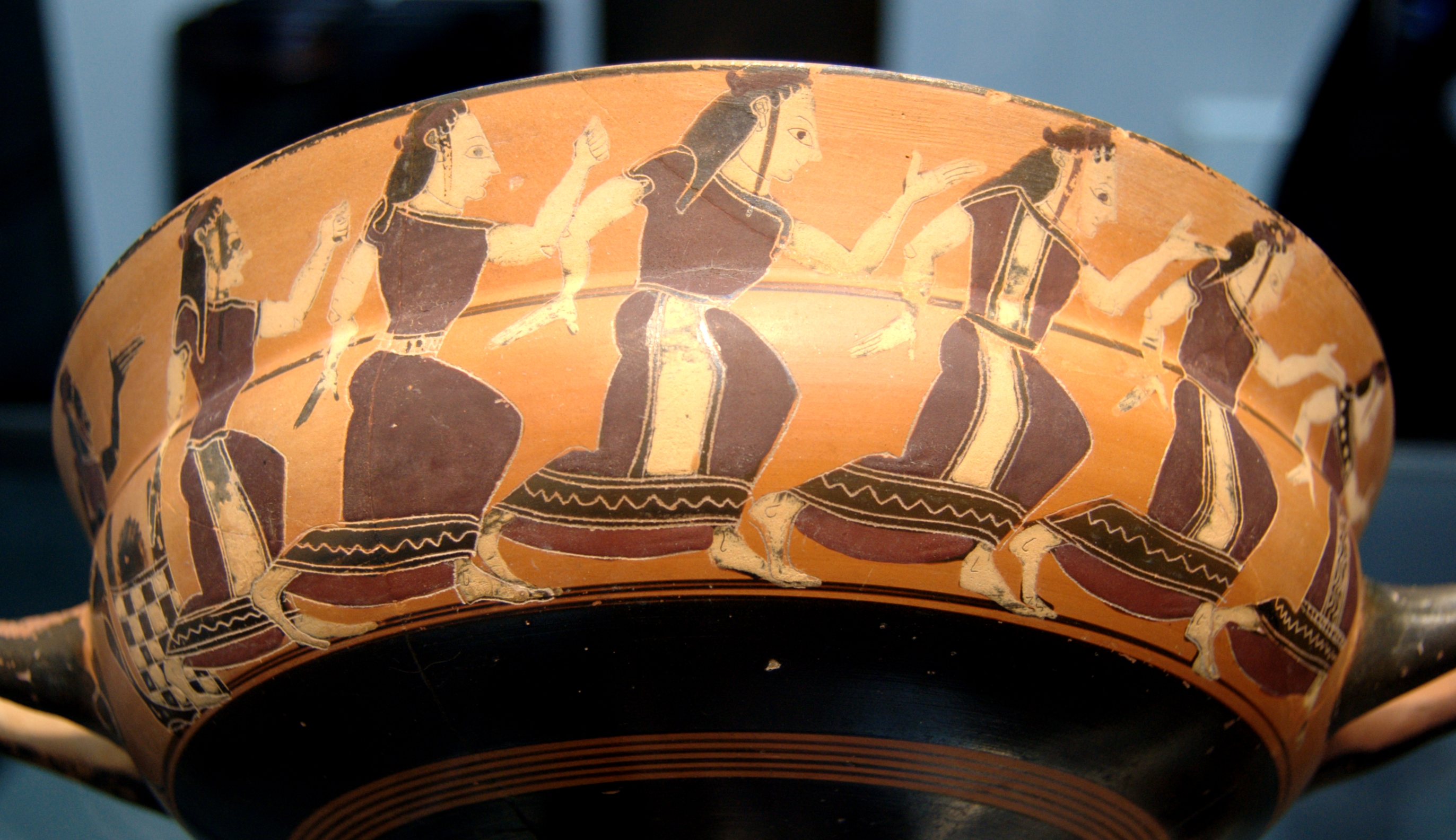
El rapto de Tetis. Peleo fuerza el acceso al altar en llamas donde bailan las nereidas, friso superpuesto en una copa de Siana del Pintor C, c. a. C., Colección Estatal de Antigüedades de Múnich.

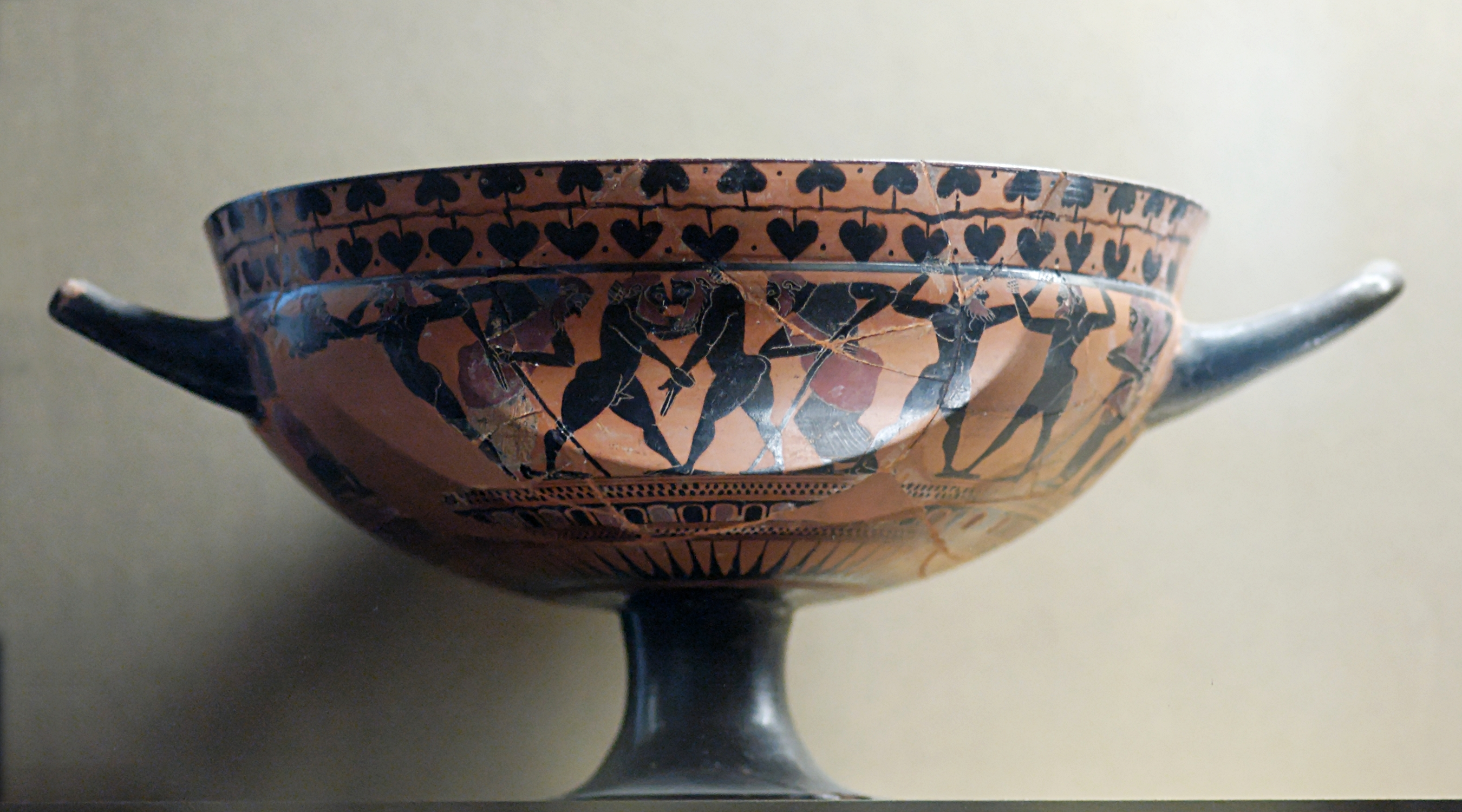
Boxeadores en una copa de Siana, en el estilo del Pintor de Heidelberg, c. 575-, Louvre.

La copa de Siana evolucionó a partir de la copa comasta hacia el año 575 a. C. Mientras que el Grupo Comasta producía otras formas además de copas, algunos artesanos se especializaron en la producción de copas después de la primera época importante de copas Siana, el Pintor C (575-555 a. C.). Las copas tienen un borde más alto que antes y una base en forma de trompeta sobre un tallo hueco relativamente corto. Por primera vez en la pintura de vasos áticos, el interior de la copa estaba decorado con imágenes enmarcadas (tondo). Había dos tipos de decoración. En el estilo de “doble piso”, el cuerpo de la copa y el labio tienen decoraciones separadas. En el estilo “superpuesto”, la imagen se extiende por el cuerpo y el labio. A partir del segundo cuarto del siglo VI a. C., hubo más interés por decorar las copas con imágenes de atletas. Otro importante pintor de copas de Siana fue el Pintor de Heidelberg. También pintó casi exclusivamente copas de Siana. Su tema favorito era el héroe Heracles. El Pintor de Heidelberg es el primer pintor ático que lo muestra con el jabalí de Erimanto, con Nereo, con Busiris y en el jardín de las Hespérides. El Pintor de Casandra, que decoró copas de tamaño medio con bases y labios altos, marca el final del desarrollo de las copas de Siana. Es principalmente significativo por ser el primer pintor conocido que pertenece a los llamados Pequeños maestros, un gran grupo de pintores que produjeron la misma gama de vasos, conocidos como copas de los pequeños maestros. Las denominadas copas Merrythought se produjeron simultáneamente con las copas de Siana. Sus asas tienen forma de tenedor de dos puntas y terminan en lo que parece un botón. Estas copas no tienen un borde delineado. También tienen un cuenco más profundo con un pie más alto y estrecho.

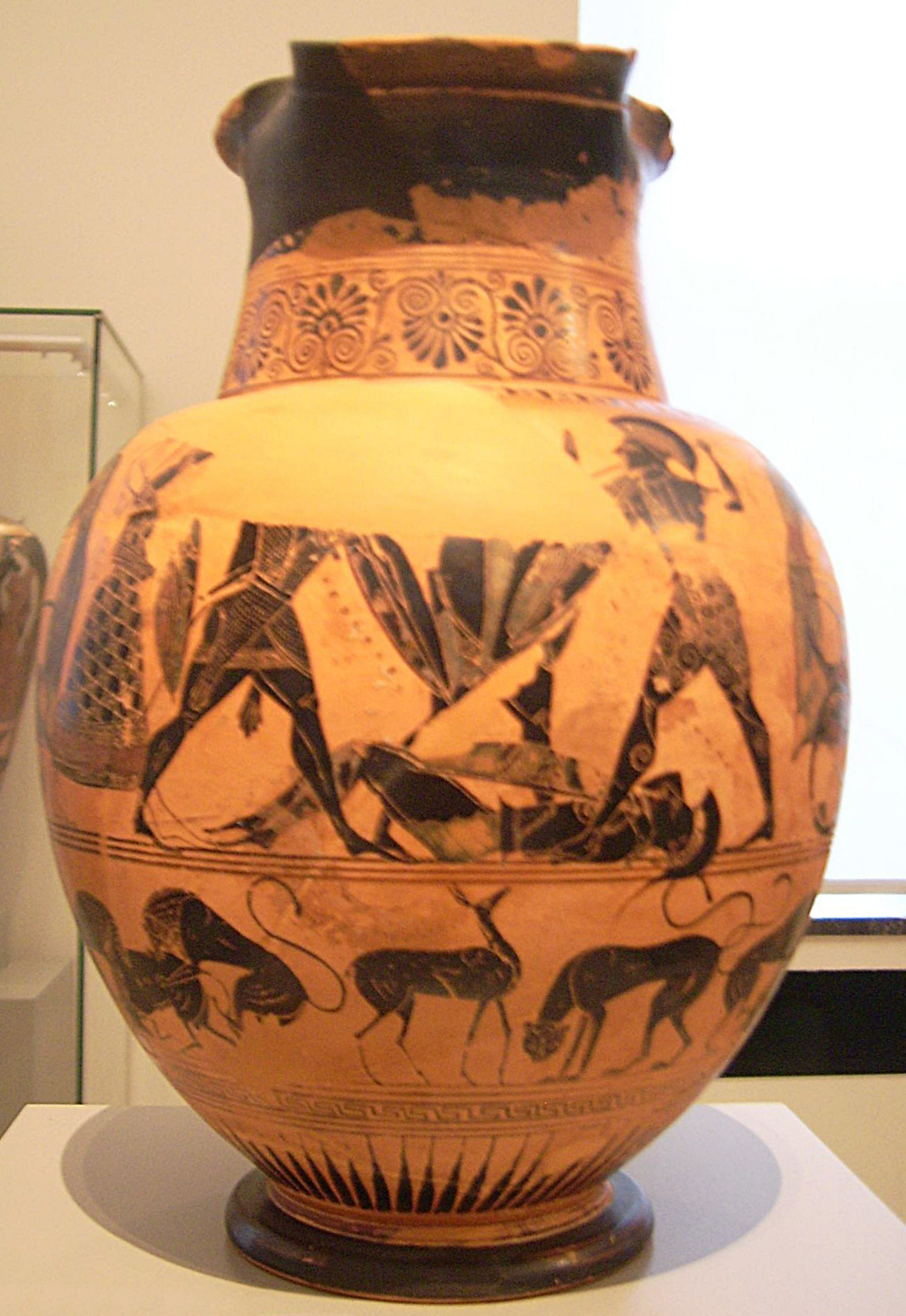
Heracles y Ares luchando por el cadáver de Cicno, en el registro inferior un friso de animales, firmado por el alfarero Colco, atribuido al pintor Lido. Jarra de vino ática, c., encontrada en Vulci, conservada en la Colección de Antigüedades Clásicas de Berlín, Altes Museum.

El último pintor destacado del periodo arcaico preclásico fue Lido (560-540 a. C.), que firmó dos de sus obras conservadas con ho Lydos (el lidio). Él o sus antepasados inmediatos probablemente procedían de Asia Menor, pero sin duda se formó en Atenas. En la actualidad se le atribuyen más de 130 vasos conservados. Uno de sus escenas en una hidria es la primera representación ática conocida de la lucha entre Heracles y Gerión. Fue el primero en mostrar a Heracles con la piel de un león, lo que posteriormente se hizo común en el arte ático. También representó la batalla entre los dioses y los gigantes en un dino hallado en la acrópolis de Atenas, y a Heracles con Cicno. Lido decoró otros tipos de recipientes además de las hidrias y los dinos, como platos, copas (superposición de copas de Siena), cráters de columna y psicteros, así como tablillas votivas. Sigue siendo difícil identificar los productos de Lido como tales, ya que a menudo solo difieren ligeramente de los de su entorno inmediato. El estilo es bastante homogéneo, pero las piezas varían considerablemente en calidad. Los dibujos no son siempre muy cuidados. Probablemente, Lido fue capataz de un taller muy productivo en el distrito alfarero de Atenas. Es de suponer que fue el último pintor de vasos áticos que puso frisos de animales en vasos grandes. Siguiendo la tradición corintia, sus dibujos de figuras son un eslabón en la cadena de pintores de vasos que se extiende desde Clitias, pasando por Lido y los pintores de Amasis, hasta Exequias. Junto con ellos, participó en la evolución de este arte en el Ática y ejerció una influencia duradera.

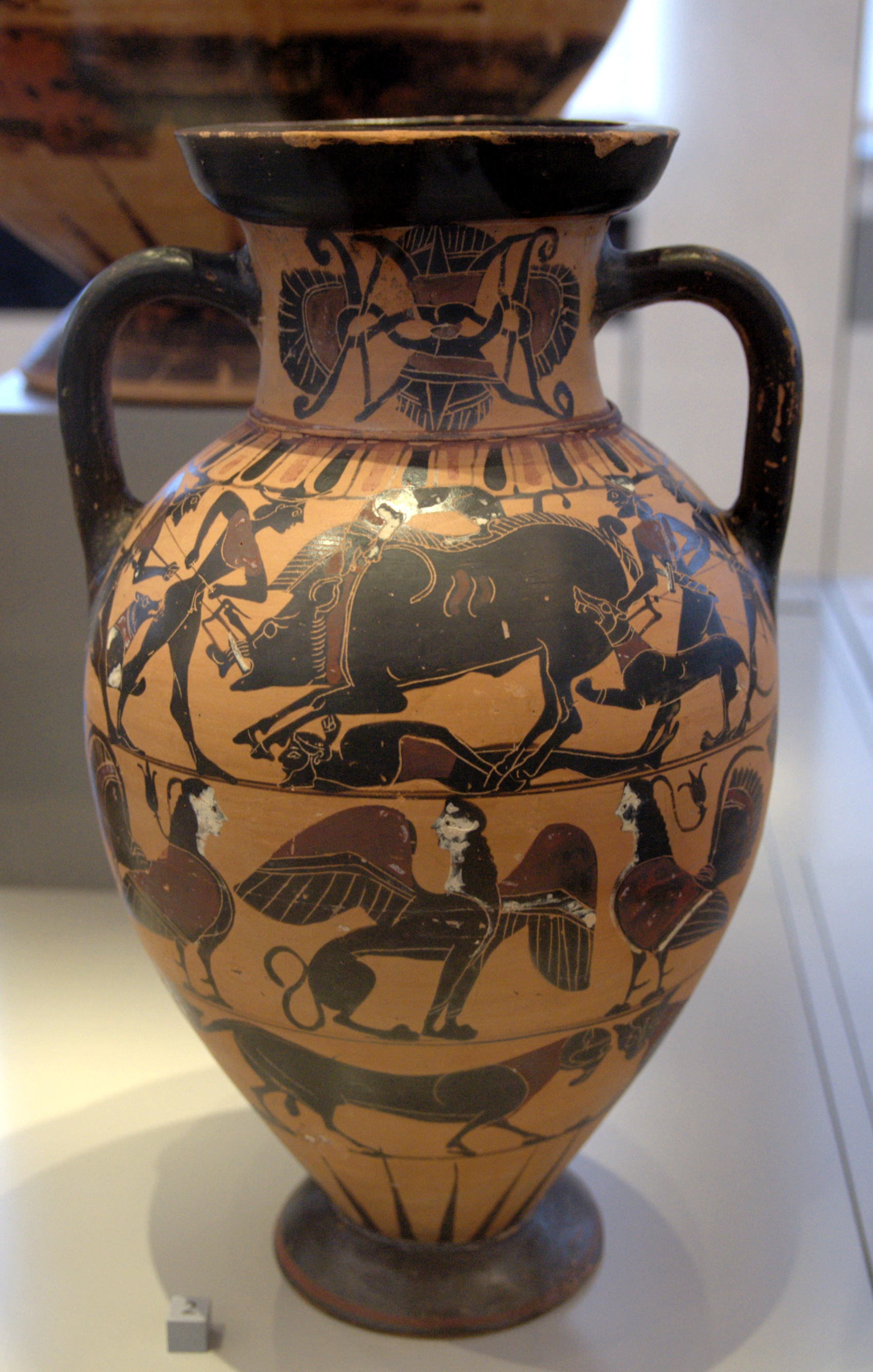
La caza del jabalí de Calidón se muestra posiblemente en el friso superior de este ánfora tirrena, atribuida al Pintor Timiades o al Grupo tirreno,, procedente del sur de Etruria, conservada en la Colección de Antigüedades Clásicas de Berlín, Altes Museum.

Una forma especial de vasos áticos de este periodo fue el ánfora tirrena (550-530 a. C.). Se trataba de ánforas de cuello ovalado con decoraciones atípicas del canon de diseño ático habitual de la época. Casi todas las 200 ánforas que se conservan se encontraron en Etruria. El cuerpo del ánfora suele estar subdividido en varios frisos paralelos. El friso superior o del hombro suele mostrar una escena popular de la mitología. A veces hay temas menos comunes, como una escena única del sacrificio de Políxena. Las primeras imágenes eróticas conocidas en los vasos áticos también se encuentran en esta ubicación del vaso. Los pintores colocan con frecuencia anotaciones en las ánforas tirrénicas que identifican a las personas representadas. Los otros dos o tres frisos estaban decorados con animales; a veces uno de ellos se sustituía por un friso vegetal. El cuello suele estar pintado con una cruz de palmeras de loto o festones. Las ánforas son bastante coloridas y recuerdan a los productos corintios. En este caso, es evidente que se copió deliberadamente una forma corintia para producir un tipo de vaso concreto para el mercado etrusco, donde el estilo era popular. Es posible que esta forma no se fabricara en Atenas, sino en algún otro lugar del Ática, o incluso fuera del Ática. Importantes pintores fueron el Pintor de Castellani y el Pintor Goltyr.

#### Los años de la maestría
El periodo comprendido entre el año 560 a. C. y el inicio de la pintura de cerámica de figuras rojas, en torno a los años 530.520 a. C., se considera la cúspide absoluta de la pintura de vasos de figuras negras. En este periodo los mejores y más conocidos artistas explotaron todas las posibilidades que ofrecía este estilo.

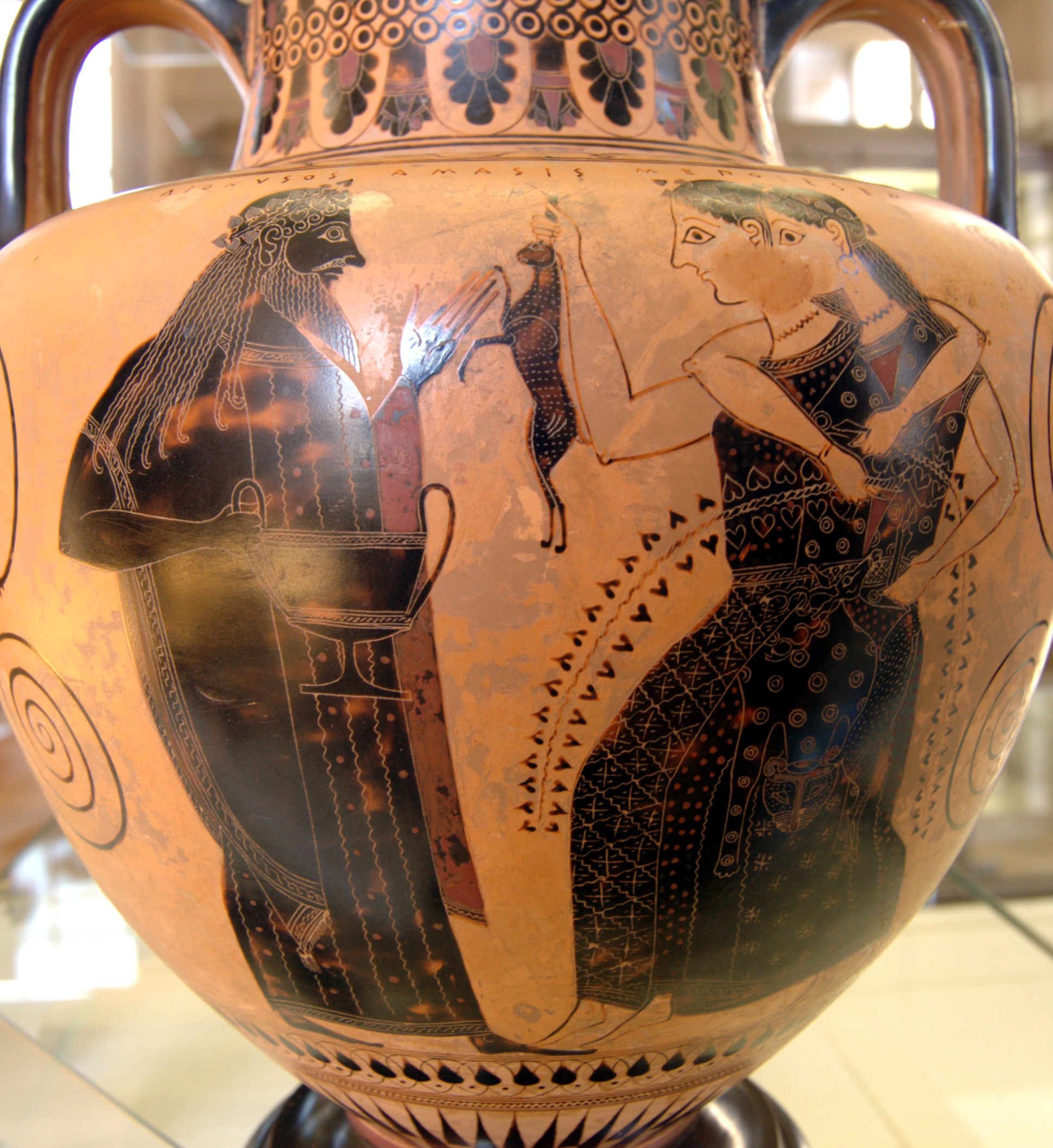
Dioniso y dos ménades, una de ellas con una liebre en la mano; ánfora de cuello, ca. 550/, procedente de Vulci, expuesta en el Cabinet des Médailles de la Bibliothèque Nationale de France. Las ménades se muestran aquí solo en contorno, sin el blanco opaco que las caracteriza como mujeres.

El primer pintor importante de esta época fue el Pintor de Amasis (560-525 a. C.), llamado así por el famoso alfarero Amasis, con quien trabajó principalmente. Muchos investigadores los consideran la misma persona. Comenzó su carrera pictórica más o menos al mismo tiempo que Lido, pero estuvo activo durante un periodo casi dos veces más largo. Mientras que Lido mostraba más las habilidades de un hábil artesano, el Pintor de Amasis era un artista consumado. Sus imágenes son ingeniosas, encantadoras y sofisticadas  y su desarrollo artístico personal se aproxima a un reflejo de la evolución general de la pintura de vasos áticos de figuras negras en esa época. Sus primeros trabajos muestran su afinidad con los pintores de copas de Siana. Los avances pueden reconocerse más fácilmente en la forma en que dibuja los pliegues de la ropa. Sus primeras figuras femeninas llevan ropas sin pliegues. Más tarde pinta pliegues planos y angulosos, y al final es capaz de transmitir la impresión de prendas flexibles y fluidas. Los dibujos de prendas de vestir eran una de sus principales características; le gustaba representar prendas con dibujos y flecos. Los grupos de figuras que muestra el Pintor de Amasis estaban cuidadosamente dibujados y compuestos simétricamente. Al principio eran bastante estáticos, pero las figuras posteriores transmiten una impresión de movimiento. Aunque representaba a menudo acontecimientos mitológicos -es conocido por sus sátiros con cara de cerdo, por ejemplo-, es más conocido por sus escenas de la vida cotidiana. Fue el primer pintor que las retrató de forma significativa. Su obra influyó decisivamente en la de los pintores de cerámia de figuras rojas posteriores. Posiblemente se anticipó a algunas de sus innovaciones o se vio influido por ellas hacia el final de su carrera pictórica: en muchos de sus vasos las mujeres solo se muestran en contorno, sin un relleno negro, y ya no son identificables como mujeres por la aplicación del blanco opaco como color de la piel.

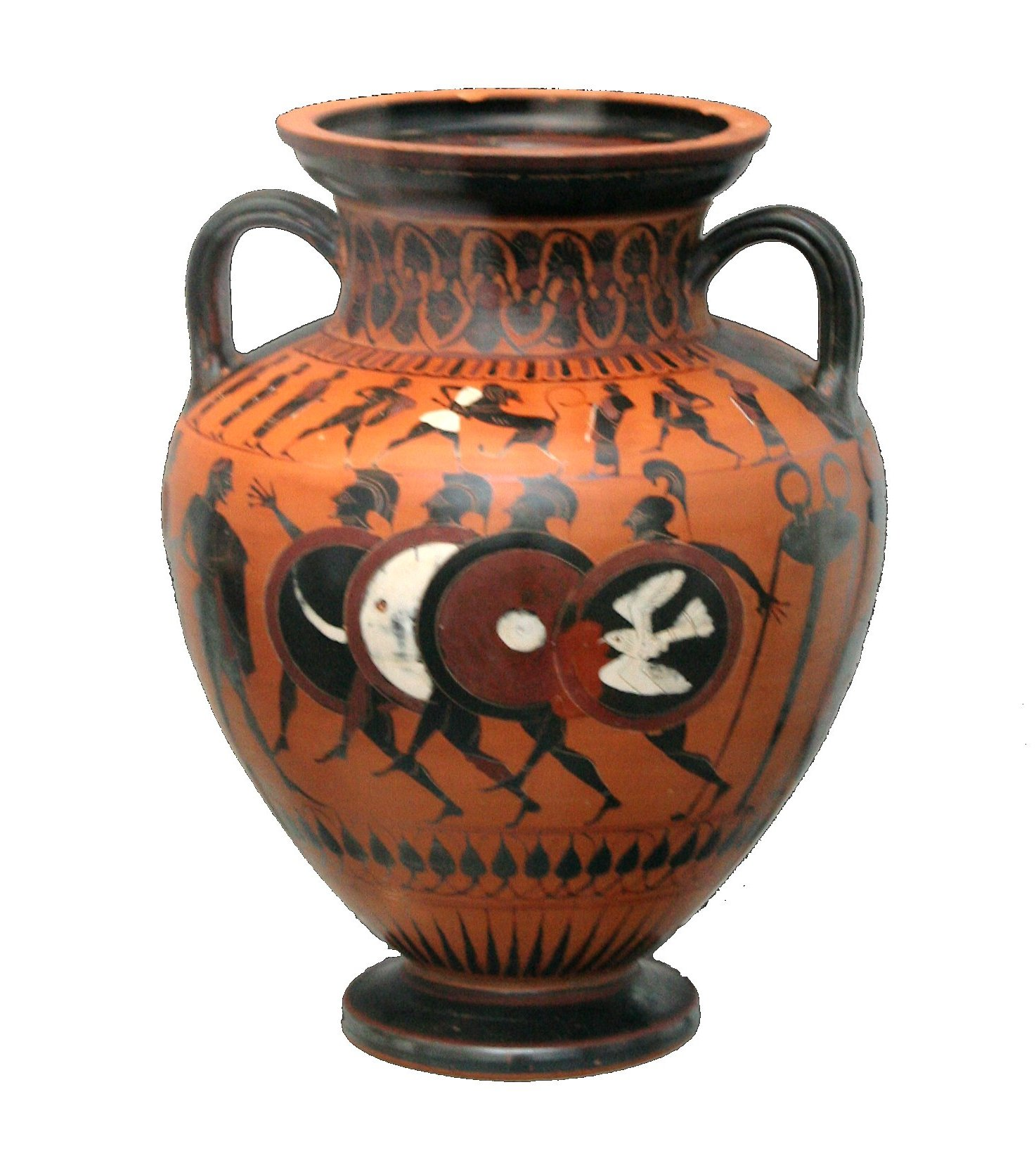
Carrera a pie con armas (hoplitódromo). Los trípodes de la victoria están colocados debajo de las asas, cara frontal de un ánfora de cuello del Grupo E, c., de Vulci. Museo del Louvre

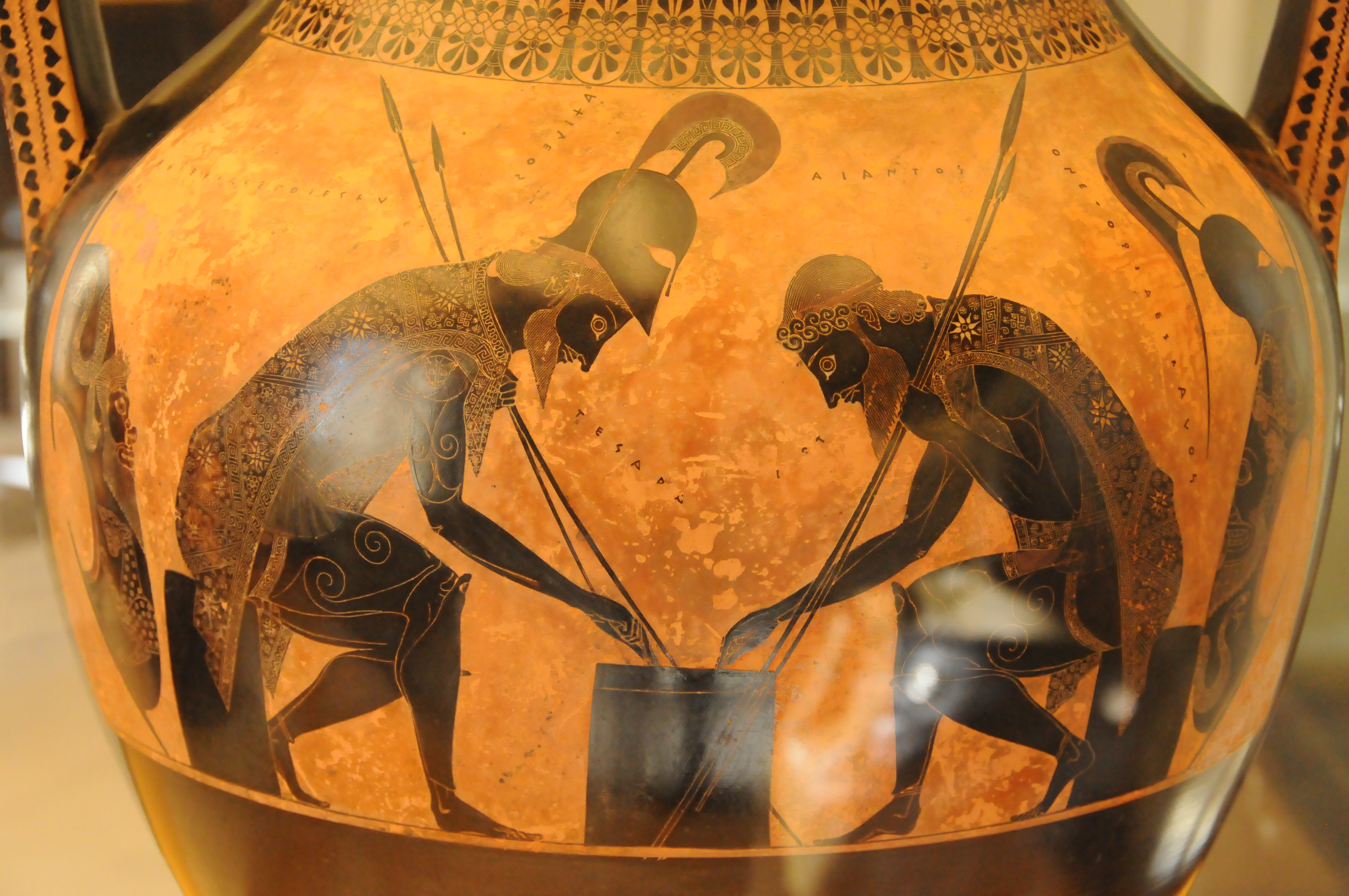
Ánfora de Exequias. Aquiles y Áyax el Grande participando en un juego de mesa, c.540-, Museos Vaticanos, Ciudad del Vaticano.

El Grupo E (550-525 a. C.) fue un gran conjunto de artesanos, considerado el grupo anónimo más importante en la producción de cerámica ática de figuras negras. Rompió rigurosamente con la tradición estilística de Lido, tanto en lo que respecta a la imagen como al vaso. Abandonaron por completo las ánforas de cuello en forma de huevo y las cráteras de columna. En su lugar, este grupo introdujo las ánforas panzudas de tipo A, que luego se convirtieron en una forma estándar. Las ánforas de cuello se produjeron normalmente solo en versiones personalizadas. El grupo no tenía interés en los formatos pequeños. Muchas escenas, especialmente las originadas en los mitos, se reproducían una y otra vez. Así, varias ánforas de este grupo muestran a Heracles con Gerión o el león de Nemea, y cada vez más a Teseo y el Minotauro, así como el nacimiento de Atenea. Sin embargo, la importancia particular del grupo radica en la influencia que ejerció sobre Exequias. La mayoría de los artistas áticos de la época copiaron los estilos del Grupo E y de Exequias. En cambio, la obra de Lido y del Pintor de Amasis no fue imitada con tanta frecuencia. Beazley describe la importancia del grupo para Exequias de la siguiente manera: «El Grupo E es el terreno fértil del que brota el arte de Exequias, la tradición que retoma y supera en su camino de excelente artesano a verdadero artista».

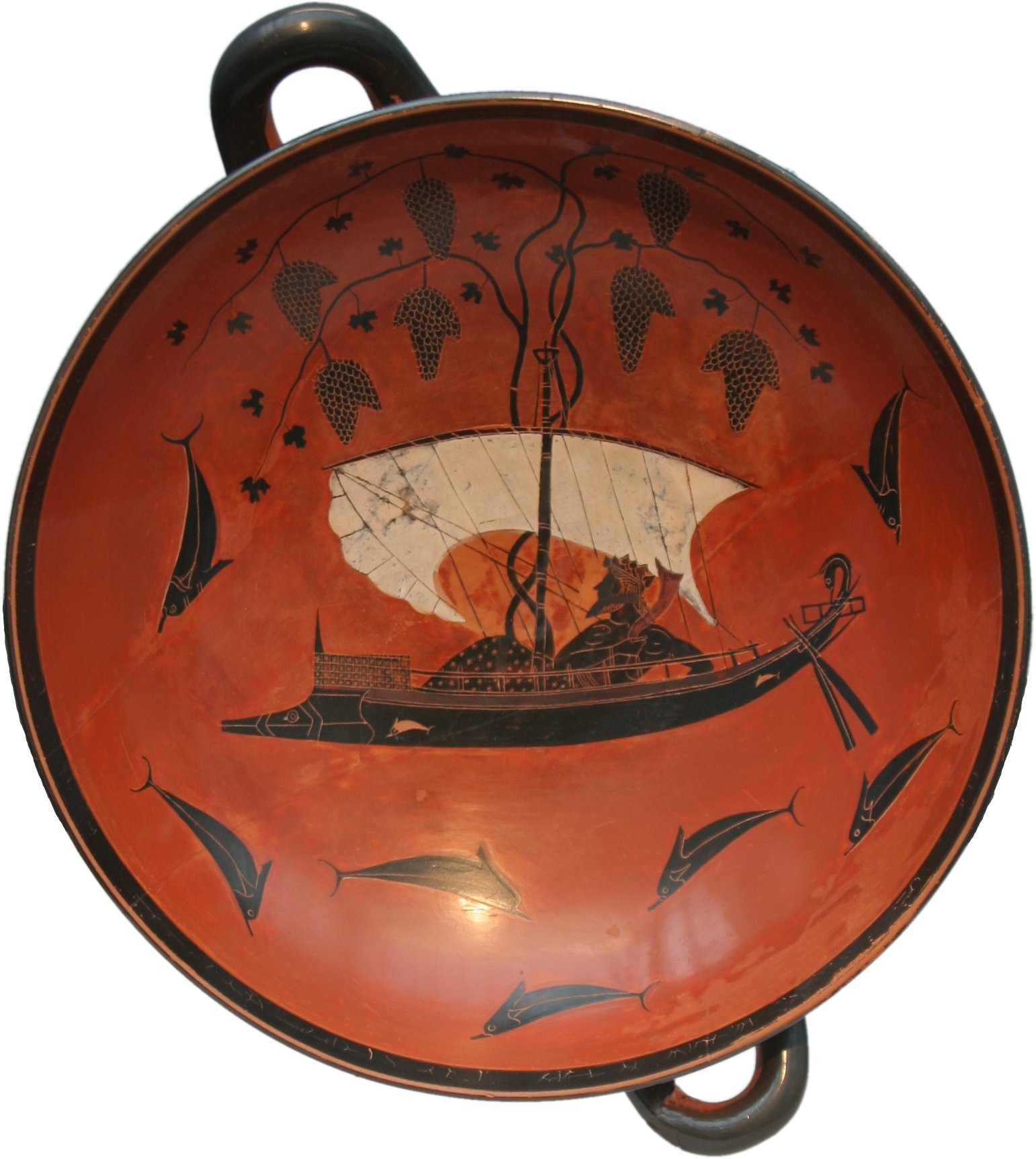
Copa con fondo rojo coral de Exequias. Dioniso se reclina en una nave de la que brotan vides y está rodeada de delfines, c. Copa de Dioniso: Staatliche Antikensammlungen Berlin.

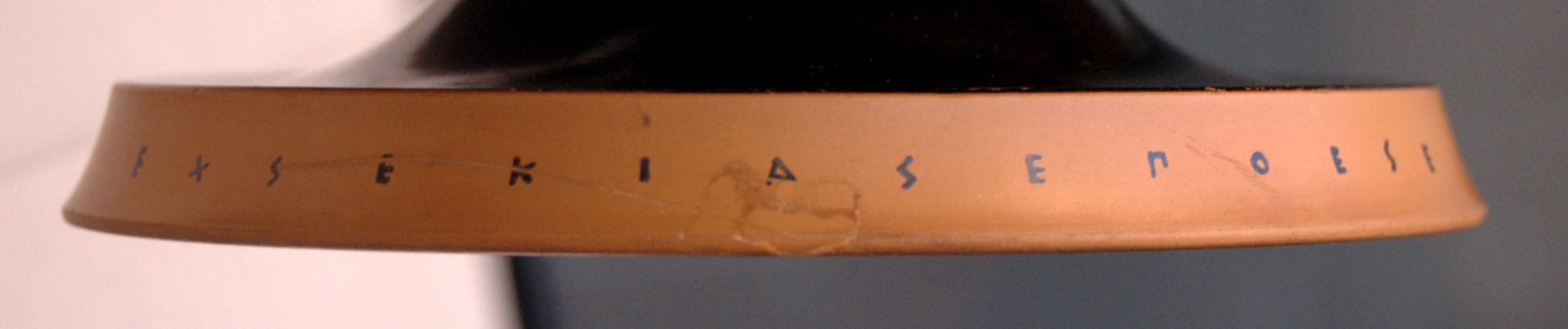
Firma de Exequias (ΕΧΣΕΚΙΑΣ ΕΠΟΕΣΕ - «Exekias lo hizo») en el pie de la copa de Dioniso.

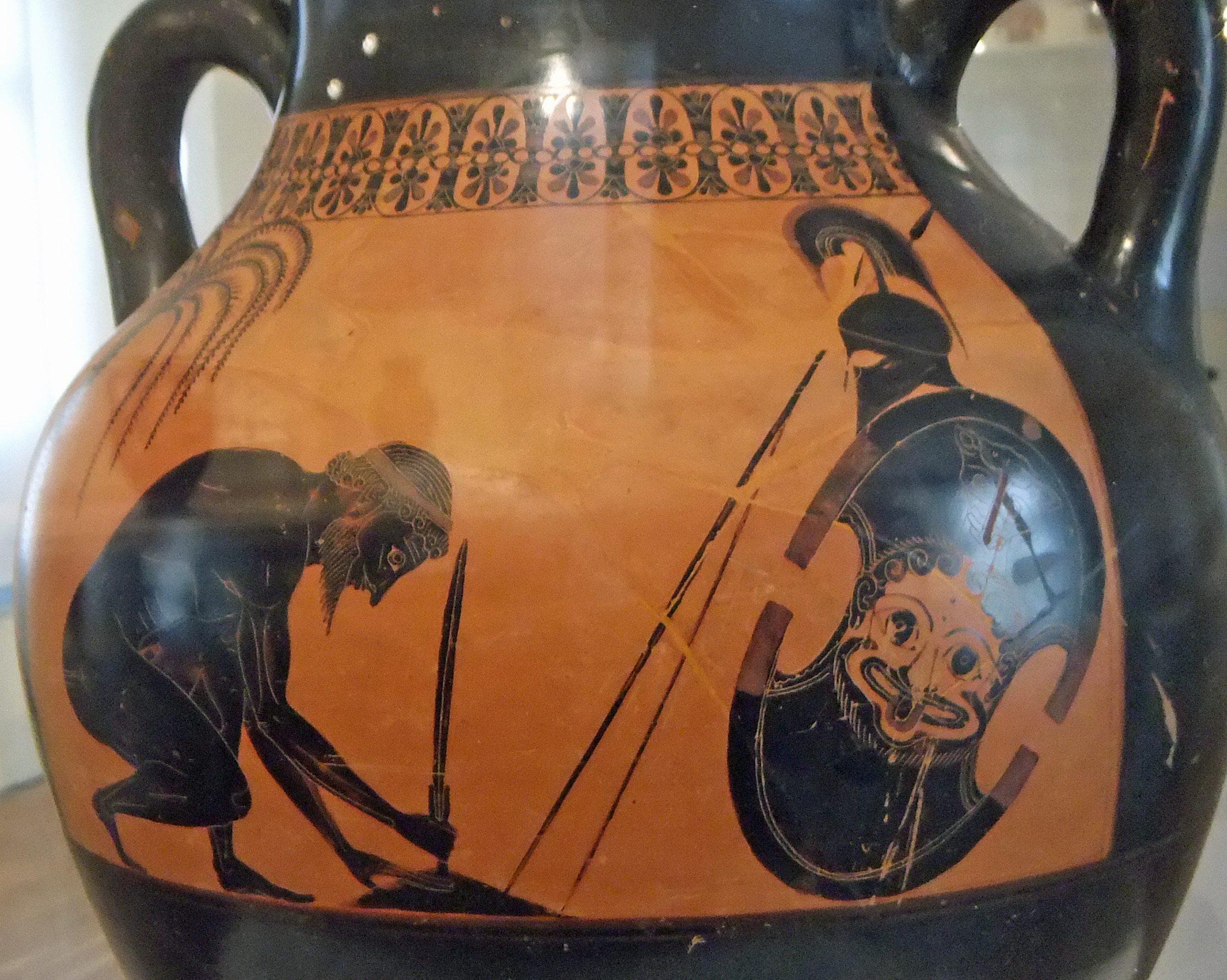
Áyax el Grande se prepara para su suicidio; vaso de Exequias Suicidio de Áyax, c. 530-

A Exequias (545-520 a. C.) se le considera generalmente como el maestro absoluto del estilo de figuras negras, que alcanza su cúspide con él. Su importancia no solo se debe a su maestría en la pintura de vasos, sino también a su cerámica de alta calidad e innovadora. Firmó doce de sus vasijas conservadas como alfarero, dos como pintor y alfarero a la vez. Probablemente, Exequias tuvo un papel importante en el desarrollo de las Copas de los pequeños maestros y del ánfora panzuda de tipo A mencionada anteriormente, y posiblemente inventó la crátera de cáliz, al menos la pieza más antigua existente es de su taller. A diferencia de muchos otros artesanos comparables, como pintor concedía gran importancia a la cuidadosa elaboración de los ornamentos. Los detalles de sus imágenes -las crines de los caballos, las armas, las vestimentas- también están muy bien ejecutados. Sus escenas suelen ser monumentales y las figuras emanan una dignidad hasta entonces desconocida en la pintura. En muchos casos rompió con las convenciones áticas. En su vaso más famoso, la Copa de Dioniso, fue el primero en utilizar un revestimiento interior de color rojo coral en lugar del rojo habitual. Esta innovación, así como la colocación de dos pares de ojos en el exterior, relaciona a Exequias con las copas de ojos clásicas. Probablemente sea aún más innovador el uso de todo el interior de la copa para su imagen de Dioniso, reclinado en un barco del que brotan vides. De hecho, en esta época era habitual decorar la superficie interior simplemente con una cara de gorgona. La copa  es probablemente uno de los experimentos realizados en el distrito alfarero para abrir nuevos caminos antes de que se introdujera el estilo de figuras rojas. Fue el primero en pintar un barco navegando por el borde de un dino. Solo en contadas ocasiones se ciñó a los patrones tradicionales de representación de temas mitológicos habituales. También es significativa su representación del Vaso del suicidio de Áyax. Exequias no muestra el acto en sí, que estaba en la tradición, sino los preparativos de Áyax. Casi tan famosa como la Copa de Dioniso es un ánfora con su representación de Áyax y Aquiles participando en un juego de mesa. No solo la representación es detallada, transmite el resultado del juego. Casi al estilo de un globo sonoro, hace que ambos jugadores anuncien los números que han sacado con sus dados: Áyax un tres y Aquiles un cuatro. Esta es la representación más antigua que se conoce de esta escena, de la que no hay mención en la literatura clásica. No menos de otros 180 vasos conservados, que datan de la versión de Exequias hasta aproximadamente el año 480 a. C., muestran esta escena.
John Boardman subraya el carácter excepcional de Exequias, que lo distingue de los pintores de vasos tradicionales: «Las personas representadas por los artistas anteriores son, en el mejor de los casos, elegantes muñecos. Amasis (el Pintor de Amasis) era capaz de visualizar a las personas como personas. Pero Exequias podía visualizarlas como dioses y, por tanto, darnos un anticipo del arte clásico».

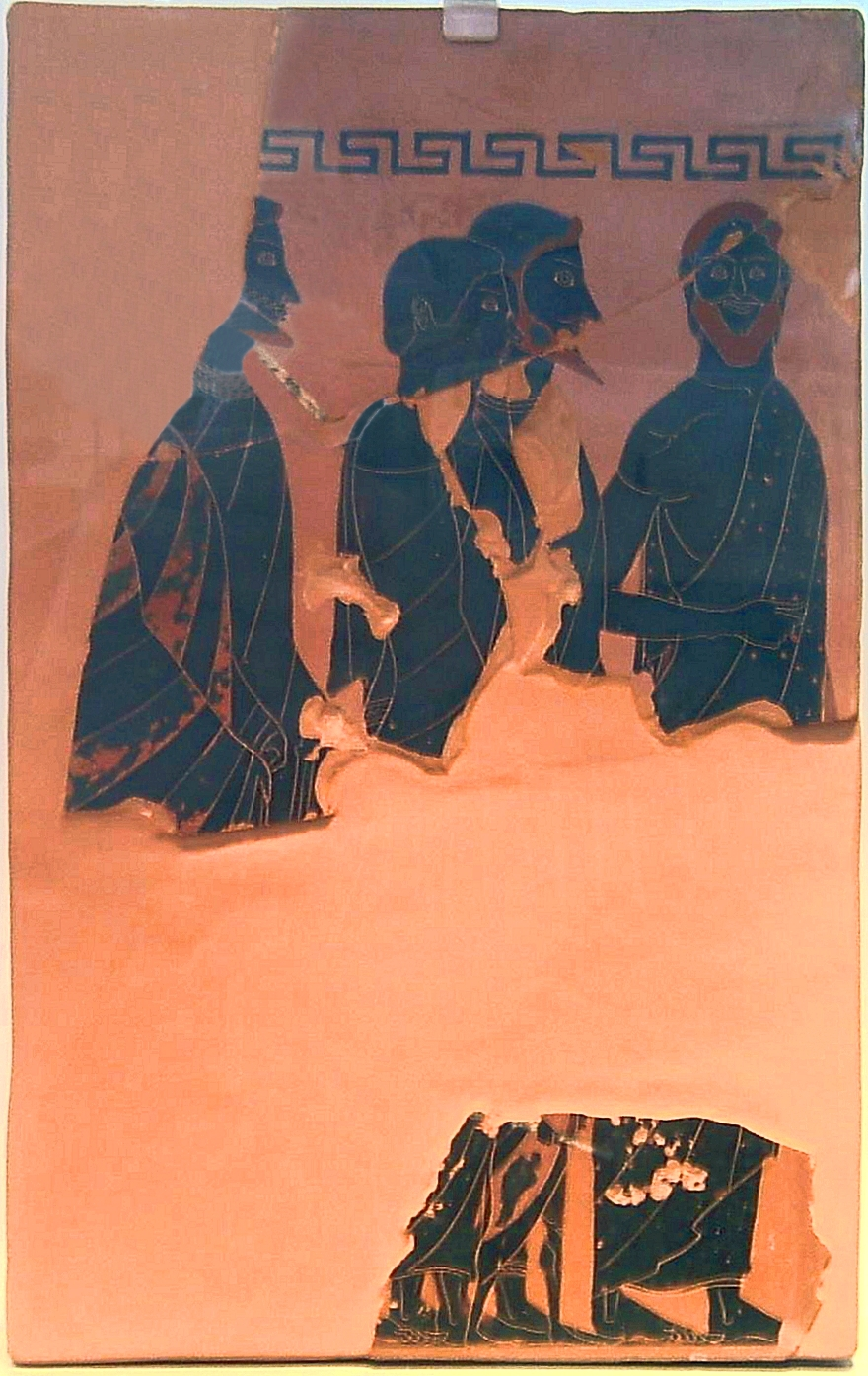
Restos de una lápida votiva con el jefe del cortejo fúnebre de cara al espectador. C. 540-

A pesar de que los pintores de vasos de la Antigua Grecia eran considerados artesanos más que artistas, los historiadores del arte actuales consideran a Exequias un artista consumado cuya obra puede compararse con las pinturas «mayores» (murales y pinturas sobre tabla) de ese periodo.
Al parecer, sus contemporáneos también le otrogaron su reconocimiento. La Colección de Antigüedades Clásicas de Berlín, en el Altes Museum, contiene los restos de una serie de sus tablillas votivas. La serie completa tenía probablemente 16 paneles individuales. El encargo a un alfarero y pintor de vasos es probablemente único en la antigüedad y demuestra la gran reputación de este artista. Las tablas muestran el duelo por una mujer ateniense muerta, así como su yacimiento y su traslado a la tumba. Exequias transmite tanto el dolor como la dignidad de las figuras. Una característica especial, por ejemplo, es que el líder del cortejo fúnebre gira su rostro para mirar directamente al espectador, por así decirlo. La representación de los caballos también es única; tienen temperamentos individuales y no se reducen a su función de animales nobles, como es habitual en los vasos.

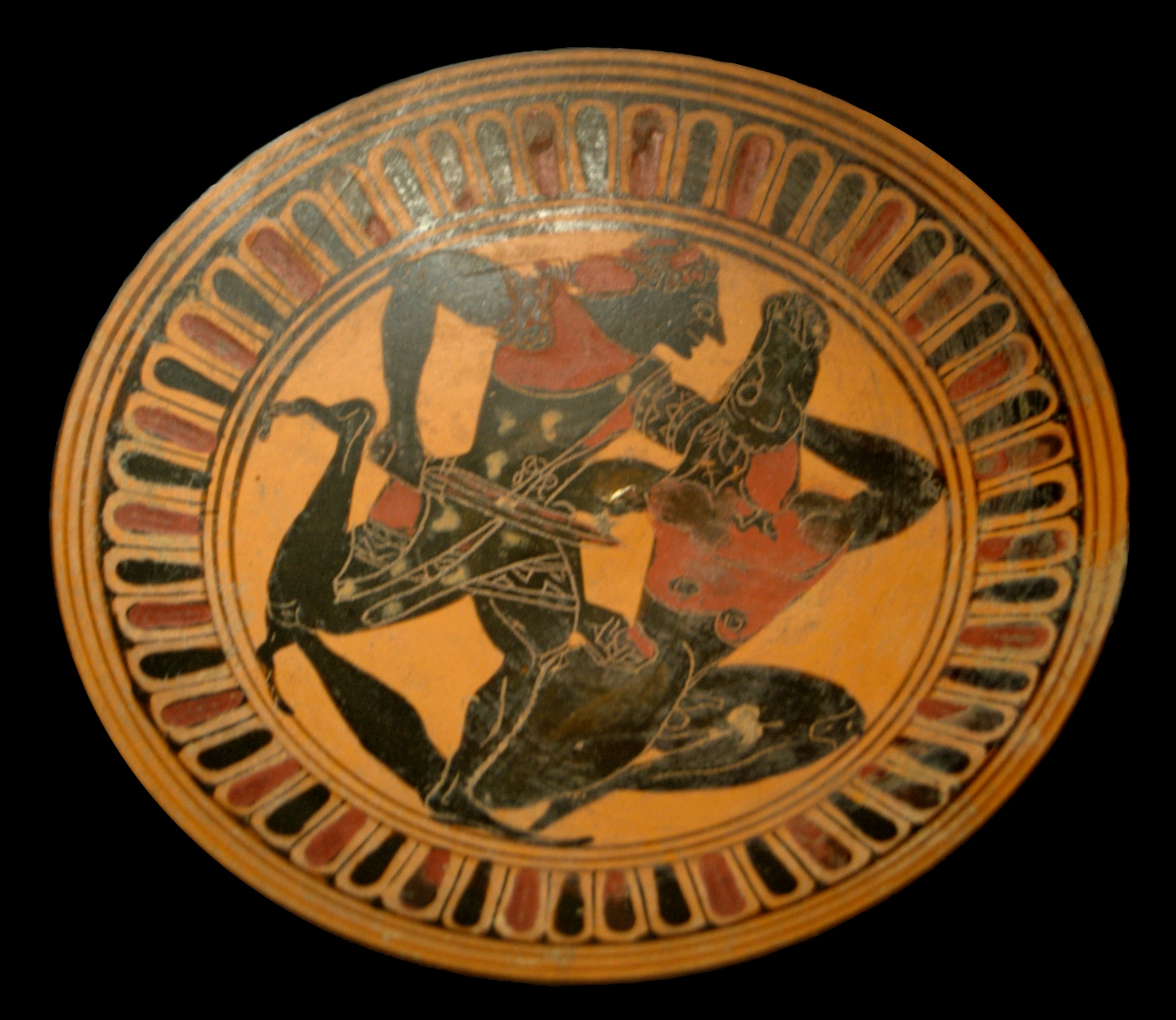
Teseo mata al Minotauro, tondo de una copa de labios de un pintor desconocido. C. 550- Museo del Louvre.

Durante el periodo clásico maduro se produjo una mayor especialización entre los productores de vasos y copas. Las copas de gran volumen comasta y Siana evolucionaron a través de Copas de Gordio  en elegantes variantes denominados copas de los pequeños maestros por su delicada pintura. Los alfareros y pintores de esta forma se denominan, por tanto, Pequeños maestros. Pintaron principalmente copas de bandas y copas de labios. Las copas de labios  recibieron su nombre por su labio relativamente pronunciado y delineado. La parte exterior de la copa conservaba gran parte del fondo de arcilla y solía llevar solo algunas imágenes pequeñas, a veces solo inscripciones, o en algunos casos toda la copa estaba mínimamente decorada. También en la zona de las asas rara vez hay más que palmetas o inscripciones cerca de los puntos de sujeción. Estas inscripciones pueden ser la firma del alfarero, el brindis de un bebedor o simplemente una secuencia de letras sin sentido. Sin embargo, el interior de los vasos labiales también suele estar decorado con imágenes.
Copas de bandas  tienen una transición más suave entre el cuerpo y el borde. La decoración tiene forma de banda que rodea el exterior de la copa y a menudo puede ser un friso muy elaborado. En el caso de esta forma, el borde está recubierto de un engobe negro brillante. El interior conserva el color de la arcilla, salvo un punto negro pintado en el centro. Entre las variantes se encuentran la copa Droop y la copa de Kassel, que son una forma pequeña, más achaparrada que otras copas de los pequeños maestros, y todo el exterior está decorado. Como en el caso de las copas Droop, los ornamentos están pintados principalmente. Son famosos los alfareros Frino, Socles, Tlesón y Ergoteles, estos dos últimos hijos del alfarero Nearco. Hermógenes inventó un copa de los pequeños maestros, el esquifo de bandas, una variedad de esquifo.

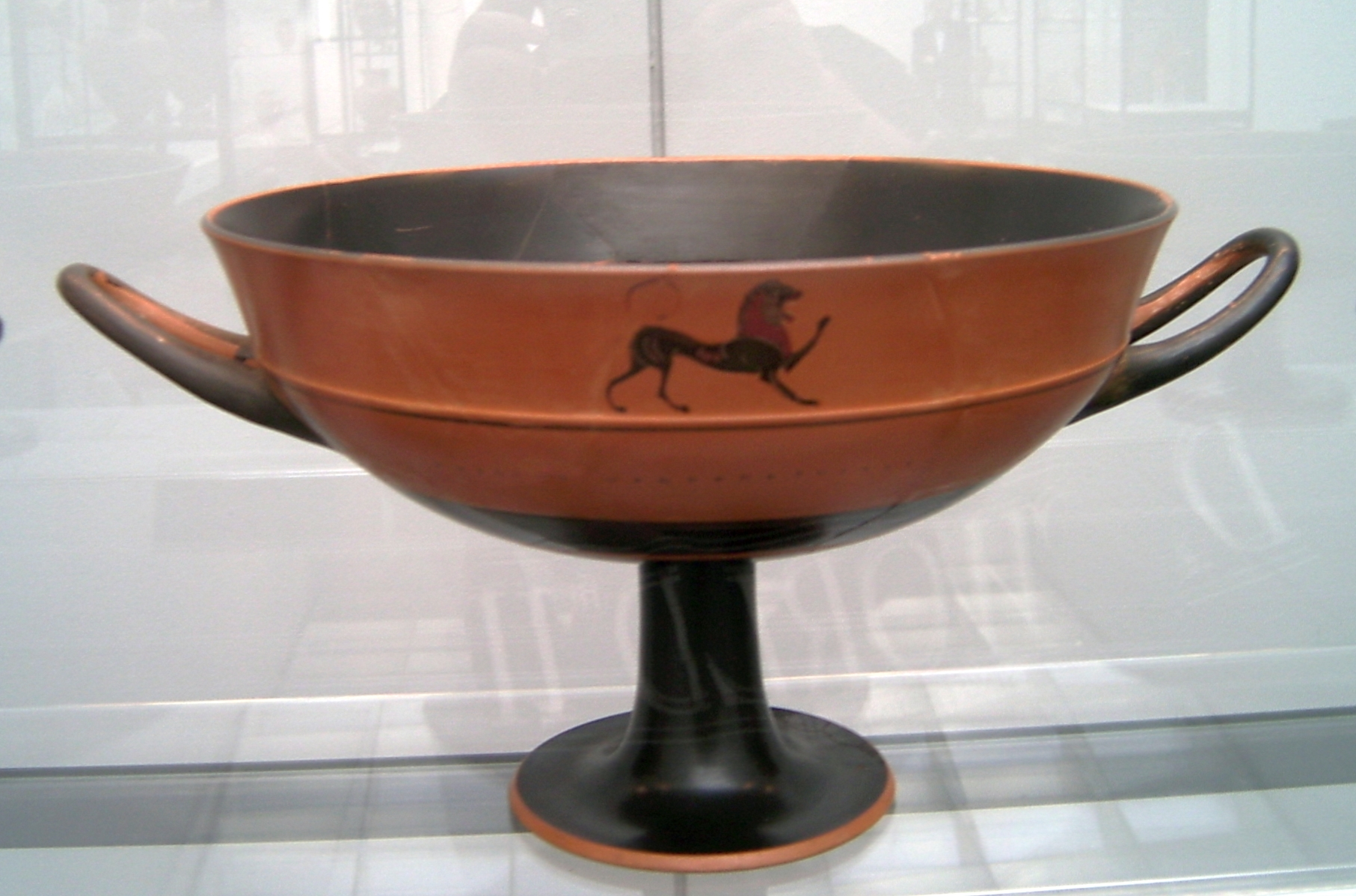
Copa de labios de Tlesón con firma («Tlesón, hijo de Nearco, me hizo»), c. 540 a. C. Colección Estatal de Antigüedades de Múnich.
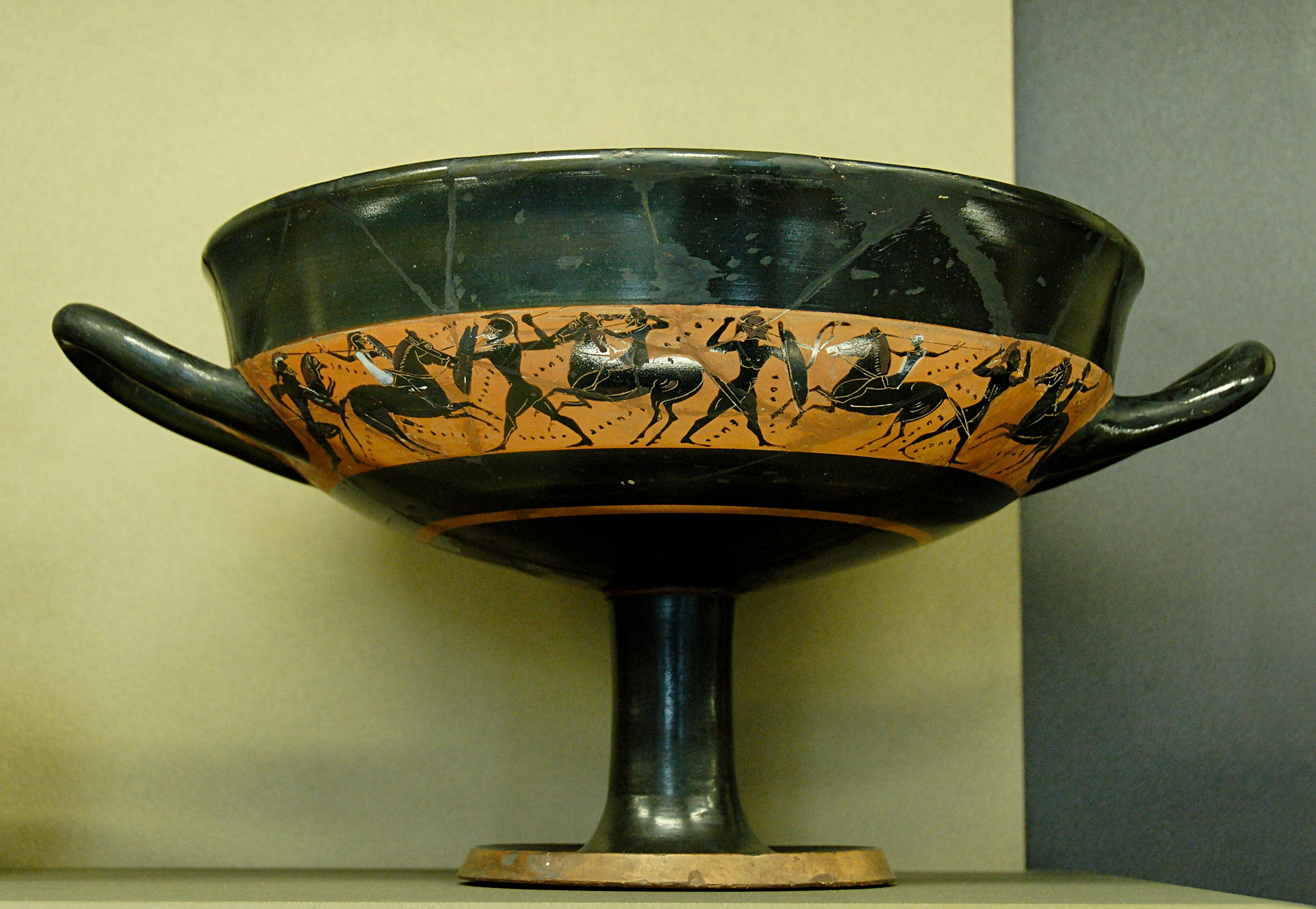
Copa de bandas de un artista desconocido que muestra a unos combatientes, c. 540 a. C., procedente de Vulci. Museo del Louvre.
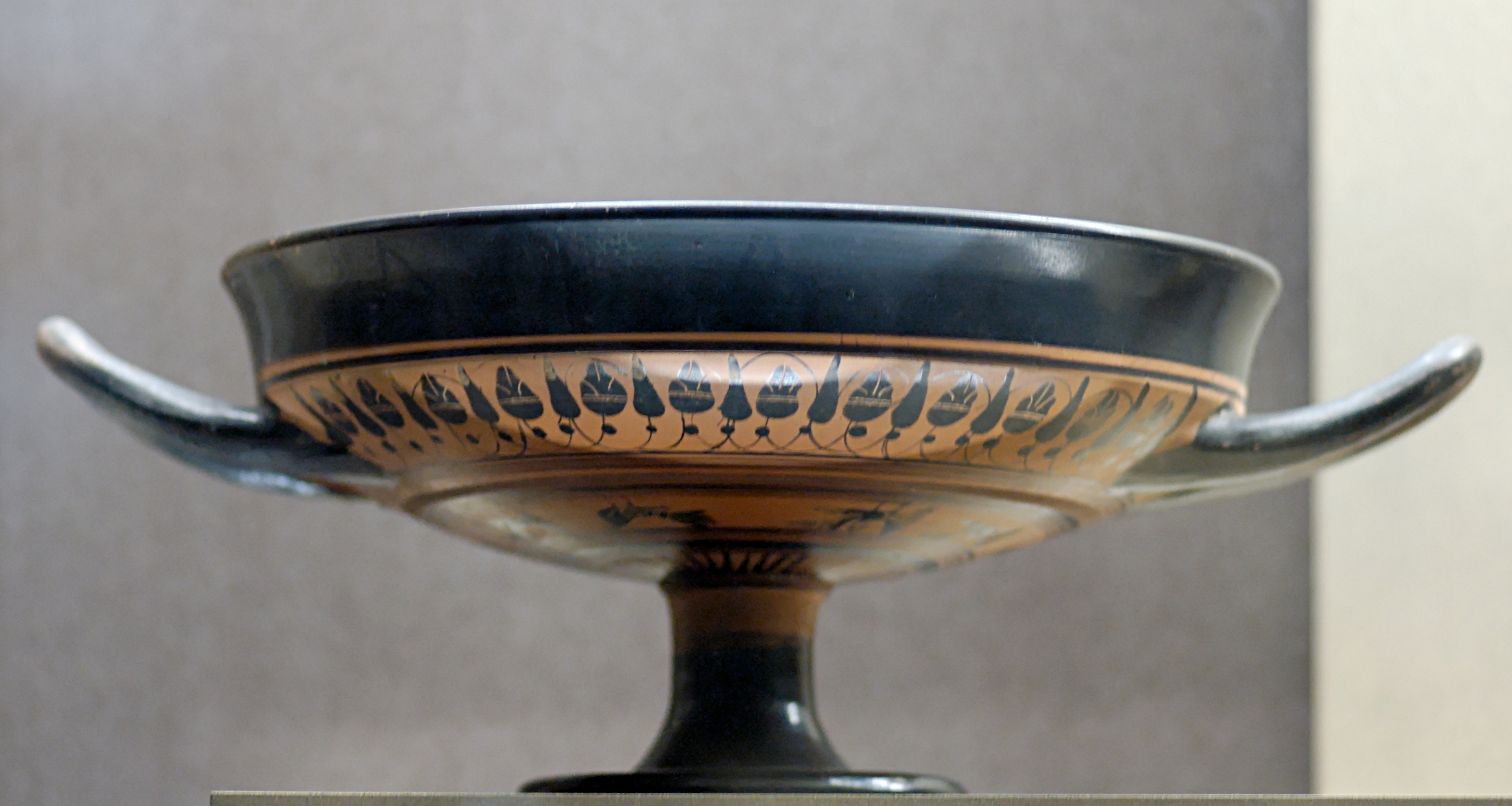
Copa Droop de un artista desconocido, c. 550-530 a. C., procedente de Grecia. Museo del Louvre.
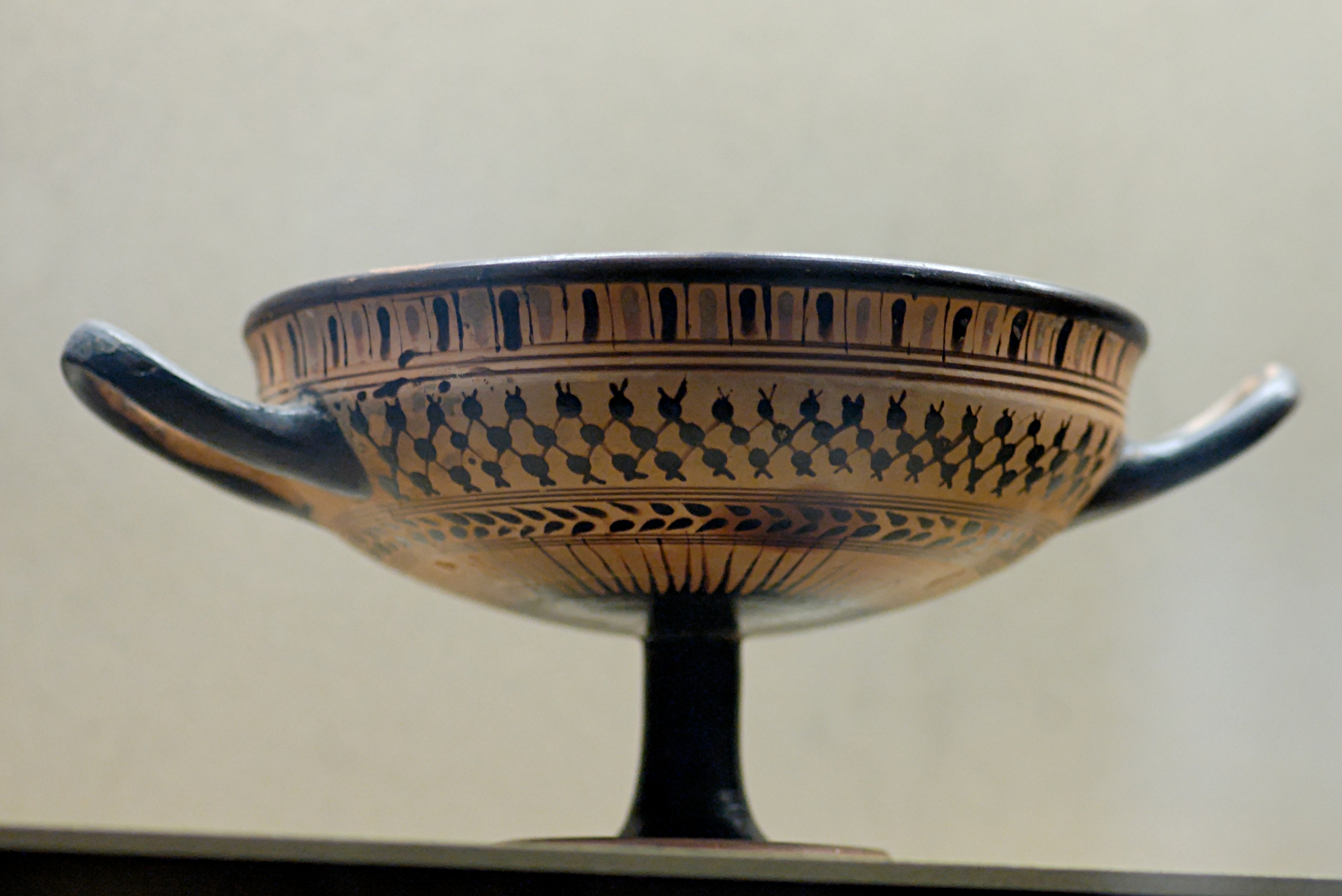
Copa de Kassel de un artista desconocido, c. 540 a. C. Museo del Louvre.

#### El último cuarto delsigloVIa.C.
Hasta el final del siglo se pudo mantener básicamente la calidad de la producción de vasos con figuras negras. Pero tras el desarrollo del estilo de figuras rojas en torno al año 530 a. C., presumiblemente por el Pintor de Andócides, cada vez más pintores se pasaron al estilo de figuras rojas, que ofrecía muchas más posibilidades de añadir detalles dentro de los contornos de las figuras. El nuevo estilo también permitía muchos más experimentos prometedores con escorzos, vistas en perspectiva y nuevos diseños de arreglos. El contenido de las escenas, como siempre, reflejaba las tendencias del gusto y el espíritu de la época, pero el estilo de figuras rojas creaba mejores condiciones para presentar escenas más elaboradas aprovechando las nuevas posibilidades de disposición.

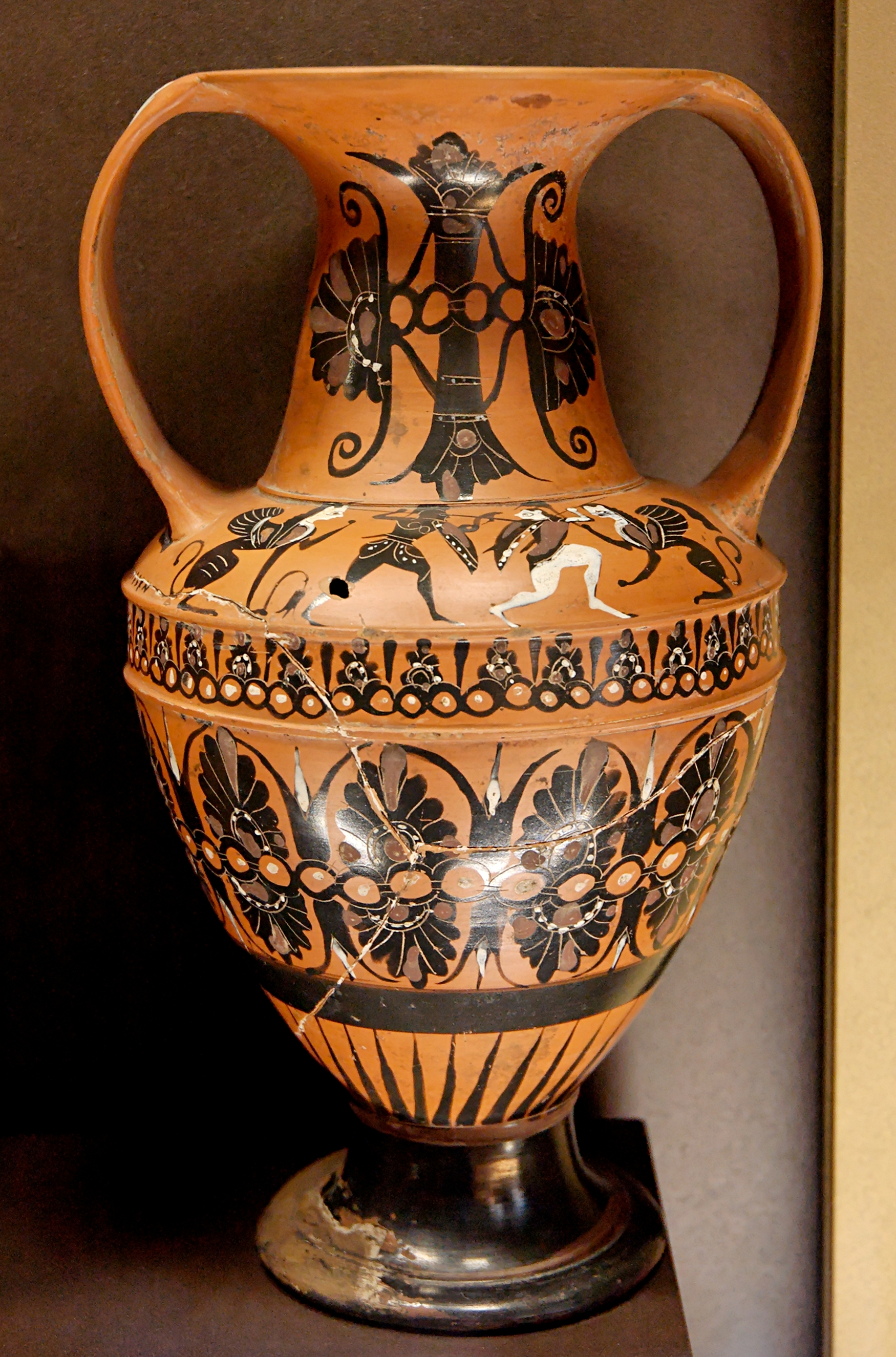
Amazonas combatientes en un ánfora nicosténica del alfarero Nicóstenes y el Pintor N, c. 520. Museo del Louvre.

Pero mientras tanto, unos pocos artesanos innovadores todavía podían dar nuevos impulsos a la producción de vasos de figuras negras. El alfarero más imaginativo de la época, y también un talentoso empresario, fue Nicóstenes. Más de 120 vasos llevan su firma, lo que indica que fueron hechos por él o en su taller. Parece que se especializó en la producción de vasos para la exportación a Etruria. En su taller se produjeron las habituales ánforas de cuello, las copas de los pequeños Maestros, las copas Droop y las vcopas de ojos, pero también un tipo de ánfora que recuerda a la cerámica bucchero etrusca, denominada ánfora nicosténica en honor a su creador. Estas piezas se encontraron sobre todo en Caere, los otros tipos de vasos suelen estar en Cerveteri y Vulci. Las numerosas invenciones de su taller no se limitaron a las formas. En su taller se desarrolló lo que se conoce como la técnica de Six, en la que las figuras se pintaban en marrón rojizo o blanco sobre un engobe negro brillante. No está claro si Nicóstenes también pintaba vasos, en cuyo caso se suele suponer él y el pintor N serían la misma persona.
El Pintor BMN y el Pintor de Nicóstenes de figuras rojas también llevan el nombre de Nicóstenes. En su taller empleó a muchos pintores de vasos famosos, como los ancianos Lido, Olto y Epicteto. La tradición del taller fue continuada por el sucesor de Nicóstenes, Panfeo.

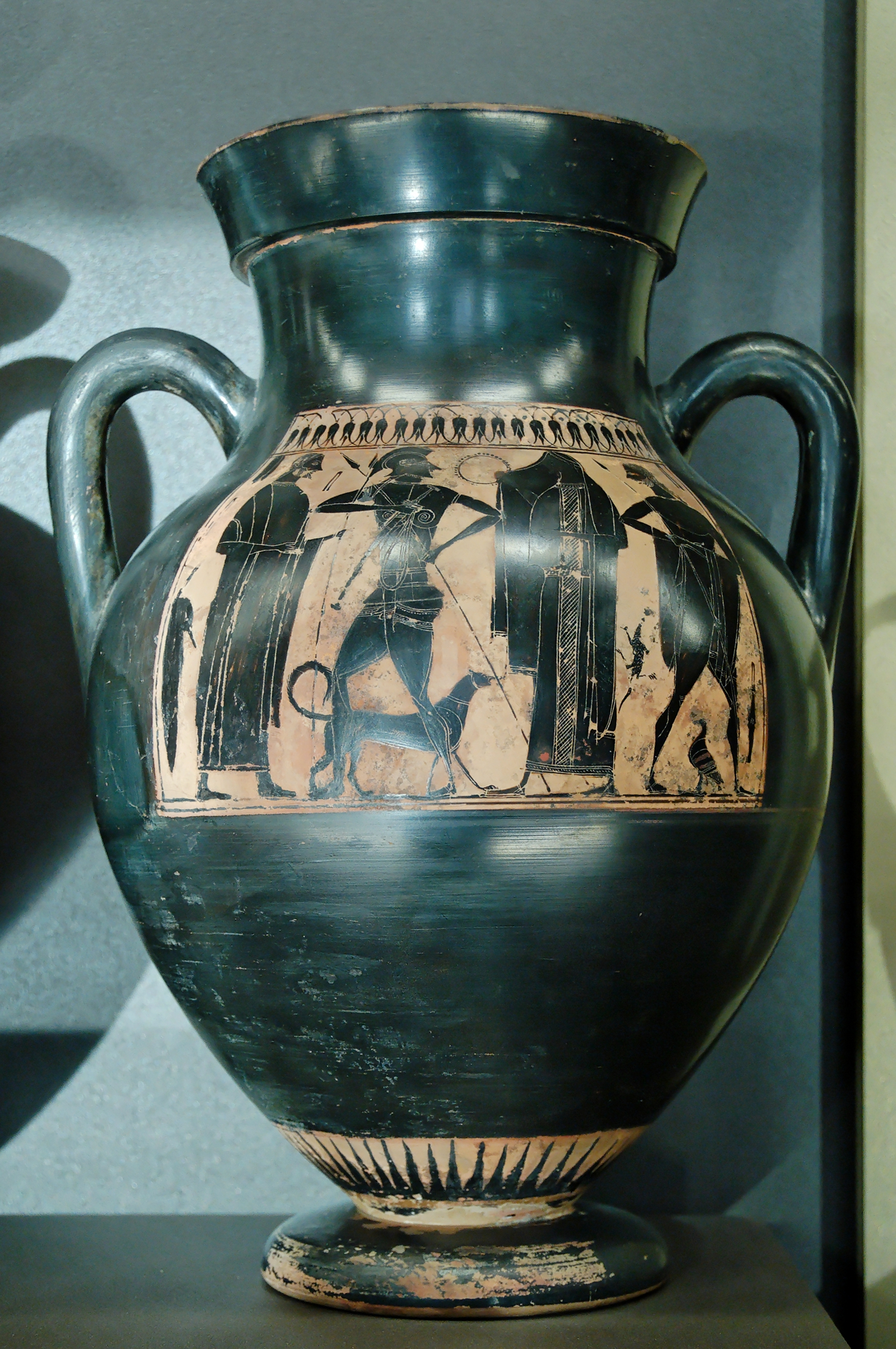
Guerreros que parten a la guerra mostrados en un ánfora panzuda de Affecter, c. 540- Museo del Louvre.

A dos pintores de vasos de figuras negras se les considera manieristas (540-520 a. C.). El pintor Elbows Out decoraba principalmente copas de los pequeños maestros. Los codos extendidos de sus figuras son llamativos, característica responsable de su nombre pragmático. Rara vez representó escenas mitológicas; las escenas eróticas son mucho más comunes. También decoró una rara forma de vaso conocida como lidion. El más importante de los dos pintores fue Affecter, cuyo nombre proviene de la impresión exageradamente artificial que producen sus figuras. Estas figuras de cabeza pequeña no parecen actuar sino posar. Sus primeras obras muestran escenas de la vida cotidiana; más tarde se dedicó a las escenas decorativas en las que se reconocen las figuras y los atributos, pero apenas las acciones. Las sus figuras que pintó vestidas, parecen acolchadas; las desnudas son muy angulosas. El Afecter fue tanto alfarero como pintor; se conservan más de 130 de sus vasos.

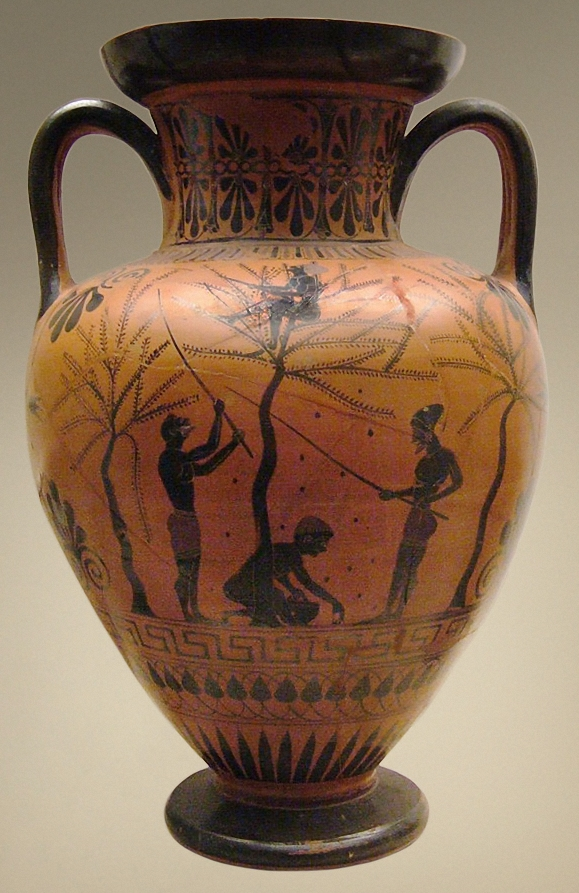
Cosecha de aceitunas en un ánfora de cuello del Pintor de Antimenes, c., procedente de Vulci. Museo Británico.

Al Pintor de Antimenes (530-500 a. C.) le gustaba de decorar las hidrias con frisos de animales en la predela y, por lo demás, especialmente las ánforas de cuello. Dos hidrias que se le atribuyen están decoradas en la región del cuello con la técnica de fondo blanco. Fue el primero en pintar ánforas con el rostro de Dioniso en forma de máscara. La más famosa de sus más de 200 vasijas que se conservan muestra una cosecha de aceitunas en la parte posterior. Sus dibujos rara vez son realmente precisos, pero tampoco son excesivamente descuidados. Estilísticamente, el pintor Psiax está estrechamente relacionado con el Pintor de Antímenes, aunque el primero también utilizó la técnica de las figuras rojas. Como maestro de los pintores Eufronio y Fincias, Psiax tuvo una gran influencia en el desarrollo temprano del estilo de las figuras rojas. Con frecuencia muestra escenas de caballos, carros y arqueros.

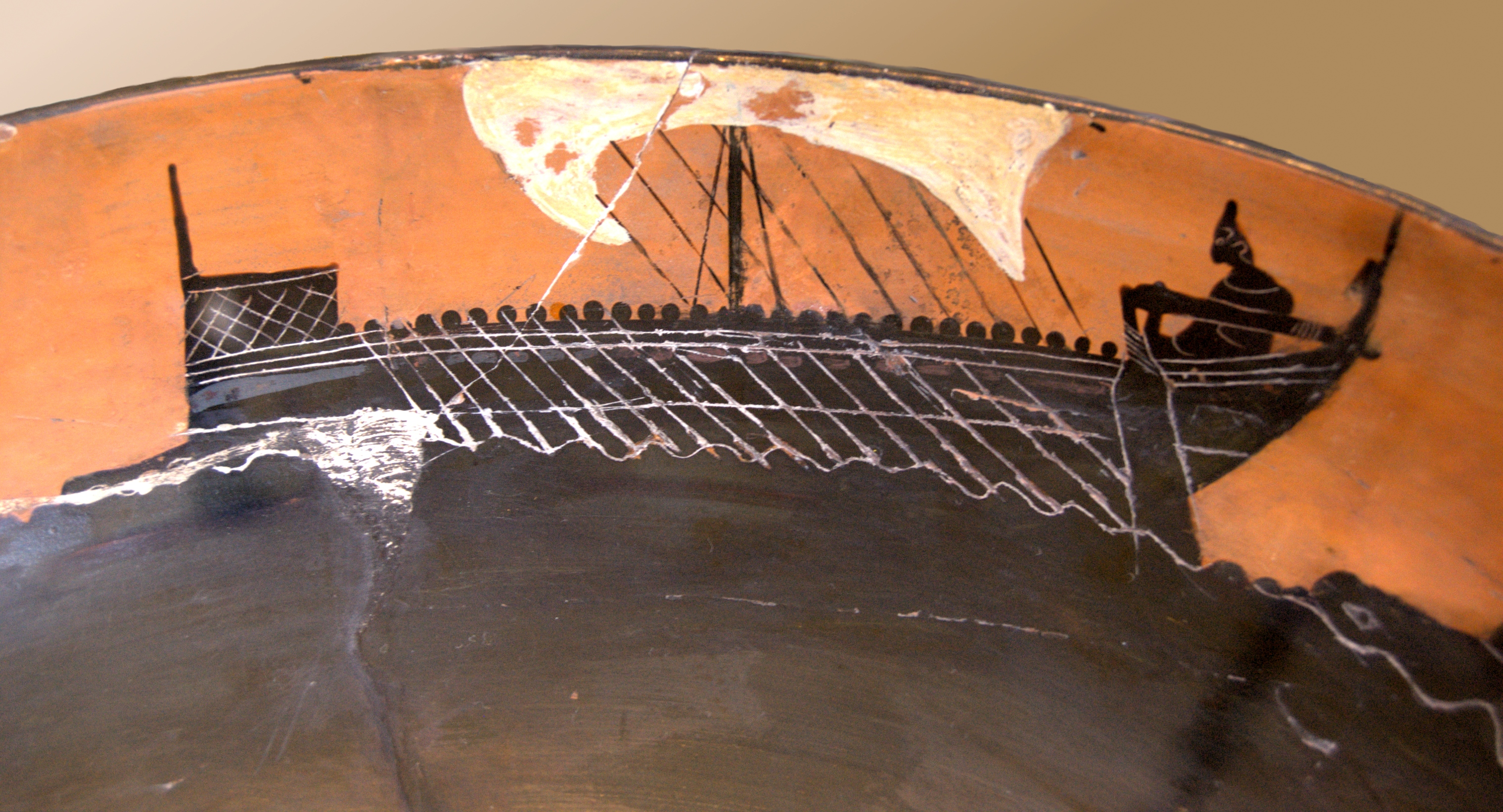
Barco en el interior de una copa del Grupo de Leagros. c., procedente de Cerveteri, expuesto en el Cabinet des Médailles de la Biblioteca Nacional de Francia.

El último grupo importante de pintores fue el Grupo de Leagro (520-500 a. C.), llamado así por la inscripción kalós que utilizaba con frecuencia, Leagro. Las ánforas y las hidrias, estas últimas a menudo con palmetas en la predela, son los vasos que más frecuentemente pintaron. El campo de la imagen suele estar absolutamente lleno, pero la calidad de las imágenes se mantiene muy alta. Muchos de los más de 200 vasos de este grupo estaban decorados con escenas de la guerra de Troya y la vida de Heracles. Pintores como el ingenioso Pintor de Aqueloo, el convencional Pintor de Chiusi y el Pintor del alba, con sus fieles detalles, pertenecen al grupo de los Leagro.

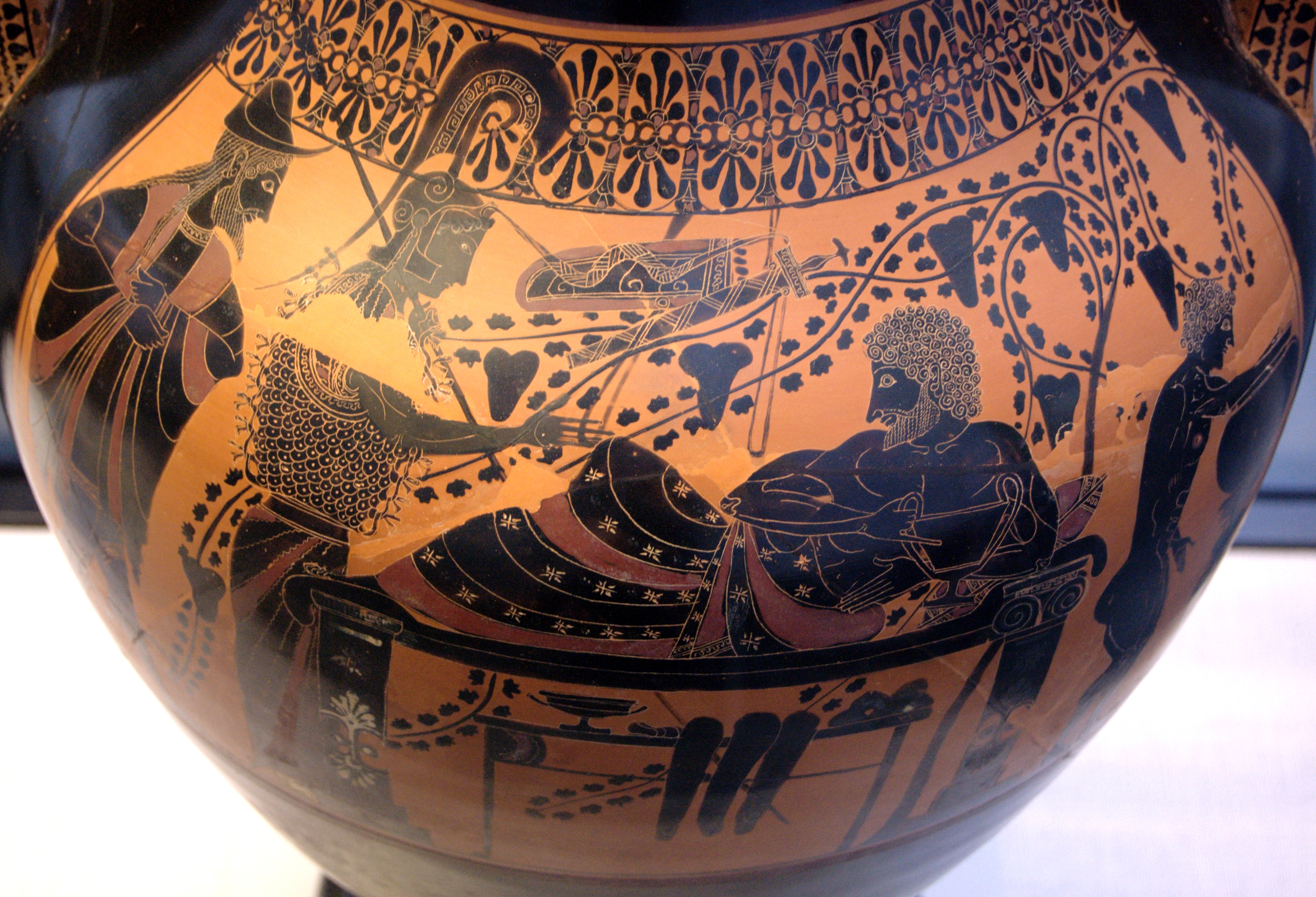
Heracles y Atenea, cara de figuras negras de un ánfora panzuda del Pintor de Andócides, c. 520-, de Vulci, expuesta en la Colección Estatal de Antigüedades de Múnich.

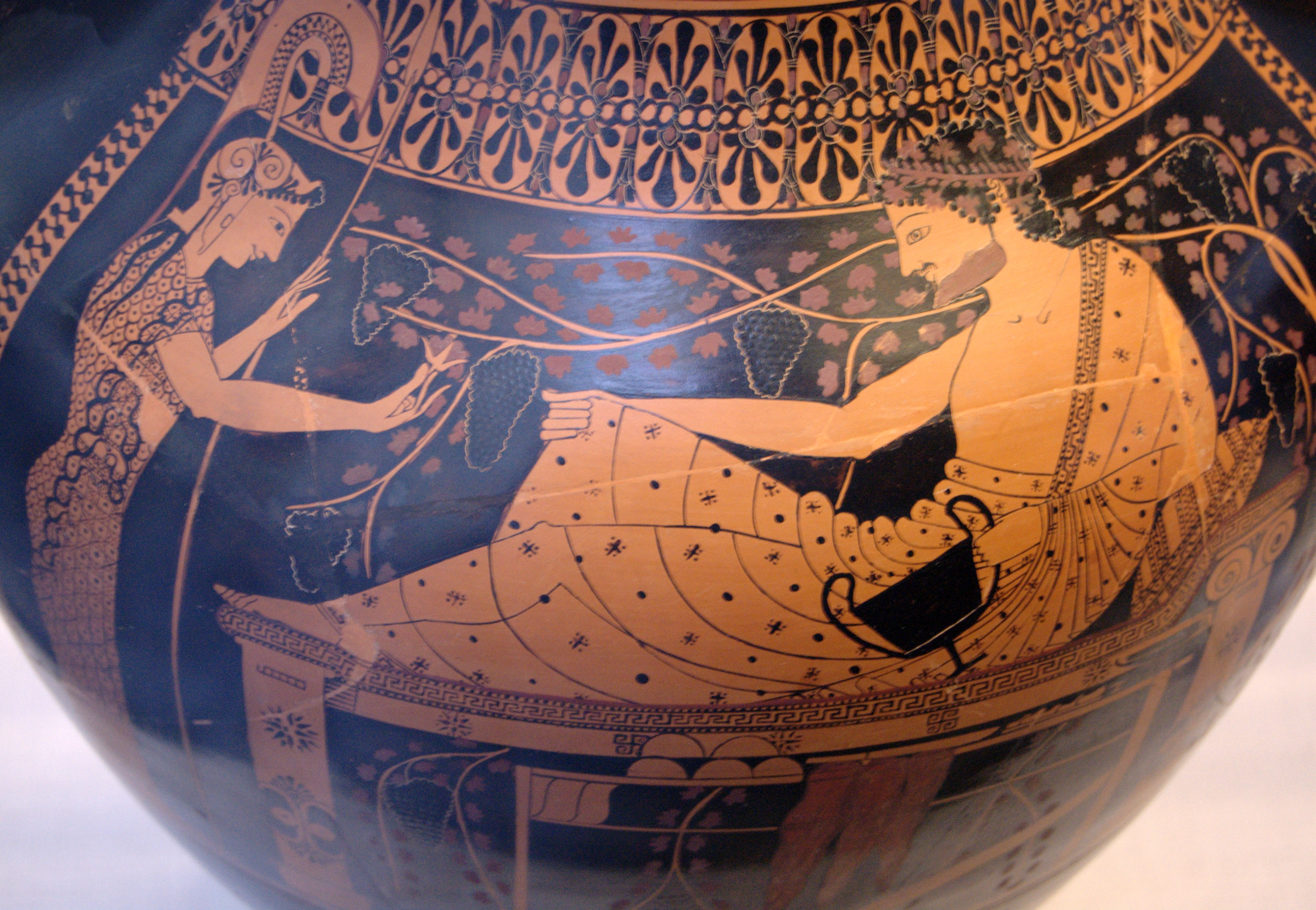
Heracles y Atenea, lado de las figuras rojas de la ánfora anterior, por el pintor Lisípides, c. 520-, de Vulci. Colección Estatal de Antigüedades de Múnich.

Otros conocidos pintores de vasos de la época son el Pintor de la plañidera del Vaticano, el Pintor de Princeton, el Pintor de Múnich 1410 y el Pintor del columpio (540-520 a. C.), al que se le atribuyen numerosos vasos. No se le considera un artista muy bueno, pero sus figuras son involuntariamente humorísticas debido a las figuras con sus grandes cabezas, sus extrañas narices y sus puños frecuentemente cerrados. La obra del Pintor de Rycroft se asemeja a la pintura de la cerámica de figuras rojas y a las nuevas formas de expresión. Le gustaba representar escenas dionisíacas, caballos y carros, y las aventuras de Heracles. A menudo utiliza dibujos de contorno. Las aproximadamente 50 vasos, generalmente de gran tamaño, que se le atribuyen están elegantemente pintados.. La Clase del Cabinet des Médailles 218 decoró principalmente variaciones de las ánforas nicosténicas. La Clase Hipobibazon trabajó con un nuevo tipo de ánfora panzuda con asas y pies redondeados, cuya decoración se caracteriza por un meandro de llave sobre los campos de la imagen. Una variante más pequeña de ánfora de cuello fue decorada por el Grupo de las tres líneas. El Grupo Perizoma adoptó hacia el 520 a. C. la nueva forma del estamno. Hacia el final del siglo, seguían realizándose producciones de gran calidad por parte del Pintor de Eufileto, el Pintor de Madrid y el imaginativo Pintor de Príamo.
Especialmente los pintores de copas, como Olto, Epicteto, Fidipo y Escita, pintaron vasos con figuras rojas y negras (cerámica bilingüe), sobre todo copas de ojos. El interior solía ser del estilo de figuras negras, y el exterior del estilo de figuras rojas. Existen varios casos de ánforas cuya cara anterior y posterior están decoradas en los dos estilos diferentes. Las más famosas son las obras del Pintor de Andócides, cuyas escenas de figuras negras se atribuyen a Lisípides. Los estudiosos están divididos sobre la cuestión de si estos pintores son la misma persona. Solo unos pocos pintores, por ejemplo el Pintor de Nicóxeno y el Pintor de Atenea, produjeron grandes cantidades de vasos utilizando ambas técnicas. Aunque la cerámica bilingüe fue bastante popular durante un corto periodo de tiempo, el estilo pasó de moda ya hacia el final del siglo.

#### Período tardío

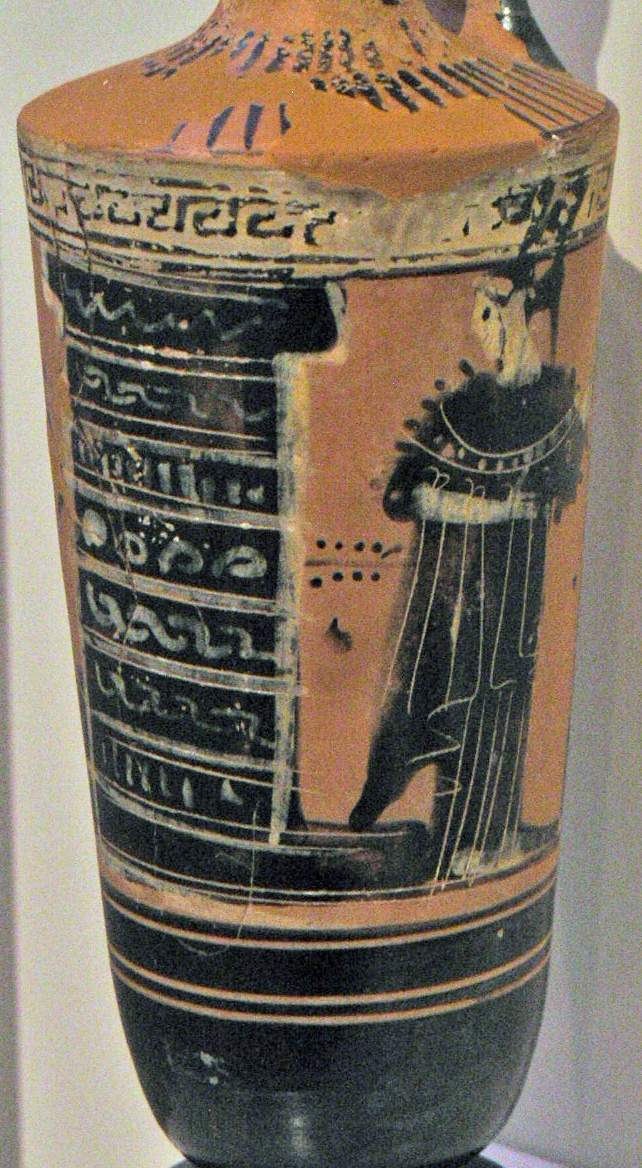
Atenea en un lécito del Pintor de Beldam, c., encontrado en Vari, expuesto el Museo Arqueológico Nacional de Atenas.

A principios del siglo V a. C. y hasta el 480 a. C. como máximo, todos los pintores de renombre utilizaban el estilo de figuras rojas. Sin embargo, se siguieron produciendo vasos con figuras negras durante unos 50 años más, y su calidad fue disminuyendo progresivamente. Los últimos pintores que produjeron imágenes de calidad aceptable en vasos grandes fueron el Pintor de Eucárides y el Pintor de Cleofrades. Solo los talleres que producían formas más pequeñas como olpes, enócoes, esquifos, ánforas de cuello pequeño y lécitos particulares utilizaron cada vez más el estilo antiguo. El Pintor de Fanilis utilizó la técnica de Six, entre otros métodos, y tanto el Pintor de Edimburgo como el de Gela decoraron los primeros lécitos cilíndricos. El primero realizó principalmente escenas desenfadadas, claras y sencillas, utilizando un estilo de figuras negras sobre fondo blanco. El fondo blanco de los vasos era bastante grueso y ya no se pintaba directamente sobre la base de arcilla, técnica que se convirtió en la norma para todos los vasos de fondo blanco. El Pintor de Safo se especializó en lécitos funerarios. El taller del Pintor de Haimon fue especialmente productivo; se conservan más de 600 de sus vasos. El Pintor de Atenea (que quizá sea la misma persona que el Pintor de Bowdoin, de figuras rojas) y el Pintor de Perseo siguieron decorando lécitos grandes y estándar. Las escenas del Pintor de Atenea siguen irradiando algo de la dignidad inherente a la obra del Grupo de Leagro. El Pintor de Maratón es conocido sobre todo por los lécitos funerarios encontrados en el túmulo de los atenienses muertos en la Batalla de Maratón en el año 490 a. C. El último pintor importante de lécitos, el Pintor de Beldam, trabajó desde alrededor del 470 hasta el 450 a. C. A excepción de las ánforas panatenaicas, el estilo de figuras negras llegó a su fin en el Ática en esta época.

#### Ánforas panatenaicas
Las ánforas panatenaicas constituyen una clase de ánforas autónoma: se trata de grandes vasijas, de sesenta a setenta centímetros de altura, típicas por la forma de su 'cuello', relativamente corto, y su 'vientre' ovoidal, que se entregaban como premio, llenas de aceite, a los vencedores de las competiciones panatenaicas que tenían lugar durante las fiestas en honor de la diosa Atenea.

La parte frontal llevaban una representación de la diosa, y la posterior mostraba la competición en que se había obtenido el triunfo (una carrera, un combate, etc.); pero la característica más singular de estos vasos es que, elaborados hasta finales del siglo IV a. C., mantuvieron siempre la técnica decorativa de las figuras negras, incluso cuando ya había caído en desuso.

### Laconia

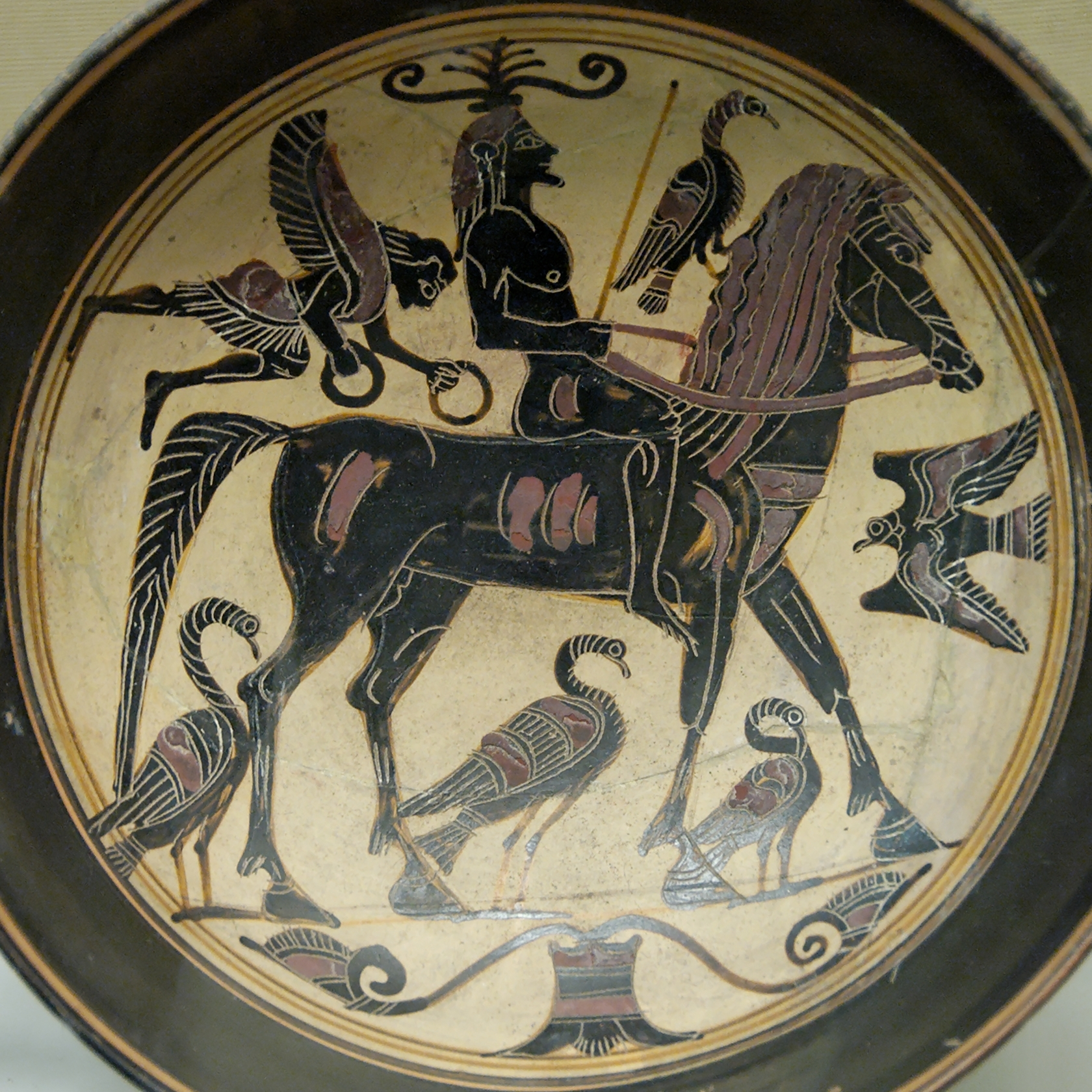
Jinete con un zarcillo que crece de su cabeza, bajo los pies del caballo el segundo segmento separado, tondo de un vaso con el nombre del Pintor de jinetes, c. 550- Museo Británico.

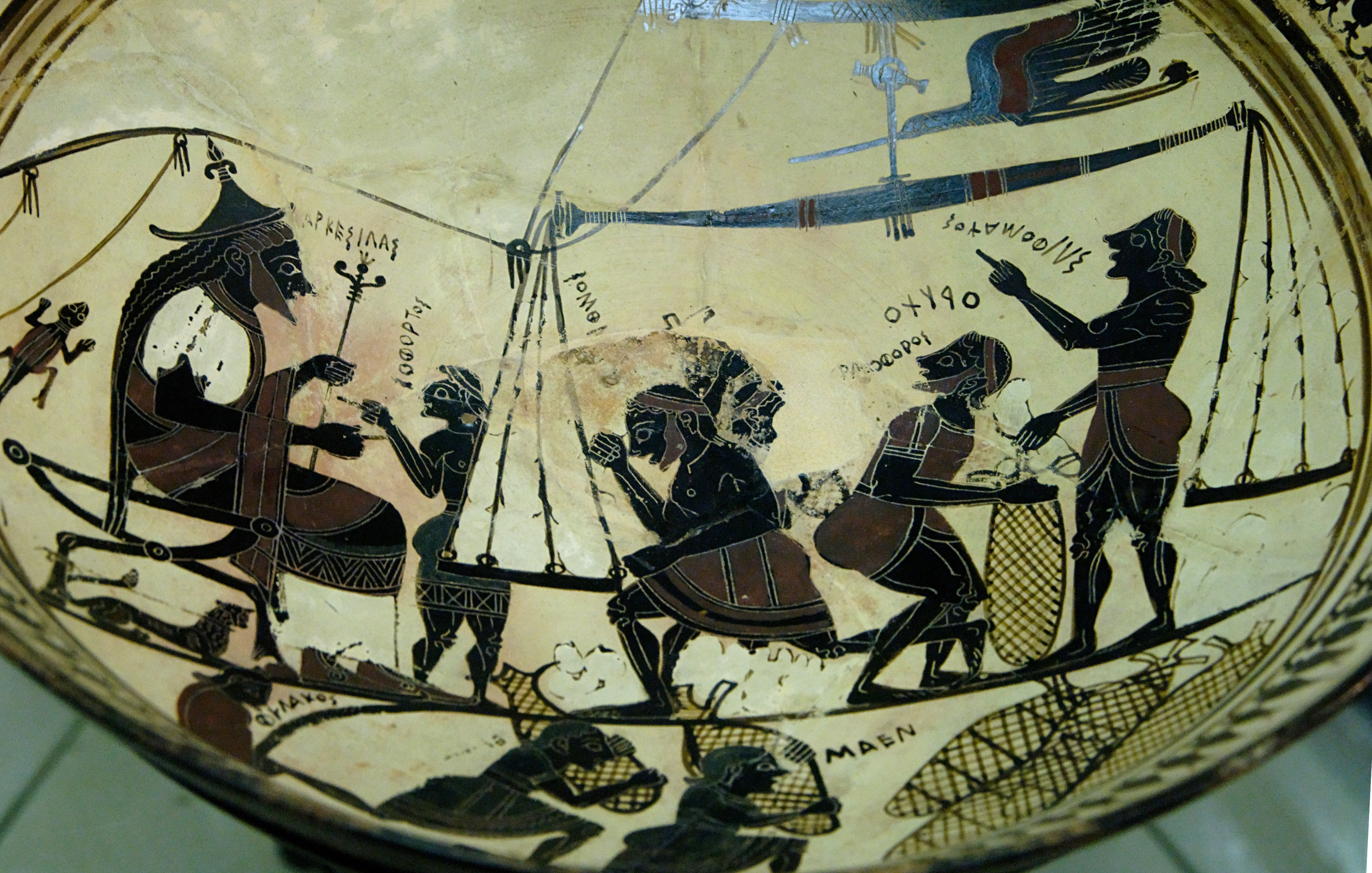
Arcesilao II de Cirene, observa a sus súbditos trabajando, en una copa del Pintor de Arcesilao c. 565-, encontrada en Vulci, expusta en el Cabinet des Médailles de París.

Ya en el siglo VII a. C. se producía cerámica pintada en Esparta, tanto para el consumo local como para la exportación. Las primeras piezas de calidad se produjeron hacia el 580 a. C. El apogeo de la cerámica de figuras negras se alcanzó entre el 575 y el 525 a. C, aproximadamente. Además de Esparta, los principales yacimientos descubiertos son las islas de Rodas y Samos, así como Tarento, las necrópolis etruscas y Cirene, que al principio se consideraba la fuente original de la cerámica. La calidad de los vasos es muy alta. La arcilla estaba bien macerada y se le daba un revestimiento de color crema. Se pintaban ánforas, hidrias, cráteras de columnas (llamadas krater lakonikos en la antigüedad), cráteras de volutas, cráteras calcídicas, lebes, aríbalos y la copa espartana, la lácaina. Pero la forma más frecuente de encontrar es la copa. En Laconia, la copa profunda solía colocarse sobre un pie alto; son raras las copas con pies bajos. El exterior suele estar decorado con adornos, generalmente festones de granadas, y la escena interior es bastante grande y contiene figuras. En Laconia, antes que en el resto de Grecia, el tondo se convirtió en el marco principal de las escenas de copas. La imagen principal también se dividió en dos segmentos en una fecha temprana, una escena principal y otra inferior más pequeña. Con frecuencia, el vaso solo estaba recubierto con un engobe brillante o decorado con unos pocos ornamentos. Las inscripciones son poco comunes, pero pueden aparecer como anotaciones de nombres. Las firmas son desconocidas tanto para los alfareros como para los pintores. Es probable que los artesanos laconios fueran pintores de cerámica periecos. Los rasgos característicos de la cerámica suelen coincidir con la moda de los pintores conocidos. También es posible que fueran alfareros emigrantes del este de Grecia, lo que explicaría la fuerte influencia griega oriental especialmente en el Pintor de las Boréadas.

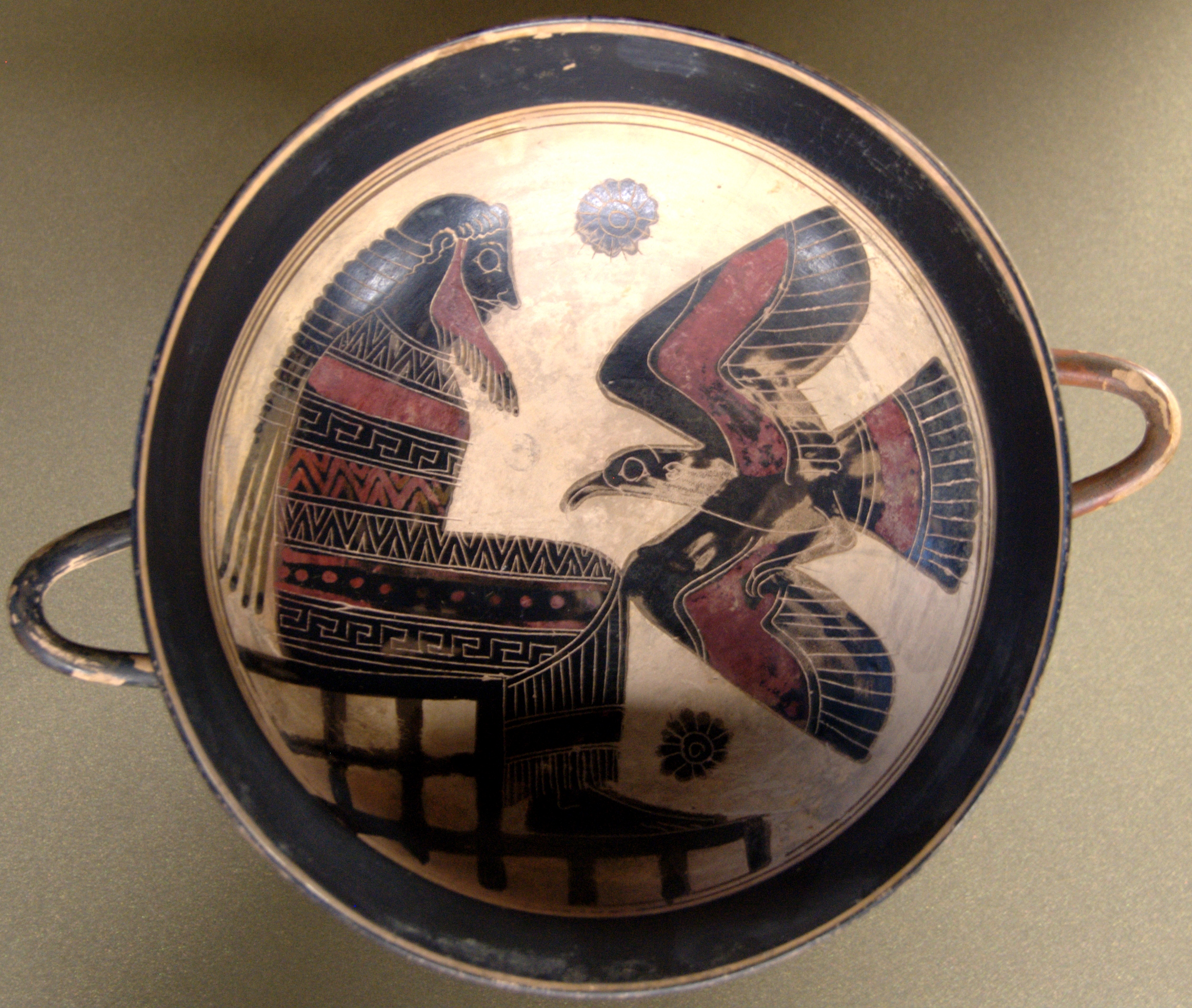
Zeus con un águila, tondo de copa del Pintor de Náucratis, c. Museo del Louvre.

Entre tanto, se pueden distinguir al menos ocho pintores de vasos. Cinco pintores, el Pintor de Arcesilao (565-555 a. C.), el Pintor de las Boréadas (575-565 a. C.), el Pintor de la caza, el Pintor de Náucratis (575-550 a. C.) y el Pintor del jinete (550-530) se consideran los representantes más importantes del estilo, mientras que los demás pintores se consideran artesanos de menor habilidad. Las imágenes suelen ser angulosas y rígidas, y contienen frisos de animales, escenas de la vida cotidiana, especialmente simposios, y muchos temas mitológicos. De estos últimos, Poseidón y Zeus son representados con especial frecuencia, pero también Heracles y sus doce trabajos, así como los ciclos de los reyes tebanos en la mitología griega|Troya. Especialmente en los primeros vasos, una gorgona hace muecas en un tondo de una copa. Una representación de la ninfa Cirene y un tondo con un jinete con un zarcillo enrollado que crece de su cabeza (vaso epónimo del Pintor del jinete) son excepcionales. También es importante una copa con una imagen de Arcesilao II de Cirene. La copa de Arcesilao proporcionó el nombre convenido del Pintor de Arcesilao. Es una de las raras representaciones en cerámica griega de acontecimientos o personas actuales. Los temas sugieren la influencia ática. Un púrpura rojizo era el color opaco principal. En la actualidad se conocen más de 360 vasos laconios, de los que casi un tercio, 116 piezas, se atribuyen al Pintor de Náucratis. La decadencia, en torno al año 550 a. C., de la pintura corintia de vasos de figuras negras, que tuvo una importante influencia en la pintura laconian, provocó una reducción masiva de la producción laconia de vasos de figuras negras, que llegó a su fin en torno al año 500 a. C. La cerámica estaba muy extendida, desde Marsella hasta la Grecia jónica. En Samos, la cerámica laconia es más común que la corintia debido a la estrecha alianza política con Esparta.

### Beocia

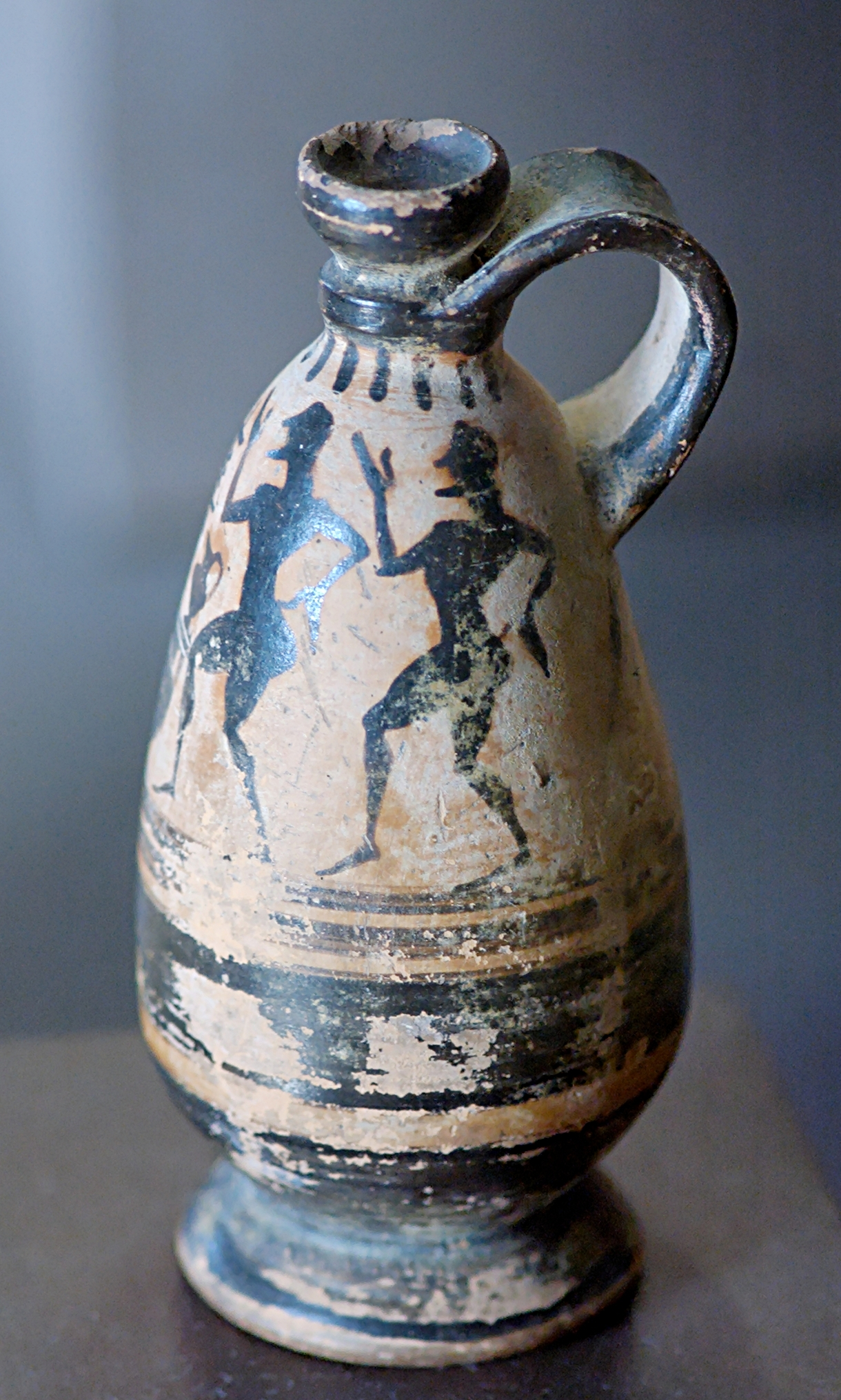
Escena de como en un lécito, c., encontrado en Beocia. Museo del Louvre.

Los vasos con figuras negras se produjeron en Beocia desde el siglo VI hasta el IV a. C. Ya a principios del siglo VI a. C. muchos pintores beocios utilizaban la técnica del contorno orientalizante. Después se orientaron estrechamente a la producción ática. Las distinciones y atribuciones a una de las dos regiones son a veces difíciles y los vasos también pueden confundirse con la cerámica corintia. Los vasos áticos y corintios de baja calidad se consideran a menudo obras beocias. A menudo, los vasos beocios de calidad se consideran áticos y los vasos áticos de mala calidad se consideran falsamente beocios. Probablemente hubo un intercambio de artesanos con el Ática. Al menos en un caso es seguro que un alfarero ático emigró a Beocia (el Pintor del pájaro-caballo, y posiblemente también el Pintor de Tocra, y entre los alfareros ciertamente Tisias el ateniense). Los temas más importantes son los frisos de animales, los simposios y las escenas de comos. Las escenas mitológicas son raras, y cuando están presentes suelen mostrar a Heracles o Teseo. Desde finales del siglo VI hasta el siglo V a. C. predomina el estilo silueta. Se pintaron sobre todo cántaros, lécanes, kílices, platos y jarras. Al igual que en Atenas, hay inscripciones kalós. Los alfareros beocios gustaban especialmente de producir vasos moldeados, así como cántaross con añadidos esculpidos y píxides con trípodes. Las formas de lécanes, copas y ánforas de cuello también fueron tomadas de Atenas. El estilo pictórico es a menudo humorístico, y hay una preferencia por las escenas de comos y sátiros.

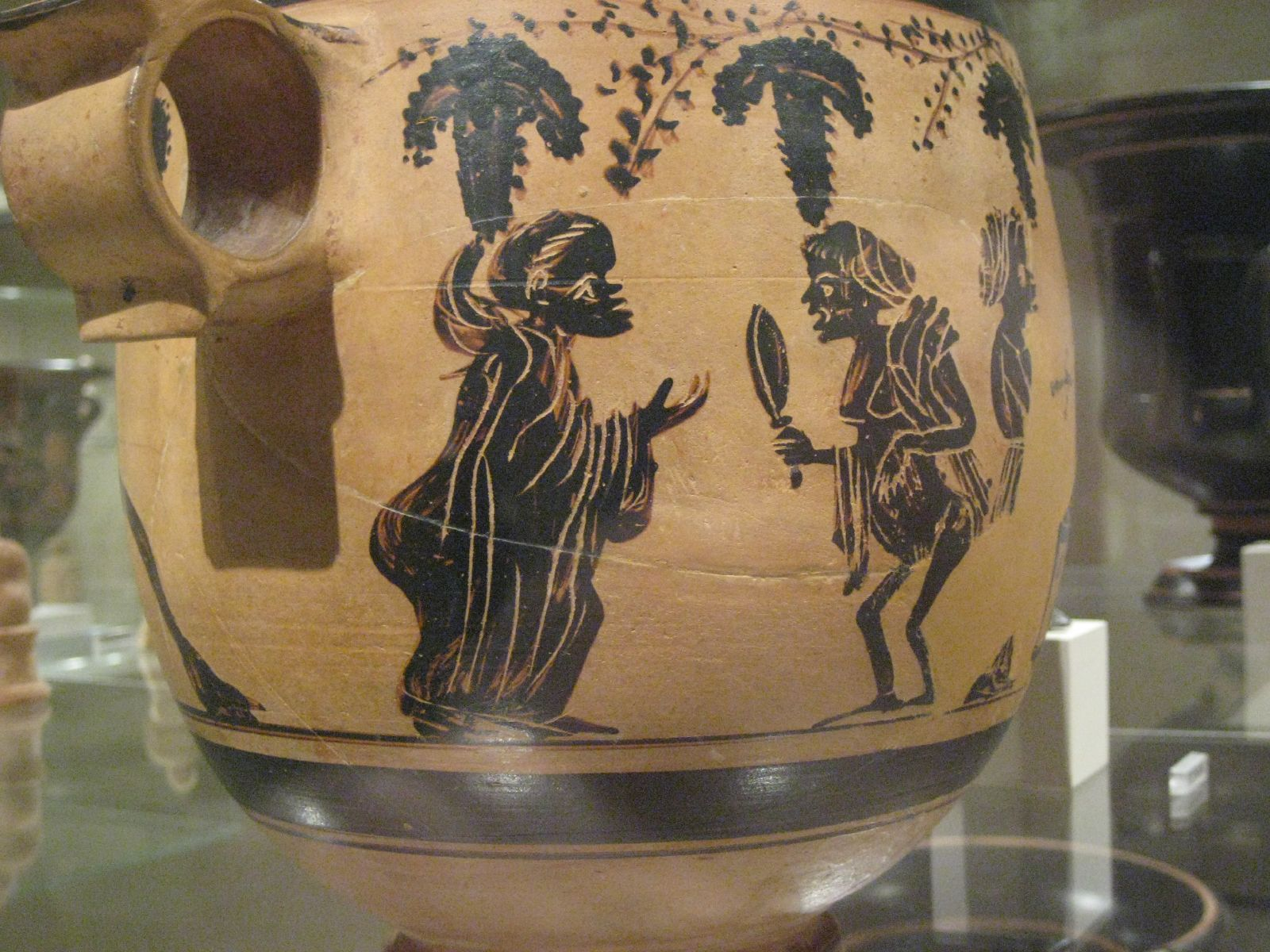
Juicio de Paris en un esquifo del Grupo de Cabiria (Grupo de zarcillos), mediados del Museo Metropolitano de Arte, Nueva York.

Entre el 425 y el 350 a. C., los vasos cabíricos fueron el principal estilo de figuras negras en Beocia. En la mayoría de los casos se trataba de una forma híbrida entre un cántaros y un esquifo con un cuenco profundo y asas anulares verticales, pero también había lebes, copas y píxides. Reciben su nombre del lugar principal donde se encontraron, el Santuario de los Cabirios, cerca de Tebas. Las escenas, generalmente pintadas en una sola cara del vaso, representan el culto local. Los vasos caricaturizan los acontecimientos mitológicos de forma humorística y exagerada. A veces se muestran escenas de comos, que presumiblemente estaban relacionadas directamente con el culto.

### Eubea

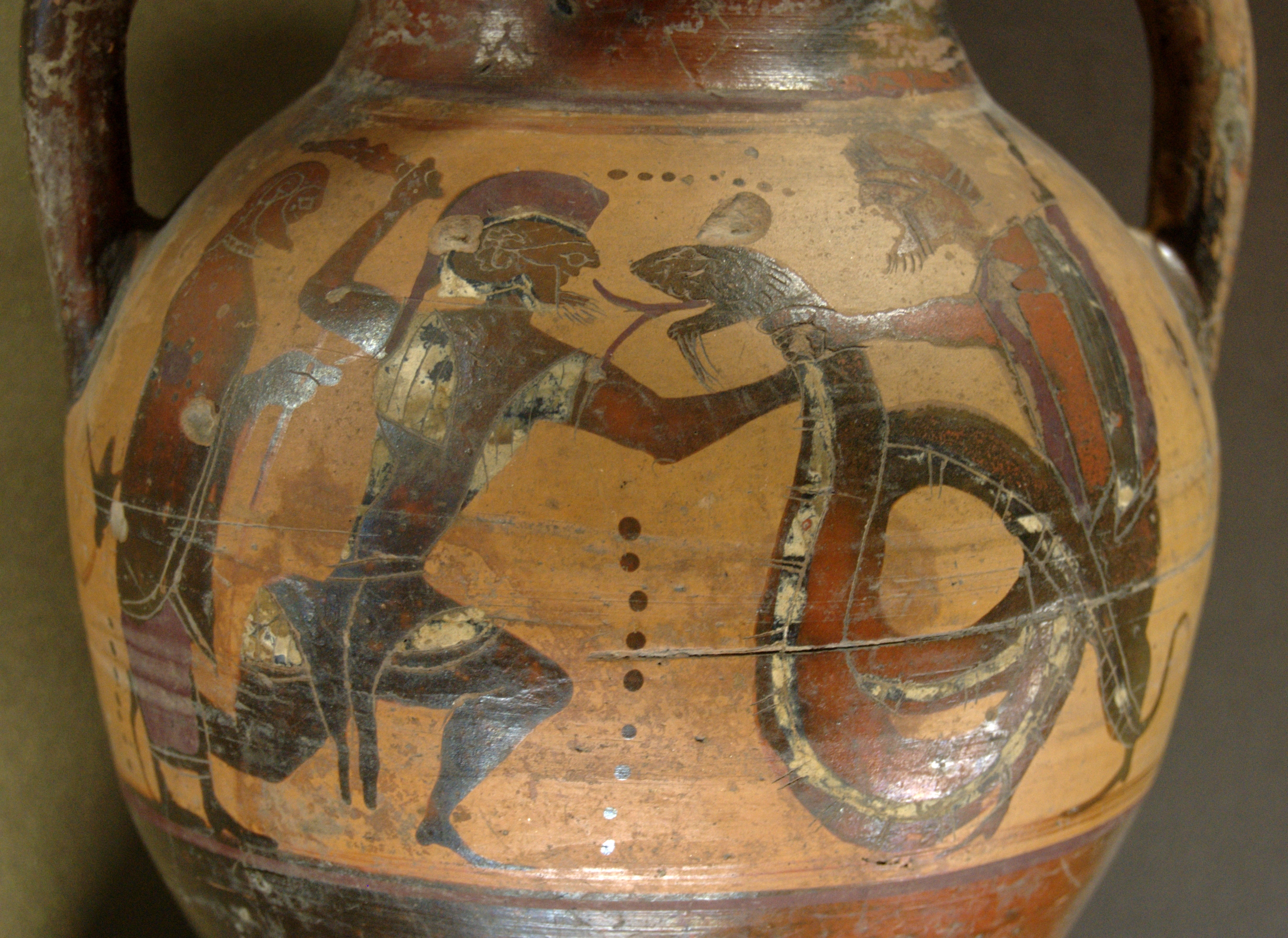
Cadmo y el dragón en un ánfora ventruda, c. 560- Museo del Louvre.

La pintura de vasos de figuras negras en Eubea también recibió la influencia de Corinto y, sobre todo, del Ática. No siempre es fácil distinguir estas obras de los vasos áticos. Los estudiosos suponen que la mayor parte de la cerámica se produjo en Eretria. Principalmente se pintaron ánforas, lécitos, hidrias y platos. Las ánforas de gran formato solían estar decoradas con escenas mitológicas, como las aventuras de Heracles o el Juicio de Paris. Las ánforas grandes, derivadas de las formas del siglo VII a. C., tienen labios afilados y suelen tener escenas relacionadas con las bodas. Al parecer, se trata de vasos funerarios producidos para niños que murieron antes de poder casarse. El empleo moderado de la incisión y el uso regular del blanco opaco para los ornamentos florales eran características típicas de la cerámica de figuras negras de Eretria. Además de las escenas que reflejan los modelos áticos, también había escenas más salvajes como la violación de un ciervo por un sátiro o Heracles con centauros y demonios. Los vasos de la Clase del delfín se consideraban anteriormente áticos, pero aen la actualidad se consideran eubeos. Sin embargo, su arcilla no coincide con ninguna fuente eretria conocida. Quizás las piezas se produjeron en Calcis.
El origen de algunos estilos regionales de figuras negras es discutido. Por ejemplo, la pintura de cerámica calcídica se asoció en su día a Eubea; se considera más probable la producción en Italia.

### Cerámica greco-oriental
En casi ninguna otra región de Grecia las fronteras entre los estilos orientalizante y de figuras negras son tan inciertas como en el caso de los vasos de Grecia oriental. Hasta el año 600 a. C., aproximadamente, solo se utilizaban dibujos de contorno y espacios vacíos. Luego, durante la última fase del estilo orientalizante, empezaron a aparecer los dibujos incisos, técnica que procedía del norte de Jonia. El estilo de friso de animales que había predominado anteriormente era ciertamente decorativo, pero ofrecía pocas oportunidades para un mayor desarrollo técnico y artístico. Surgieron estilos regionales, especialmente en Jonia.

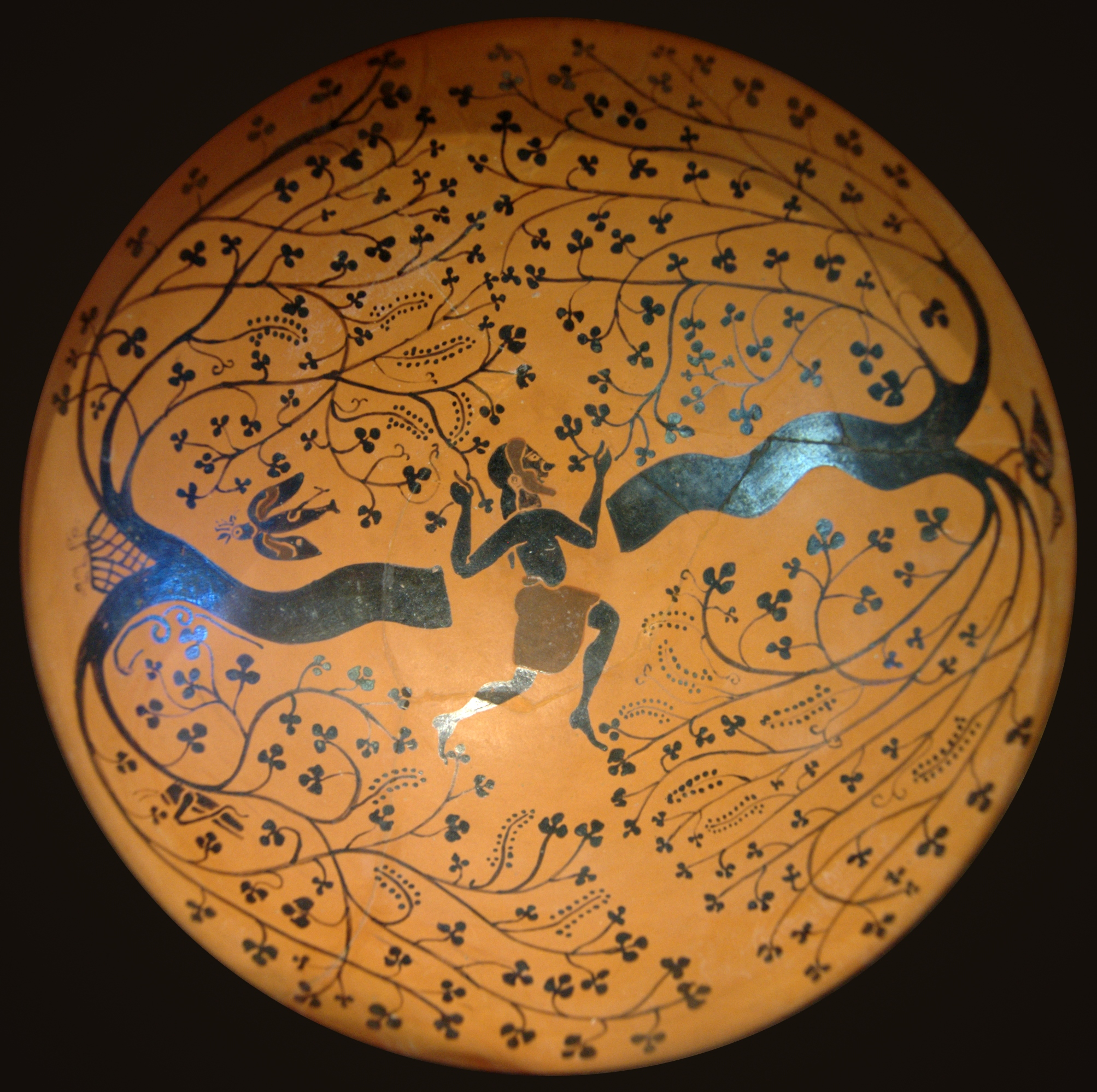

Hacia el final del estilo de la cabra salvaje, los artistas del norte de Jonia imitaron -más bien mal- los modelos corintios. Pero ya en el siglo VII a. C. se producían vasos de gran calidad en Jonia. Desde aproximadamente el año 600 a. C., el estilo de figuras negras se utilizó en su totalidad o en parte para decorar vasos. Además de los estilos regionales que se desarrollaron en Clazómenas, Éfeso, Mileto, Quíos y Samos, en el norte de Jonia se produjeron especialmente estilos que no se pueden localizar con precisión. Los frascos de aceite que seguían el modelo lidio (lidiones) eran comunes, pero la mayoría de ellos estaban decorados solo con rayas. También hay escenas originales, por ejemplo un escita con un camello bactriano, o un sátiro y un carnero. Para algunos estilos la atribución es controvertida. Así, el Grupo de Northampton muestra una fuerte influencia jónica, pero la producción se llevó a cabo probablemente en Italia, tal vez por inmigrantes de Jonia.

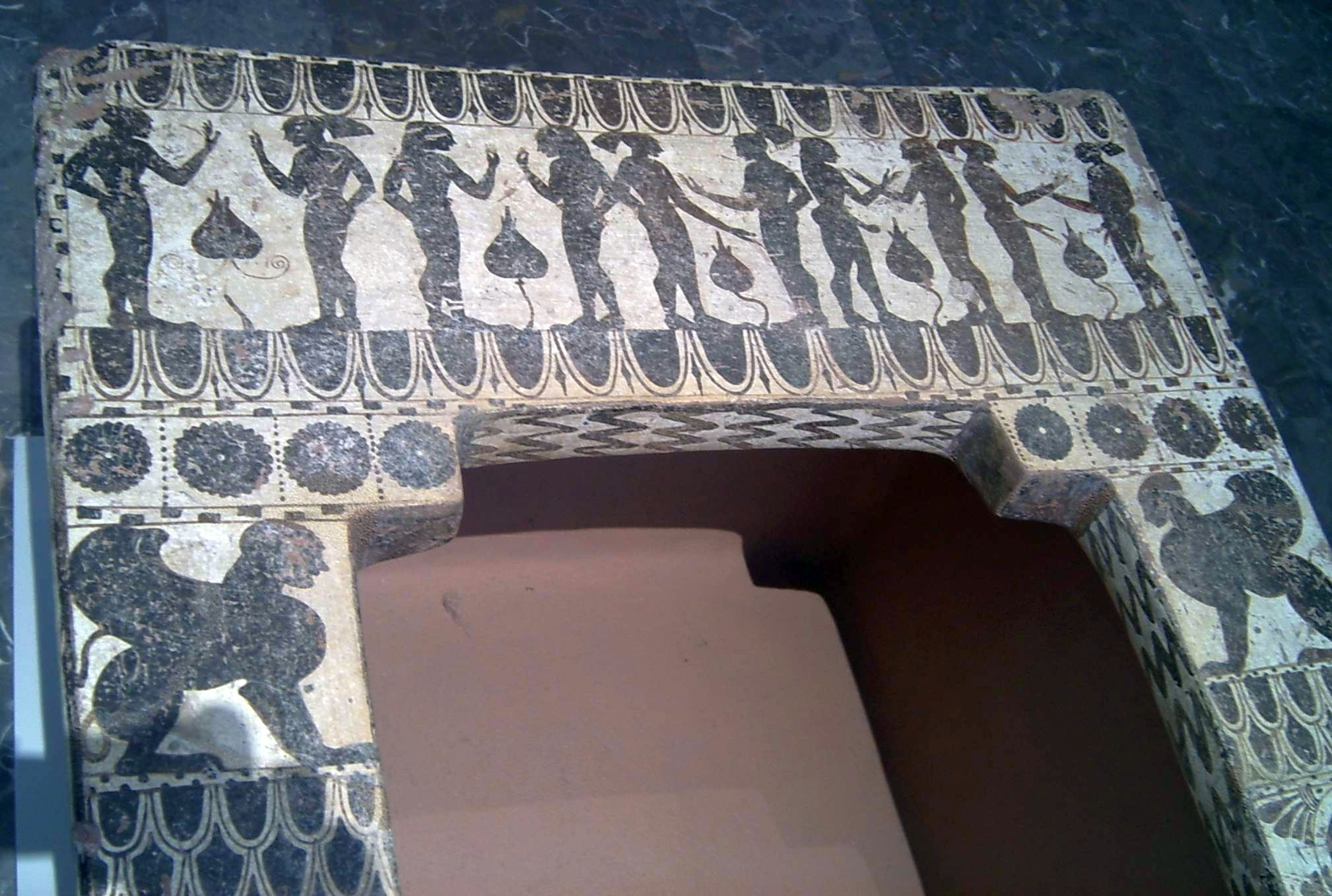
Cabeza de un sarcófago de Clazómenas que representa una escena homoerótica con jóvenes nobles, c. 515-, actualmente en la Colección de Antigüedades Clásicas de Berlín, Altes Museum.

En Clazómenas se pintaron principalmente ánforas e hidrias a mediados del siglo VI a. C., así como cuencos profundos con figuras planas de aspecto angular. Las vasijas no son muy elegantes en su elaboración. A menudo se representaban mujeres y animales bailando. Los principales talleres fueron los del Pintor de Tubinga, el Pintor de Petrie y el Grupo de Urla. La mayoría de los vasos se encontraron en Náucratis y en Tell Defenneh, que fue abandonada en el año 525 a. C. Su origen fue inicialmente incierto, pero Robert Zahn identificó la fuente por comparación con las imágenes de los sarcófagos de Clazómenas. La cerámica estaba a menudo decorada con máscaras femeninas esculpidas. Las escenas mitológicas eran raras; eran populares los adornos de escamas de pescado, las hileras de puntos blancos y las mujeres bailarinas de aspecto rígido. La representación de un heraldo frente a un rey y una reina es única. En general, los hombres se caracterizaban por sus grandes barbas en forma de pala. A partir del año 600 a. C. y hasta el 520 a. C. aproximadamente, se produjeron copas de roseta, sucesoras de las copas de pájaro de Grecia oriental, probablemente en Clazómenas.
La cerámica samia apareció por primera vez hacia el 560-550 a. C. con formas adoptadas del Ática. Se trata de vasos y cántaros con formas faciales. La pintura es precisa y decorativa. Samos, junto con Mileto y Rodas, fue uno de los principales centros de producción de vasos del estilo de la cabra calvaje.
La pintura de vasos rodios se conoce principalmente por los platos rodios. En ellos se utilizaba una técnica de policromía con muchos detalles incisos como en la pintura de figuras negras. Entre el 560 y el 530 a. C. fueron comunes las situlas, inspiradas en modelos egipcios. En ellas se muestran tanto temas griegos, como Tifón, como temas del antiguo Egipto, como los jeroglíficos egipcios y las disciplinas deportivas egipcias.

### Italia incluyendo Etruria

#### Hidrias ceretanas

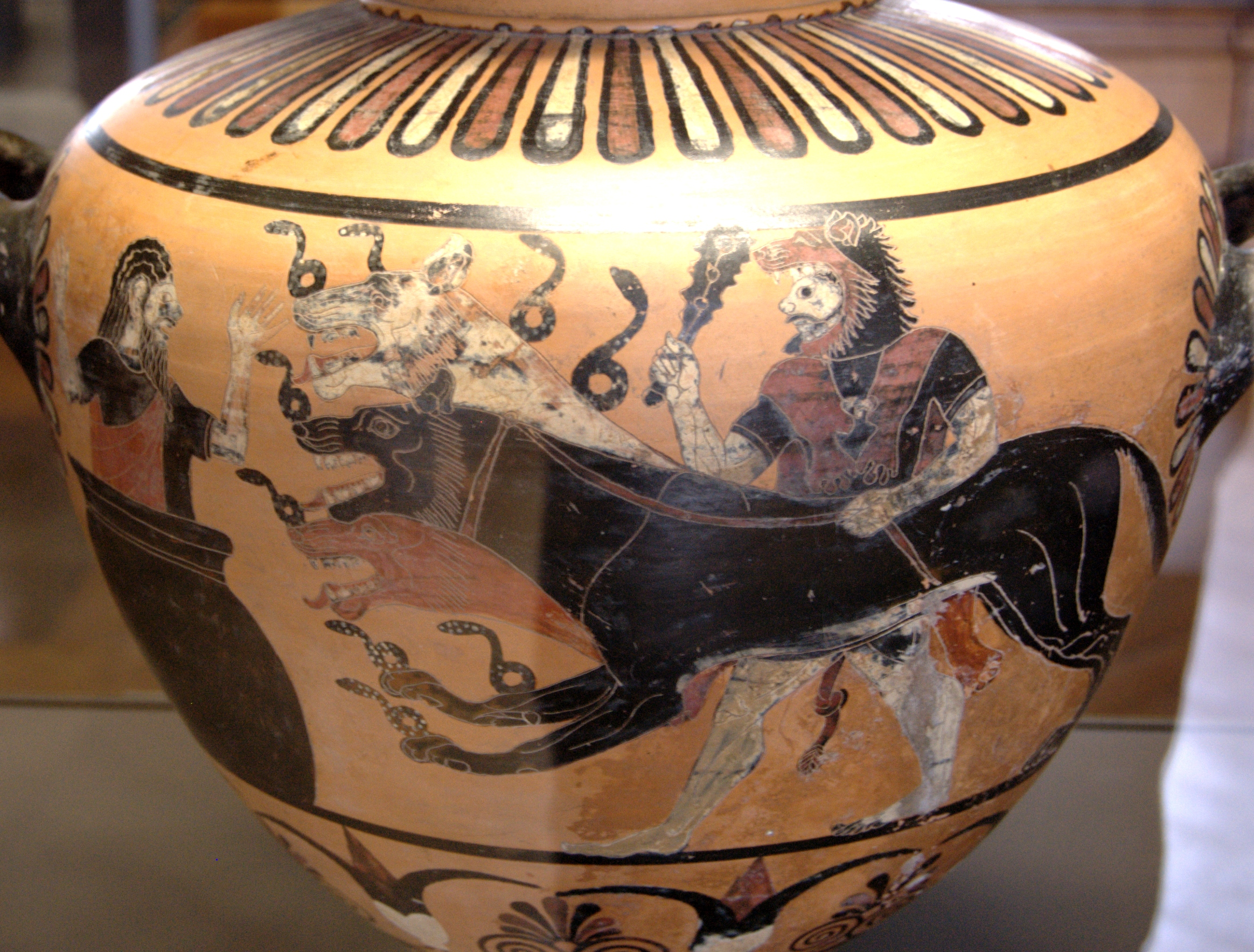
Heracles, Cerbero y Euristeo en una hidria del Pintor del águila, c. Museo del Louvre.

Hidria ceretana es el nombre utilizado para un estilo especialmente colorido de pintura de vasos de figuras negras. El origen de estos vasos es discutido en la literatura. Basándose en una evaluación de la pintura, los vasos fueron considerados durante mucho tiempo como etruscos o corintios, pero en los últimos años predomina la opinión de que los productores fueron dos pintores de cerámica que emigraron desde el este de Grecia a Caere (la actual Cerveteri). (la actual Cerveteri) en Etruria. Las inscripciones en griego jónico apoyan la teoría de la emigración. El taller solo existió durante una generación. En la actualidad se conocen unos 40 vasos producidos por los dos maestros artesanos en este estilo. Todos son hydrias, excepto un alabastrón. Ninguno se ha encontrado fuera de Etruria; la mayoría procedía de Caere, de ahí su nombre. Los vasos están datados aproximadamente entre el 530 y el 510/500 a. C. A las hidrias ceretanas les siguen estilísticamente las ánforas de cuello decoradas con rayas.

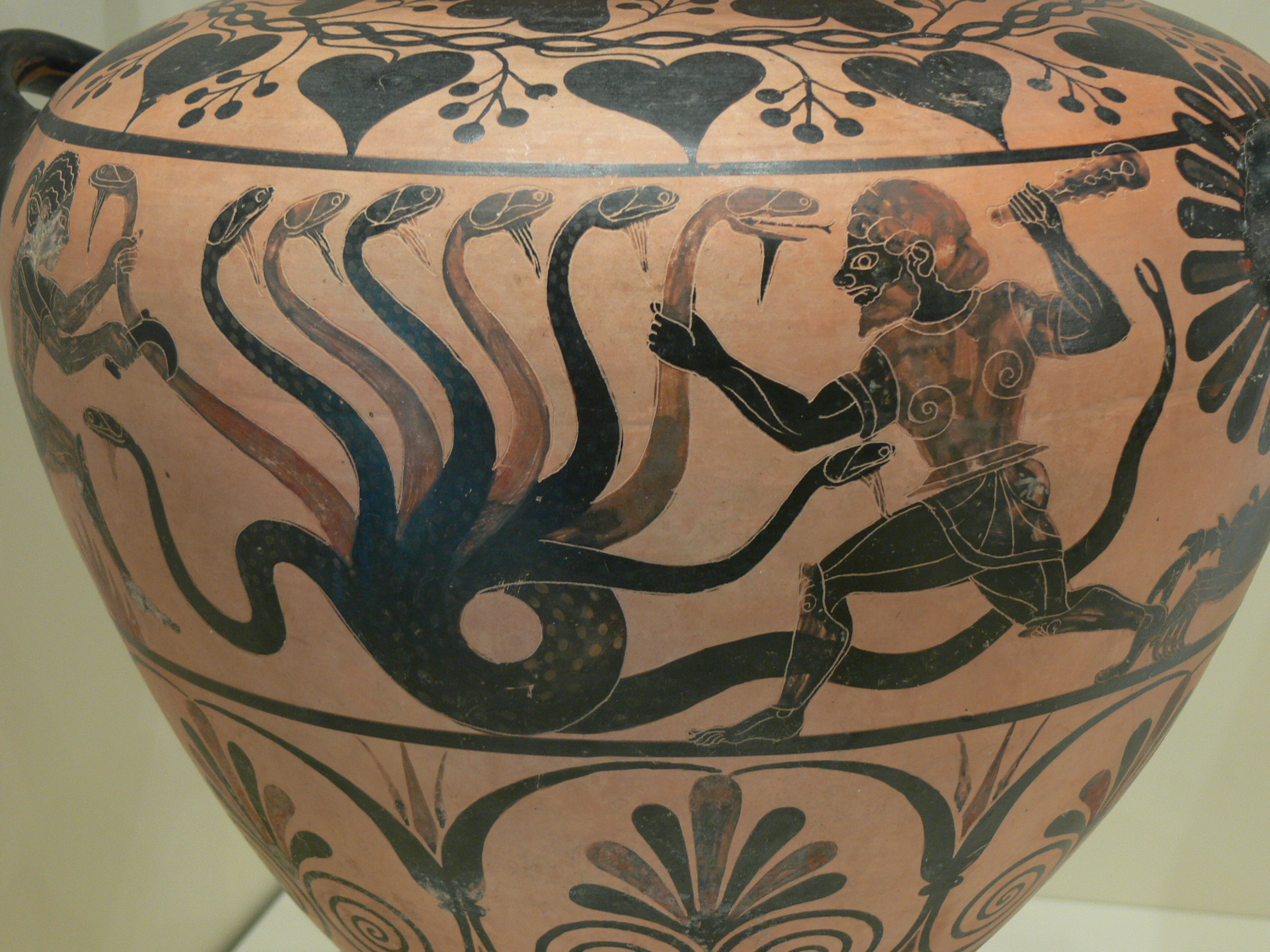
Heracles luchando contra la Hidra de Lerna de en una hidria del Pintor del Águila, c. Villa Getty, Malibú, California.

Estos vasos, técnicamente bastante inferiores, tienen una altura de entre 40 y 45 cm. Los cuerpos de estos vasos tienen cuellos altos y muy prominentes, hombros anchos y pies anulares bajos en forma de cálices invertidos. Muchas de los hidrias están deformadas o muestran una cocción defectuosa. Las imágenes pintadas se encuentran en cuatro zonas: una zona de hombros, una zona de panza con figuras y otra con adornos, y una sección inferior. Todas, excepto la zona de la panza con figuras, están decoradas con adornos. Solo hay un caso en el que los dos frisos de la panza tienen figuras. Sus múltiples colores los distinguen de todos los demás estilos de figuras negras. El estilo recuerda a la pintura de vasos jónicos y a las tablillas de madera pintadas multicolores encontradas en Egipto. Los hombres aparecen con la piel roja, negra o blanca. Las mujeres se representan casi siempre con un color blanco opaco. Tanto los contornos como los detalles están incisos, como es típico del estilo de figuras negras. Las superficies de engobe negro brillante se cubren a menudo con un engobe adicional de color, de modo que el engobe negro que se hace visible donde hay rayado suministra las diversas formas con detalles internos. En la parte delantera las imágenes siempre están llenas de acción, en la parte trasera son comunes los diseños heráldicos. Los ornamentos son un componente importante de las hidrias; no son subsidiarios de otros motivos. Para pintar los ornamentos se utilizaban plantillas; no están incisos.
El Pintor de Busiris y el Pintor del águila son nombrados como pintores. Este último se considera el principal representante de este estilo. Se interesaban especialmente por los temas mitológicos, que solían revelar una influencia oriental. En el vaso epónimo del Pintor de Busiris, Heracles pisotea al mítico faraón egipcio Busiris. Heracles aparece con frecuencia en otros vasos, y también existen escenas de la vida cotidiana. También hay escenas poco comunes, como Ceto acompañado de una foca blanca.

#### Vasos pónticos

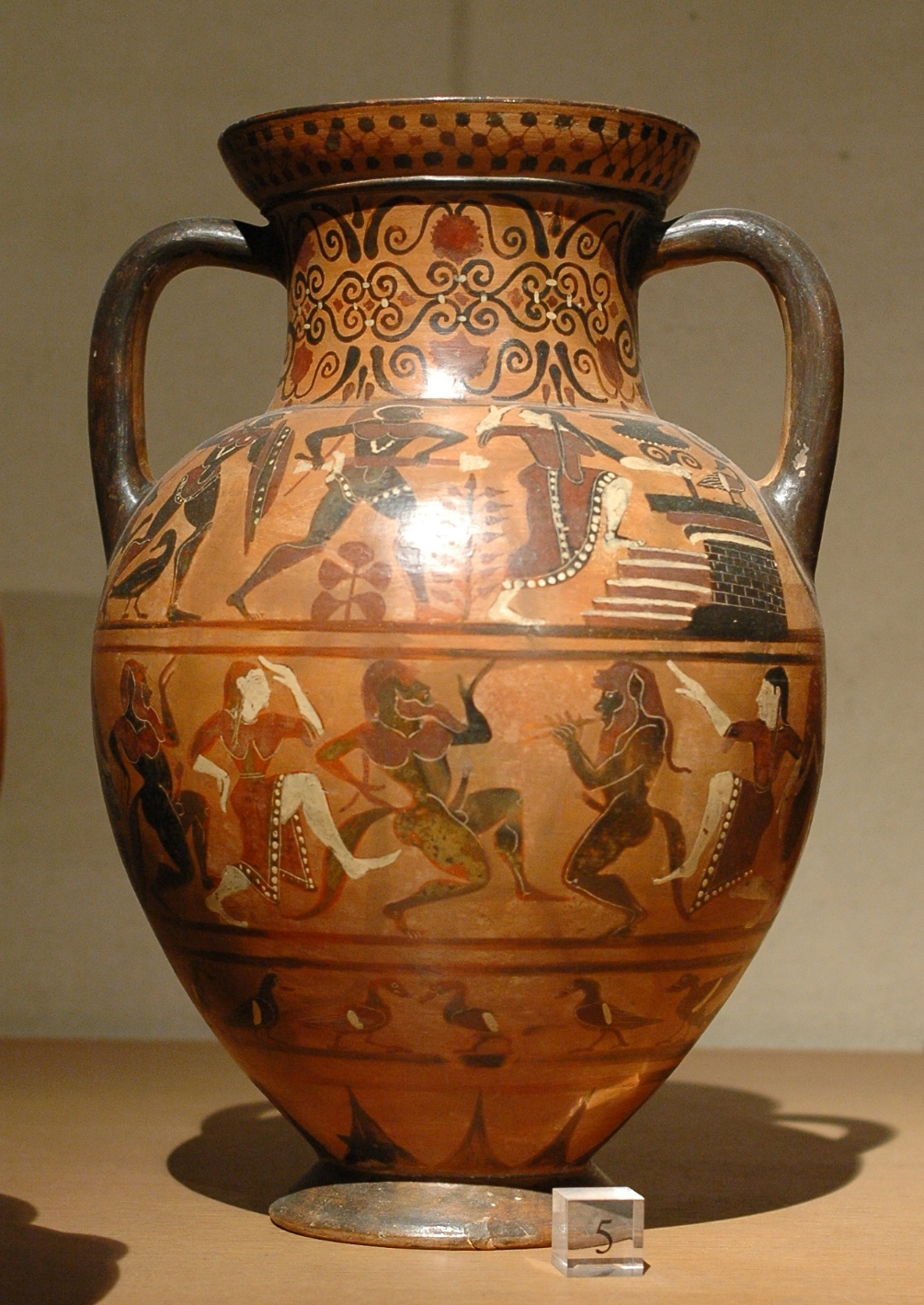
Diomedes y Políxena, ánfora póntica del Pintor del sileno, c. 540-, encontrada en Vulci. Museo del Louvre.

Los vasos pónticos también están estrechamente relacionados estilísticamente con la pintura de cerámica greco-jónica. También en este caso se supone que fueron producidos en talleres etruscos por artesanos que emigraron de Jonia. Los vasos obtuvieron su nombre engañoso de la representación en un vaso de arqueros que se cree que eran escitas, que vivían en el Mar Negro (Ponto Euxino). La mayoría de los vasos se encontraron en tumbas de Vulci, y un número importante también en Cerveteri. La forma tipo era un ánfora de cuello con una forma especialmente esbelta, muy parecida a las ánforas tirrenas. Otras formas eran los enócoes con asas en espiral, los dinos, los cíatos, los platos, los vasos con bases altas y, con menor frecuencia, los cántaros y otras formas. El adorno de los vasos pónticos es siempre similar. En general, hay una decoración ornamental en el cuello, luego figuras en el hombro, seguidas de otra banda de adornos, un friso de animales y, finalmente, un anillo de rayos. El pie, el cuello y las asas son de color negro. La importancia de los ornamentos es notable, aunque a menudo están formados de forma bastante descuidada; algunos vasos están decorados solo con ornamentos. La arcilla de estos vasos es de color rojo amarillento; la barbotina que cubre los vasos es de color negro o rojo pardo, de gran calidad y con un brillo metálico. Los colores rojo y blanco opaco se utilizan generosamente para las figuras y los adornos. Los animales suelen estar decorados con una franja blanca en el vientre. Los estudiosos han identificado seis talleres hasta la fecha. Se considera que el más antiguo y mejor es el del Pintor de París. Muestra figuras mitológicas, entre ellas un Heracles imberbe, como era habitual en la Grecia oriental. Ocasionalmente hay escenas que no forman parte de la mitología griega, como la de Heracles luchando contra Juno Sospita ("la salvadora") del Pintor de París, o la de un demonio lobo del Pintor de Ticio. También hay escenas de la vida cotidiana, escenas de comos y jinetes. Los vasos están fechados entre el 550 y el 500 a. C., y se conocen unos 200.

#### Etruria

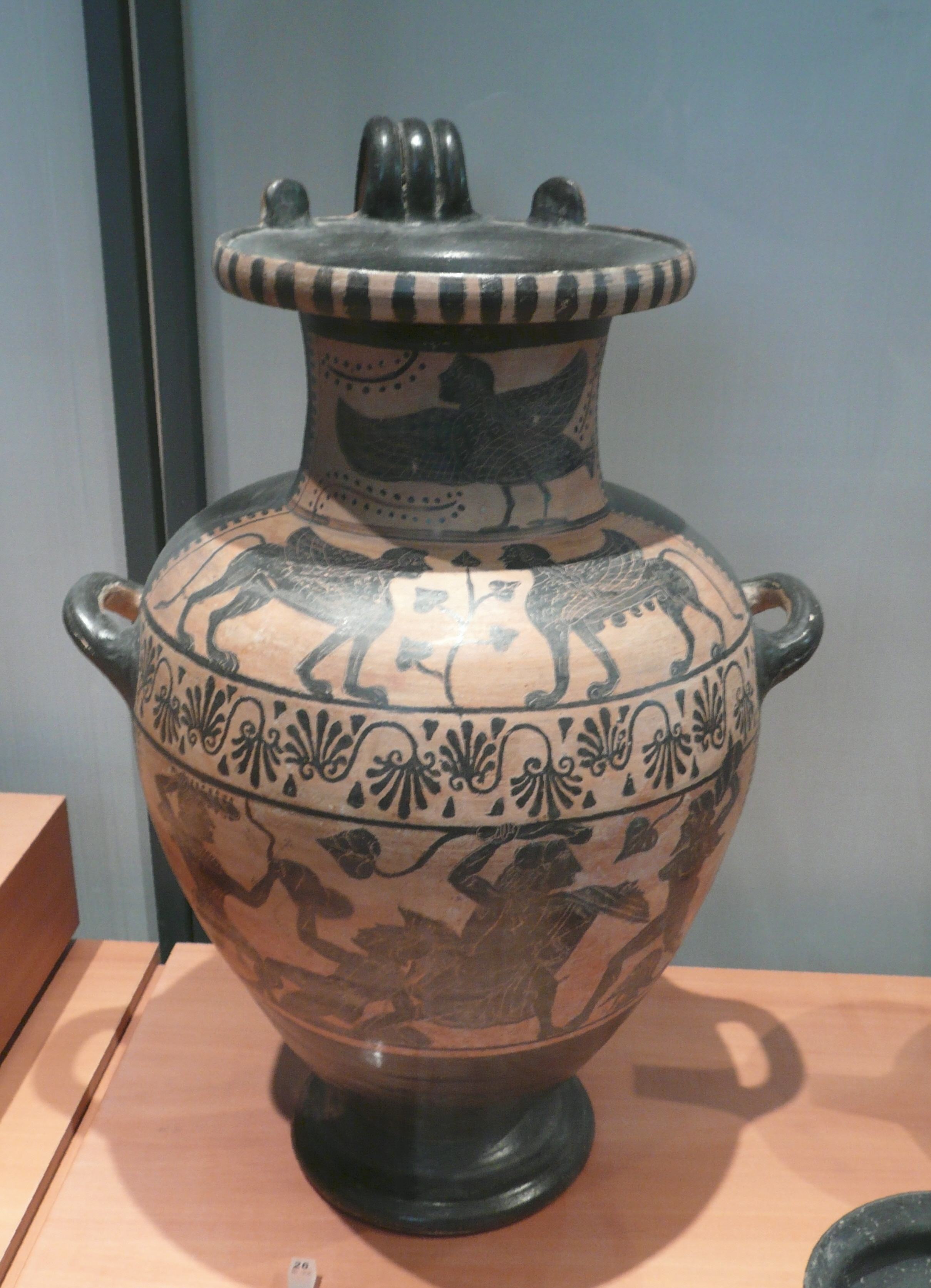
Hidria etrusca de figuras negras.

Los vasos etruscos producidos localmente datan probablemente del siglo VII a. C. Al principio, se asemejan a los modelos de figuras negras de Corinto y Grecia oriental. Se supone que en la primera fase los productores fueron principalmente inmigrantes griegos. El primer estilo importante fue la pintura de cerámica póntica. Después, en el periodo comprendido entre el 530 y el 500 a. C., le siguió el Pintor de Micali y su taller. En esta época, los artistas etruscos tendían a seguir los modelos áticos y producían principalmente ánforas, hidrias y jarras. Suelen tener escenas de comos y simposios y frisos de animales. Las escenas mitológicas son menos frecuentes, pero su producción es muy cuidada. El estilo de figuras negras terminó hacia el 480 a. C. Hacia el final se desarrolló un estilo manierista, y a veces una técnica de silueta bastante descuidada.

#### Cerámica calcidea

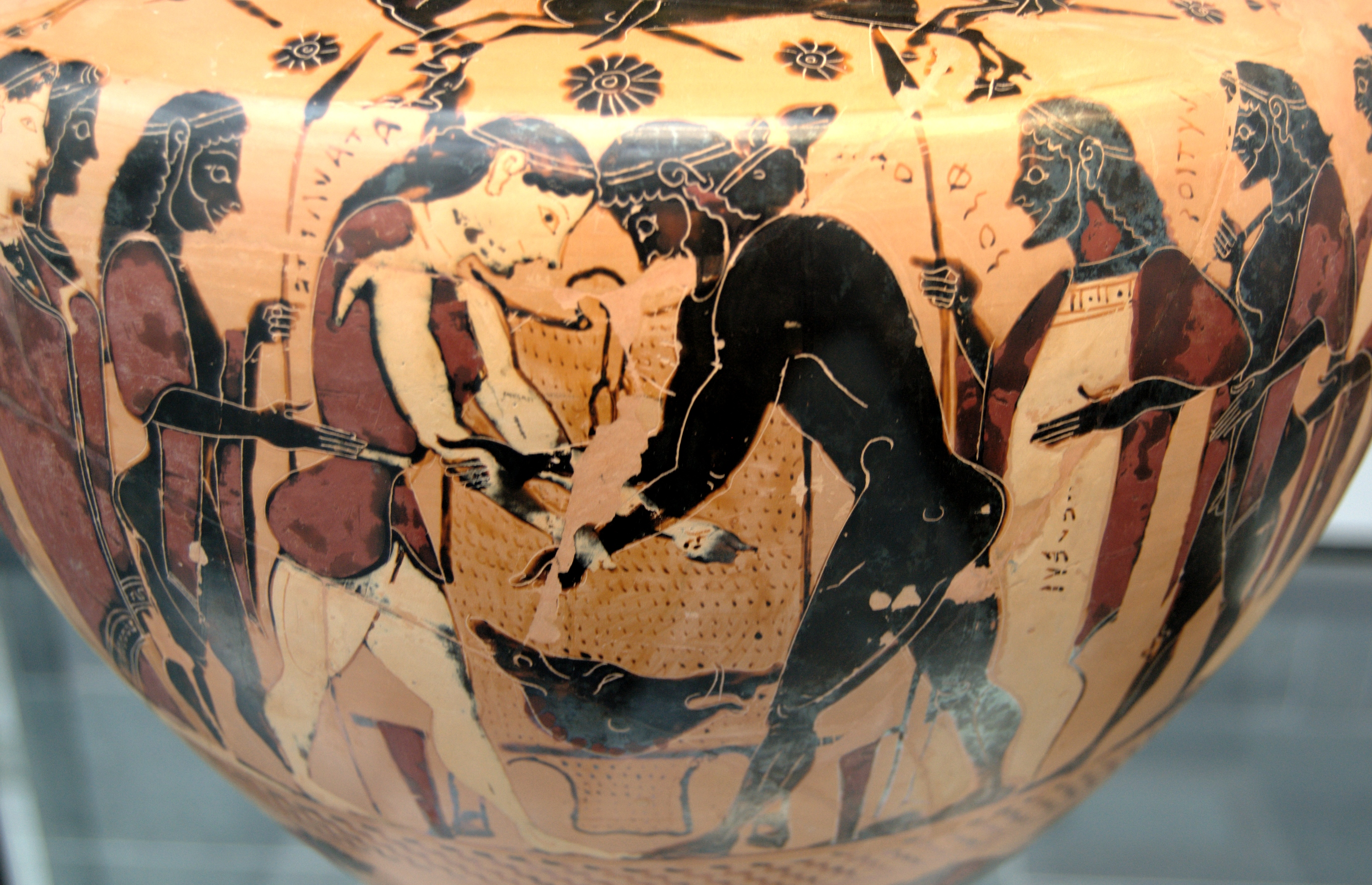
Lucha entre Peleo y Atalanta durante los juegos fúnebres por el rey Pelias, hidria del Pintor de las inscripciones, c., conservada en las Staatliche Antikensammlungen de Múnich.

La pintura de vasos calcídicos recibió su nombre de las inscripciones mitológicas que a veces aparecían en escritura calcidea. Por este motivo, en un principio se sospechó que el origen de la cerámica era Eubea. Actualmente se supone que la cerámica fue producida en Regio, quizás también en Caere, pero la cuestión aún no se ha determinado definitivamente. La pintura de los vasos calcideos estaba influenciada por la pintura ática, corintia y, sobre todo, jónica. Los vasos se encontraron principalmente en localidades italianas como Caeri, Vulci y Regio, pero también en otros lugares del Mediterráneo occidental.

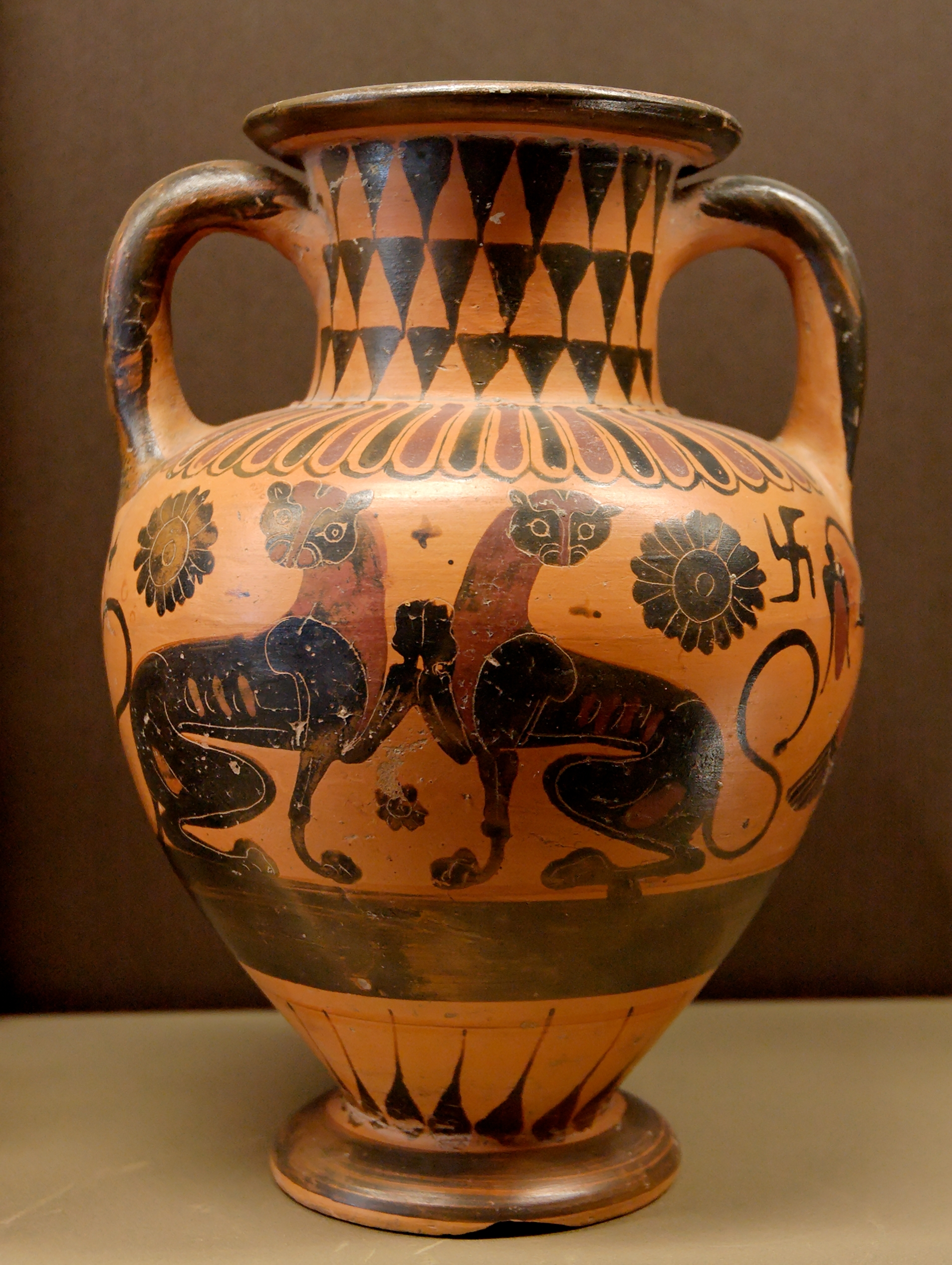
Animales en la parte trasera de un ánfora de cuello del Grupo de ánforas de Leipzig, c. 560-, encontrada en Reggio de Calabria, expuesta en el Museo del Louvre.

La producción de vasoes calcideos comenzó repentinamente alrededor del año 560 a. C. Hasta la fecha, no se ha identificado ningún precursor. Al cabo de 50 años, hacia el 510 a. C., ya se había terminado. Se han conservado unos 600 vasos y hasta ahora se han identificado 15 pintores o grupos de pintores. Estos vasos se caracterizan por un trabajo de cerámica de gran calidad. El engobe brillante que los recubre suele ser de color negro intenso tras la cocción. La arcilla tiene un color anaranjado. Los colores opacos rojo y blanco se utilizaban generosamente en la pintura, al igual que el rayado para realizar los detalles interiores. La forma tipo es el ánfora de cuello, que representa una cuarta parte de todos los vasos conocidos, pero también hay copas de ojos, enócoes e hidrias; otros tipos de vasos son menos comunes. Las lécanes y los vasos de estilo etrusco son excepciones. Los vasos son económicos y de construcción rigurosa. El "pie de vaso calcideo" es una característica típica. A veces se copia en vasos áticos de figuras negras, y con menos frecuencia en vasos de figuras rojas.
El más importante de los artistas conocidos de la antigua generación es el Pintor de las inscripciones, y de los representantes más jóvenes, el Pintor de Fineo. El primero es presumiblemente el creador del estilo; unos 170 de los vasos que se conservan se atribuyen al muy productivo taller de este último. Probablemente sea también el último representante de este estilo. Las imágenes suelen ser más decorativas que narrativas. Aparecen jinetes, frisos de animales, imágenes heráldicas o grupos de personas. Una gran cruz de loto-palmeta suele formar parte de la imagen. Las escenas mitológicas son escasas, pero cuando aparecen son en general de una calidad excepcional.

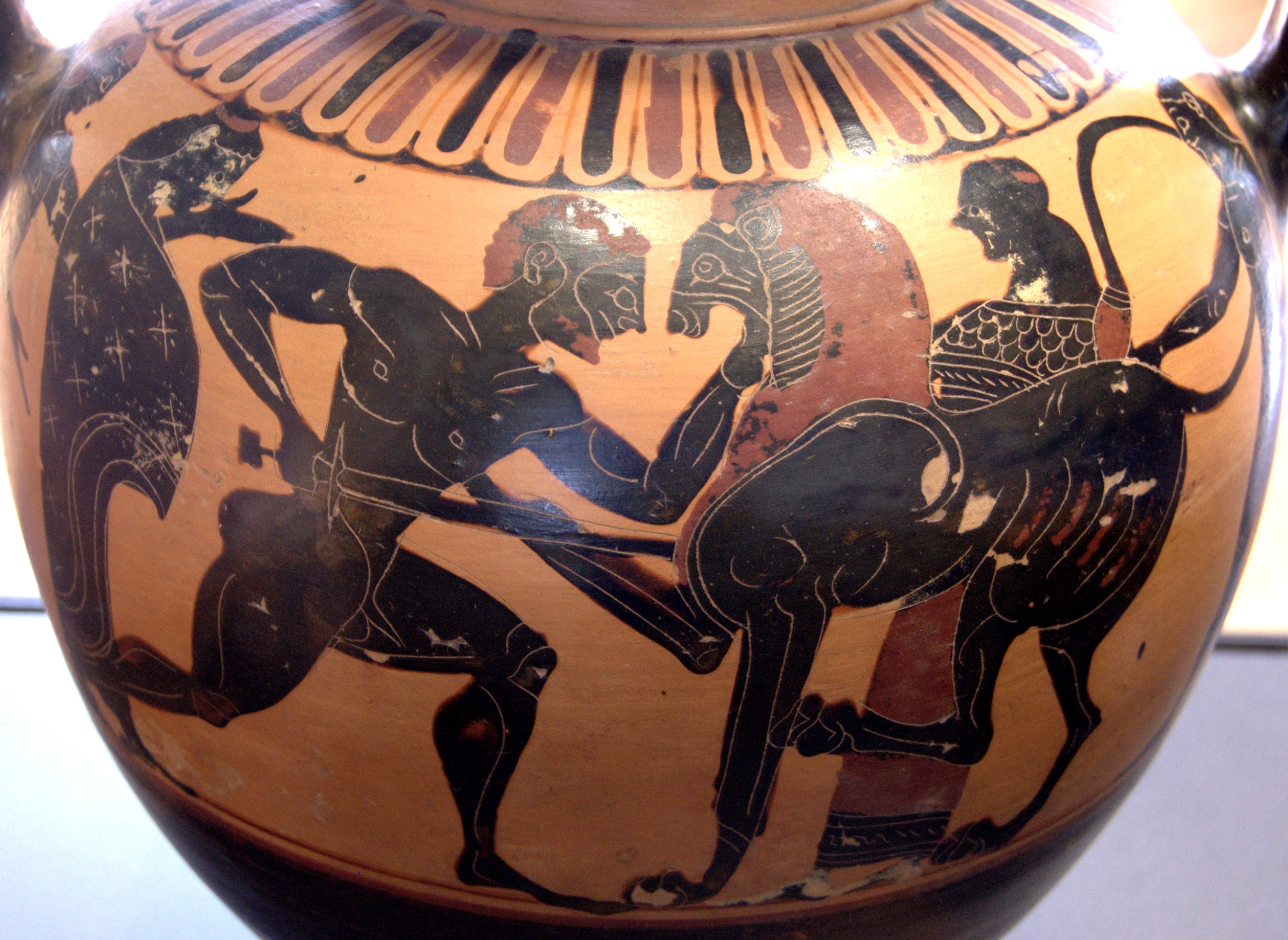
Heracles mata al León de Nemea, parte delantera de un ánfora de cuello pseudocalcideo del Grupo de Polifemo, c. 560-, encontrada en Reggio de Calabria, expuesta en el Museo del Louvre.

La pintura de vasos pseudocalcidea es la sucesora de la pintura calcidea. Está próxima a la calcidea, pero también tiene fuertes vínculos con la pintura de vasos áticos y corintios. Así, los artistas utilizaban el alfabeto jónico en lugar del calcideo para las inscripciones. La estructura de la arcilla también es diferente. Se conocen unos 70 vasos de este tipo, que fueron clasificados por primera vez por Andreas Rumpf. Es posible que los artesanos fueran sucesores de los pintores y alfareros calcideos que emigraron a Etruria.
La pintura de vasos pseudocalcideos se clasifica en dos grupos. El mayor de los dos es el Grupo de Polifemo que produjo la mayoría de los vasos que se conservan, principalmente ánforas de cuello y enócoes. Suelen mostrar grupos de animales, y menos veces escenas mitológicas. Los vasoss se encontraron en Etruria, en Sicilia, en Marsella y en Vix. El Grupo de Memnon, más joven y menos productivo, al que actualmente se atribuyen 12 vasos, tuvo una distribución geográfica mucho menor, limitándose a Etruria y Sicilia. A excepción de un enócoe, solo produjeron ánforas de cuello, que solían estar decoradas con animales y jinetes.

### Otras regiones
Los alabastrones con cuerpo cilíndrico de Andros son raros, al igual que los lécanes de Tasos. Estos recuerdan a los productos beocios, salvo que tienen dos frisos de animales en lugar del único friso común en Beocia. Los platos de Tasos seguían más bien los modelos áticos y con sus escenas figuradas son más ambiciosos que en los lékaness. Se conocen imitaciones de vasos de Quíos en el estilo de figuras negras. La cerámica local de figuras negras de Halai también es rara. Después de que los atenienses ocuparan Eleo en los Dardanelos, la producción local de cerámica de figuras negras comenzó también allí. Los modestos productos incluían simples lécanes con imágenes de contorno. En la Francia celta se produjo un pequeño número de vasos con figuras negras. También ellos se inspiraron, casi con toda seguridad, en los vasos griegos.

## Investigación y recepción
La investigación académica sobre estos vasos comenzó especialmente en el siglo XIX. Desde entonces se ha intensificado la sospecha de que estos vasos tienen un origen griego y no etrusco. Especialmente un ánfora panatenaica encontrada por Edward Dodwell en 1819 en Atenas aportó pruebas. El primero en presentar una prueba fue Gustav Kramer en su obra Styl und Herkunft der bemalten griechischen Tongefäße (1837). Sin embargo, esta idea tardó varios años en ser generalmente aceptada. Eduard Gerhard publicó un artículo titulado Rapporto Volcente en los Annali dell'Instituto di Corrispondenza Archeologica en el que investigaba sistemáticamente los vasos; fue el primer erudito en hacerlo. Para ello, en 1830 estudió los vasos encontrados en Tarquinia, comparándolos, por ejemplo, con los encontrados en el Ática y en Egina. Durante este trabajo identificó 31 firmas de pintores y alfareros. Anteriormente, sólo se conocía la del alfarero Taleides.
El siguiente paso en la investigación fue la catalogación científica de las principales colecciones de vasos de los museos. En 1854 Otto Jahn publicó los vasos de la Colección Estatal de Antigüedades de Múnich. Anteriormente se habían publicado los catálogos de los museos del Vaticano (1842) y del Museo Británico (1851). La descripción de la colección de vasos de la Colección de Antigüedades Clásicas de Berlín, realizada en 1885 por Adolf Furtwängler, fue especialmente influyente. Furtwängler fue el primero en clasificar las vasijas por región de origen artístico, tecnología, estilo, forma y estilo de pintura, lo que tuvo un efecto duradero en las investigaciones posteriores. En 1893, Paul Hartwig intentó en su libro Meisterschalen identificar a varios pintores basándose en las inscripciones kalós, las firmas y los análisis de estilo. Edmond Pottier, conservador del Louvre, inició en 1919 el Corpus Vasorum Antiquorum. Todas las colecciones importantes del mundo se publican en esta serie, que en 2009 superaba los 300 volúmenes.

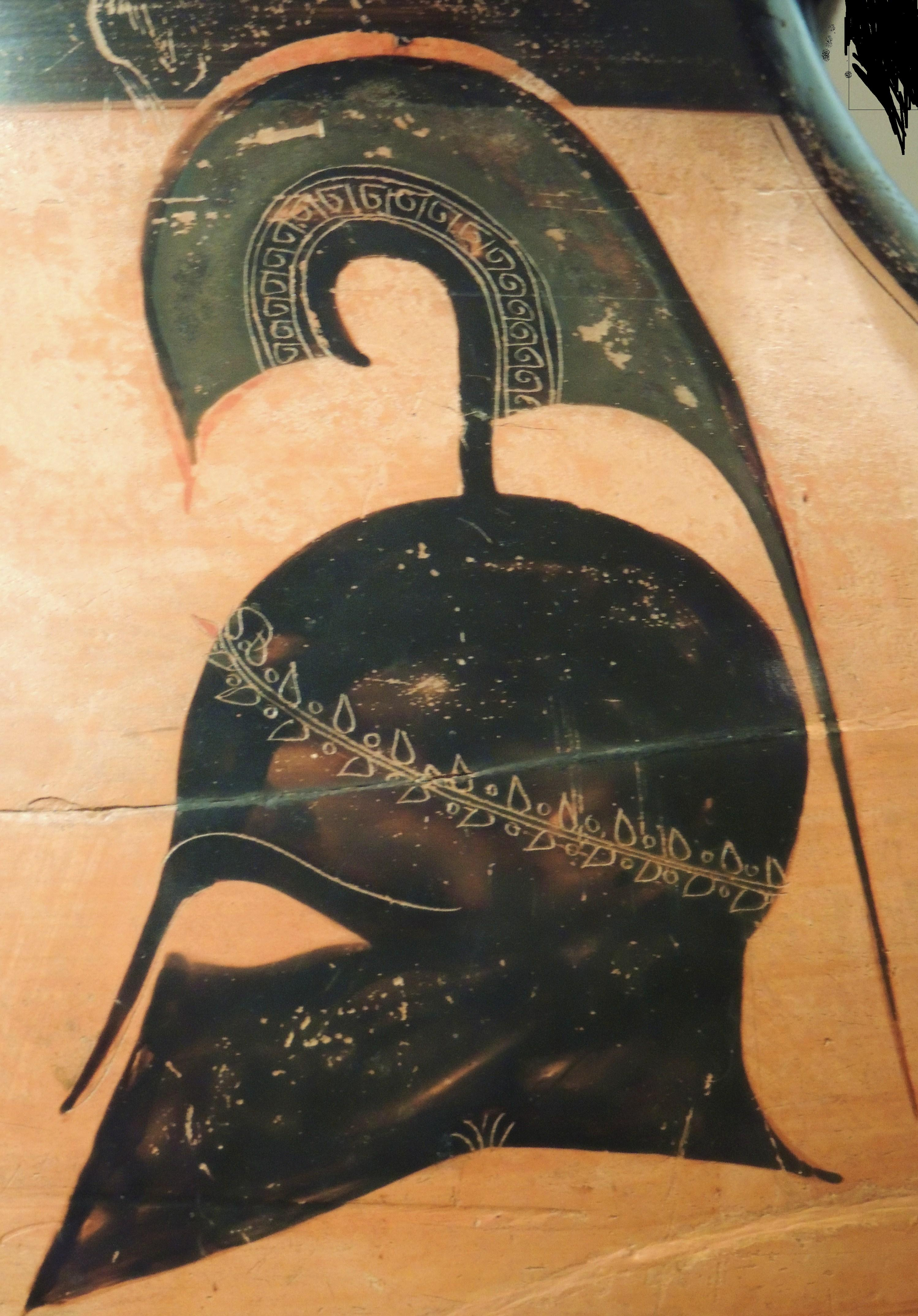
El yelmo; cerámica ática de figuras negras.

La investigación científica sobre la pintura de los vasos áticos debe mucho a John Beazley. Comenzó a estudiar estos vasos hacia 1910, utilizando el método desarrollado por el historiador del arte Giovanni Morelli para el estudio de las pinturas, que había sido perfeccionado por Bernard Berenson. Partió de la base de que cada pintor había creado obras originales que podían atribuirse siempre de forma inequívoca. Se fijó en detalles particulares como los rostros, los dedos, los brazos, las piernas, las rodillas y los pliegues de la ropa. Beazley estudió 65 000 vasos y fragmentos, de los cuales 20 000 eran de figuras negras. A lo largo de sus estudios, que duraron casi seis décadas, pudo atribuir 17 000 de ellos por su nombre o mediante un sistema de nombres convenidos, y los clasificó en grupos de pintores o talleres, relaciones y afinidad estilística. Identificó a más de 1500 alfareros y pintores. Ningún otro arqueólogo tuvo una influencia tan decisiva en la investigación de un campo arqueológico como Beazley, cuyos análisis siguen siendo válidos en gran medida hasta la actualidad. Después de Beazley, estudiosos como John Boardman, Erika Simon y Dietrich von Bothmer investigaron los vasos áticos de figuras negras.
La investigación básica sobre la cerámica corintia fue llevada a cabo por Humfry Payne, quien en la década de 1930 realizó una primera clasificación estilística que, en esencia, se sigue utilizando hasta la actualidad. Clasificó los vasos según la forma, el tipo de decoración y los temas de las imágenes, y solo después hizo distinciones en cuanto a pintores y talleres. Siguió el método de Beazley, salvo que atribuyó menos importancia a la asignación de pintores y grupos, ya que para él era más importante el marco cronológico. Jack L. Benson asumió esta tarea de asignación en 1953 y distinguió 109 pintores y grupos. Por último, Darrell A. Amyx resumió la investigación hasta ese momento en su libro de 1988 Corinthian Vase-Painting of the Archaic Period. Sin embargo, es motivo de disputa académica si es posible atribuir a pintores concretos en el caso de la cerámica corintia.
La cerámica laconia se conocía desde el siglo XIX por un importante número de vasos procedentes de tumbas etruscas. Al principio se las atribuyó erróneamente, considerándose durante mucho tiempo un producto de Cirene, donde también se encontraron algunas de las primeras piezas. Gracias a las excavaciones británicas realizadas en el Santuario de Artemisa Ortia de Esparta, se identificó rápidamente su verdadero origen. En 1934, Arthur Lane reunió todo el material conocido y fue el primer arqueólogo en identificar a los diferentes artistas. En 1956 los nuevos descubrimientos fueron estudiados por Brian B. Shefton. Este redujo el número de pintores distintos a la mitad. En 1958 y 1959 se publicó otro material nuevo de Tarento. También se encontró un número importante de otros vasos en Samos. Conrad Michael Stibbe estudió de nuevo los 360 vasos conocidos y publicó sus resultados en 1972. Identificó cinco pintores principales y tres menores.
Además de la investigación sobre la pintura de vasos áticos, corintios y laconios, los arqueólogos suelen estar especialmente interesados en los estilos italianos menores. Carl Humann y Otto Puchstein identificaron y nombraron por primera vez las hidrias ceretanas. Andreas Rumpf, Adolf Kirchhoff y otros arqueólogos sospecharon erróneamente que el origen de la cerámica calcidea era Eubea. Georg Ferdinand Dümmler es el responsable de la falsa denominación de los vasos pónticos, que supuso procedentes de la zona del Mar Negro por la representación de un escita en uno de los vasos.
Mientras tanto, la investigación sobre todos los estilos se lleva a cabo menos por individuos que por un gran grupo internacional de científicos.